# Guerras civiles argentinas
Las Guerras civiles argentinas fueron una serie de guerras civiles ocurridas entre 1814 y 1880 en el actual territorio de la Argentina, aunque también se extendieron parcialmente al territorio del Uruguay entre los años 1839 y 1852 (Guerra Grande), donde se mezclaron con las guerras civiles uruguayas. El conflicto comenzó cuando aún estaba en curso la Guerra de la independencia, y enfrentó al Partido Federal y al Partido Unitario. Los federales buscaban el establecimiento de una república federal, mientras que los unitarios querían mantener el sistema centralista heredado de la administración colonial. La causa central del conflicto fue la imposibilidad de combinar los intereses de las distintas regiones del país, el excesivo centralismo promovido por los gobernantes bonaerenses y, durante un largo período, el monopolio del uso del puerto de Buenos Aires como único medio para el comercio internacional.
No obstante, en distintos períodos hubo enfrentamientos entre sectores de cada uno de estos partidos, y durante la llamada Organización Nacional los partidos enfrentados fueron los centralistas de Buenos Aires, que habían abandonado su nombre de unitarios, y sus antagonistas de las provincias interiores, que se presentaban ocasionalmente con nombres distintos al tradicional de federales. En 1880 se logró un acuerdo general en torno a la economía liberal y aperturista y la organización federal del gobierno basado en la Constitución Argentina de 1853. En ese año se decidió la Federalización de la ciudad de Buenos Aires como capital de la República Argentina.
En diversos períodos participaron en los conflictos fuerzas extranjeras, de países vecinos y de potencias europeas, los cuales apoyaron en general al bando centralista en defensa de sus intereses comerciales y estratégicos. Además, varias etapas de estas guerras se extendieron al vecino Uruguay, tanto durante el período en que este formó parte de las Provincias Unidas del Río de la Plata como después de su independencia, dentro del contexto más amplio de la llamada Guerra Grande (1839-1851).

## Guerras civiles y revoluciones
En la tradición histórica occidental, se denomina guerra civil a cualquier enfrentamiento bélico armado que se desarrolla en un mismo país, enfrentándose entre sí personas de un mismo lugar, defendiendo dos ideologías o intereses distintos. En estas conflagraciones intervienen también a veces fuerzas extranjeras, ayudando o colaborando con los distintos bandos de la misma.
Muchas veces, en las guerras civiles participan fuerzas militares no regulares, formadas u organizadas por personas de la población civil. En el caso argentino, la diferencia entre fuerzas regulares e irregulares se diluyó mucho con el paso del tiempo. Las fuerzas irregulares de caballería llevaron generalmente el nombre de montoneras.
Los límites entre los conceptos de «revolución» y «guerra civil» suelen confundirse. En general, se llaman revoluciones a enfrentamientos de corta duración –horas o días– y que se desarrollan en un punto determinado, generalmente una misma ciudad. Las guerras civiles, por el contrario, se desarrollan a lo largo de un territorio más o menos extenso, con operaciones bélicas en distintos puntos, generalmente a campo abierto, y duran considerablemente más tiempo.
Al menos en Argentina, las distancias entre las ciudades obligaron a los ejércitos al desplazamiento durante semanas de una a otra ciudad; fue por ello que las operaciones de guerra duraron, como mínimo, varias semanas. Algunas de las guerras civiles que asolaron Argentina llegaron a durar varios años, con alineaciones permanentes de los contendientes. Por ejemplo, la guerra entre Santa Fe y el Directorio duró cerca de cinco años, bien que con diversas interrupciones. La campaña de Juan Lavalle contra Juan Manuel de Rosas duró casi tres años, sin ninguna interrupción ni tregua.
Se suelen clasificar como «guerras civiles argentinas» a todos los enfrentamientos que incluyeron desplazamientos de tropas fuera de las ciudades o entre las mismas. No obstante, dado que están relacionadas con las guerras civiles, varias revoluciones ocurridas en ese período están incluidas en las mismas.
Las revoluciones ocurridas en la Argentina en los años posteriores –comenzando con la Revolución del Parque, del año 1890– no suelen ser incluidas en las llamadas «guerras civiles», debido a que duraron mucho menos tiempo, involucraron casi exclusivamente operaciones dentro de ciudades y dirimieron conflictos políticos de origen completamente distinto.

## Causas de las guerras civiles en la Argentina
Habitualmente se menciona la ambición de los caudillos provinciales como principal causa de las guerras civiles. Si bien es posible que algunos hayan tenido la habilidad de conducir masas de soldados por el solo interés de su jefe, el apoyo a un líder debe ser interpretado, en general, como la identificación con las ideas de este, a sus intereses de grupo, o la pertenencia a un grupo al que se supone que ese líder favorecía.
Entre las cuestiones que se dirimieron por medio de guerras civiles, las más importantes estuvieron ligadas a la preeminencia de la capital, Buenos Aires, o de distintas alianzas de provincias en una forma federal o confederación; el establecimiento del liberalismo o del conservadurismo como forma de gobierno; la apertura comercial o el proteccionismo; y la organización constitucional que definiera todas estas cuestiones.
En su ya clásico ensayo «Estudio sobre las guerras civiles argentinas»,
Juan Álvarez revelaría que los cambios en la estructura económica de la cuenca del Río de la Plata a partir de la disolución del Virreinato del Río de la Plata significaron desfasajes económicos entre las regiones, dando una preponderancia económica a la provincia de Buenos Aires, que las demás juzgaron excesiva e injusta. Esta situación habría llevado a la reacción de los caudillos federales contra el centralismo porteño; es decir, contra la expresión política de esa preponderancia económica.
Hubo también enfrentamientos entre dos o tres provincias, en las que las causas pudieron ser las anteriores, pero a las que se les agregó la pretensión de los gobiernos de una provincia de inmiscuirse en los asuntos de otra. O, más tempranamente, la secesión de algunos distritos para erigirse en provincias autónomas.
Por último, hubo varias guerras civiles internas en las provincias, en que la participación de fuerzas foráneas fue escasa o nula. Si algunas veces dirimieron cuestiones ideológicas, más frecuentemente se trató de luchas por el poder entre facciones.

## Antecedentes
Antes de que se iniciaran las guerras civiles propiamente dichas, hubo varios enfrentamientos internos de cada provincia. Algunos de ellos, como una revuelta contra el gobernador de Jujuy, o el intento de deponer el teniente de gobernador de San Juan, tuvieron lugar a fines del siglo XVIII, en plena época virreinal. Pero, por lo general, estos conflictos siempre estuvieron moderados por la común dependencia del gobierno real, al que siempre se podía acudir para zanjar diferencias.
El enfrentamiento civil más grave que ocurrió en los últimos años del régimen colonial fue la Asonada de Álzaga, dirigida contra el virrey Santiago de Liniers el 1 de enero de 1809, con la intención de instalar una junta de gobierno local. Fue sofocada el mismo día, al precio de unos pocos muertos y varios heridos.
Durante los primeros años posteriores a la Revolución de Mayo, los problemas internos quedaron enmascarados por la guerra contra el enemigo común, los realistas. Solo se destacaron algunos motines y revueltas locales, que se saldaron en general sin lamentar muertes.
La excepción más notable la constituye el Motín de las Trenzas de fines de 1811, en Buenos Aires, que fue violentamente reprimido y se saldó con el fusilamiento de sus cabecillas.
Hubo también una Revolución en San Juan, dirigida por Francisco Laprida. Y, finalmente, la revolución de octubre de 1812, que reemplazó al Primer Triunvirato por el Segundo. Pero fueron casos aislados, más calificables como revoluciones –incluso como motines– que como guerras civiles.

## La revolución federal en el litoral

### Enfrentamiento de Artigas con el Directorio

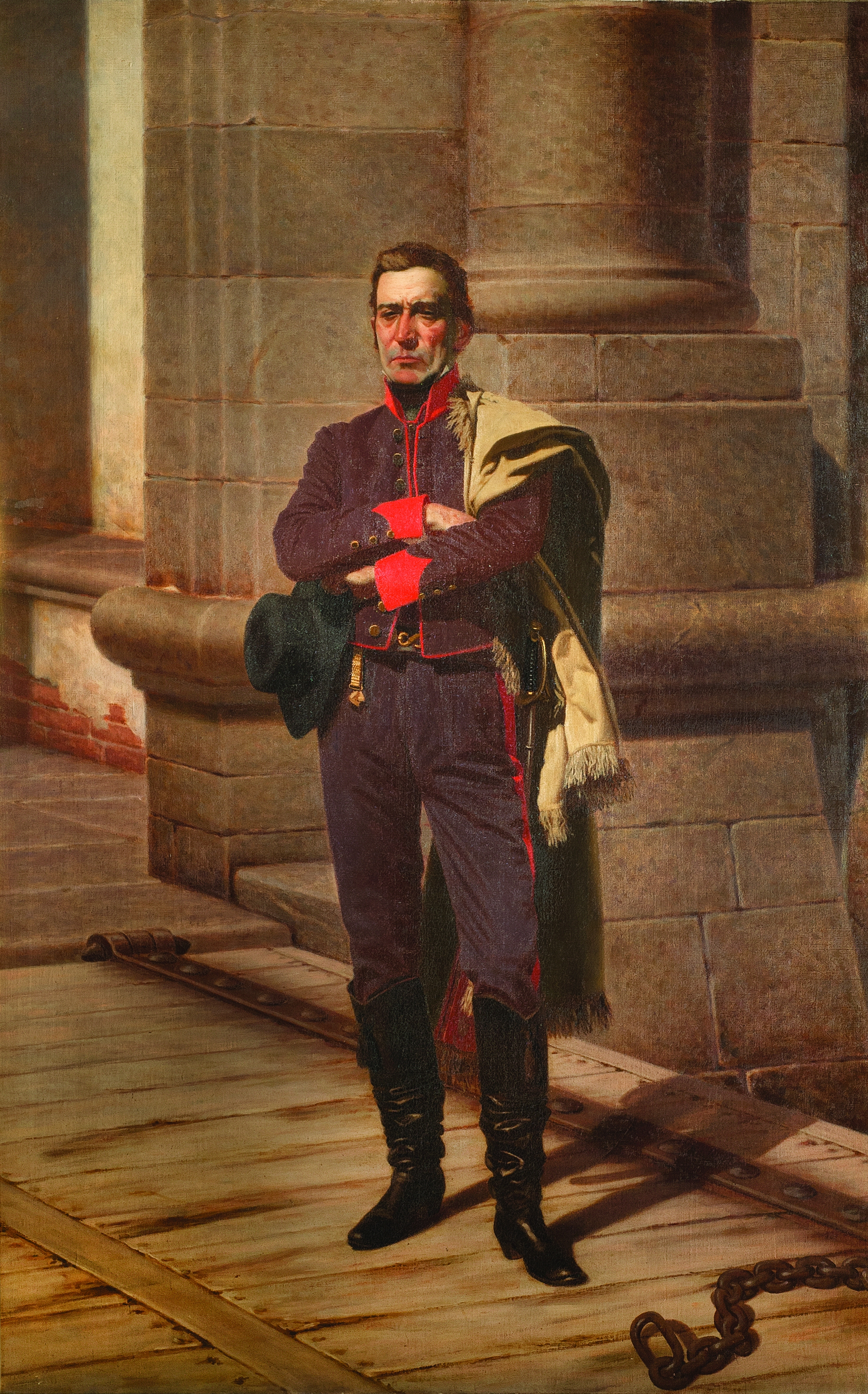
Artigas en la Ciudadela, óleo de Juan Manuel Blanes.

El caudillo José Artigas, de la Banda Oriental, participó en el Sitio de Montevideo (1811). Pero cuando este fue levantado, se negó a aceptar la decisión y llevó al llamado Éxodo Oriental a los habitantes de la Provincia Oriental, como comenzaba a ser llamada. Al reiniciarse el Sitio de Montevideo (1812-1814), hubo serios conflictos entre los jefes porteños como Manuel de Sarratea y Artigas.
Estos conflictos se agravaron cuando el Segundo Triunvirato convocó a la Asamblea del año XIII, a la cual los diputados orientales viajaron con instrucciones de reclamar la independencia absoluta de España y organizar el estado en forma federal. La Asamblea, dominada por la Logia Lautaro, grupo dirigido por Alvear, rechazó a los diputados.
El 20 de enero de 1814, Artigas abandonó el sitio, seguido por sus hombres, iniciando las guerras civiles argentinas. Poco después se rebeló la actual provincia de Entre Ríos, siguiendo a Artigas, y tras el combate de El Espinillo obtuvo la autonomía. También la provincia de Misiones y la de Corrientes se incorporaron al federalismo. Una breve recuperación de Corrientes, por parte de Genaro Perugorría, terminó con la derrota y ejecución del mismo.
La guerra se trasladó a la Banda Oriental, donde el general Alvear derrotó a Fernando Otorgués, y Manuel Dorrego venció al propio Artigas en la batalla de Marmarajá. Pero tras la victoria federal en la batalla de Guayabos o de Arerunguá del 10 de enero de 1815, toda la provincia quedó en manos federales. El nuevo Director Supremo, Alvear, entregó Montevideo a los federales y otorgó la independencia a la Banda Oriental; pero la oferta fue rechazada.
En marzo de ese año estalló una revolución federal en Santa Fe, que llevó al gobierno al estanciero Francisco Candioti. En respuesta, Alvear lanzó en su contra una invasión, pero el jefe de la misma, Ignacio Álvarez Thomas, se rebeló contra su autoridad, pactó con los federales y derrocó al Director. En su lugar fue elegido el general José Rondeau, que estaba en la Tercera expedición auxiliadora al Alto Perú, por lo que el mismo Álvarez Thomas fue nombrado su delegado. La Asamblea y la Logia fueron disueltas y fue convocado el que sería el Congreso de Tucumán.
Pero, faltando a sus promesas de paz, Álvarez Thomas invadió la provincia de Santa Fe y la sometió a su autoridad a mediados de 1815.

### El federalismo en el Interior
La incorporación de la provincia de Córdoba al federalismo fue incruenta: bastó una amenaza de Artigas para que el 29 de marzo el gobernador Francisco Ortiz de Ocampo renunciara y en su lugar fuese elegido José Javier Díaz. mientras La Rioja volvía a la obediencia del gobierno directorial de Córdoba. Díaz se reconocía aliado de Artigas, pero no rompió con el Directorio y envió sus diputados al Congreso de Tucumán.
El cabildo de La Rioja –jurisdicción dependiente de la de Córdoba– se negó a reconocer la autoridad de Díaz, y esa provincia permaneció controlada por el Directorio.
La provincia de Salta logró su autonomía provincial cuando el coronel Martín Miguel de Güemes, jefe de las partidas de gauchos que defendían la frontera norte del país, fue elegido gobernador por el cabildo local, el 6 de mayo de 1815: era la primera vez que las autoridades de Salta eran elegidas en la propia provincia. No solo se rebeló contra la autoridad de Rondeau; también se apoderó de armamento del Ejército del Norte e impidió pasar refuerzos para el mismo, convencido de que sus jefes tenían orden de deponerlo.
Después de su derrota en la batalla de Sipe Sipe, Rondeau regresó a Salta, ocupó la ciudad y declaró traidor a Güemes. Este se limitó a retirarse y hacerse perseguir por Rondeau, privándolo de víveres. De esa forma, Rondeau se vio obligado a firmar con Güemes el Tratado de los Cerrillos, en que lo reconocía como gobernador de Salta y le encargaba la defensa de la frontera. Esto le costaría a Rondeau el cargo de Director Supremo. La derrota de Sipe Sipe causaría, meses más tarde, su relevo del comando del Ejército del Norte, reemplazado por Manuel Belgrano.
Güemes nunca acordó ninguna alianza con Artigas, pero su autoridad era autónoma. Tácitamente, se le concedió a Güemes lo que los porteños nunca quisieron ceder a Artigas: el Ejército nacional era un aliado que prestaba su ayuda como auxiliar del ejército salteño.
Hubo también dos revoluciones federales en Santiago del Estero, dirigidas por el coronel Juan Francisco Borges. Se oponía a que su provincia dependiera de la de Tucumán. El 4 de septiembre de 1815 se autotituló gobernador y logró dominar la ciudad. Pero fue vencido y capturado apenas cuatro días después. Huyó y regresó a su provincia, donde volvió a sublevarse el 10 de diciembre de 1816, proclamando la autonomía provincial y la alianza con Artigas. Pero, nuevamente derrotado, fue fusilado el primer día de 1817.
Si el acceso del federalismo al poder en Córdoba había sido pacífico, su caída demandó enfrentamientos armados: Juan Pablo Bulnes, jefe de las milicias de la ciudad, se sublevó contra Díaz, y lo acusó de connivencia con el Directorio. Lo derrotó y lo obligó a renunciar, pero en su lugar asumió el gobernador nombrado por el director Supremo, Ambrosio Funes, suegro de Bulnes. Una segunda sublevación de Bulnes, del 26 de enero de 1817, fue también sofocada por la reacción del gobierno nacional. En marzo de ese año asumía como gobernador el salteño Manuel Antonio Castro, nombrado por el director Supremo Juan Martín de Pueyrredón.
En el sur de la provincia, permanecieron insurrectos varios caudillos federales, entre los que se destacó Felipe Álvarez, de Fraile Muerto, manteniendo la insurrección federal por otros tres años. Esto motivó el envío de una división del Ejército del Norte, al mando del coronel Juan Bautista Bustos.

### La Liga de los Pueblos Libres

Las Provincias Unidas del Río de la Plata en 1816; en rojo, la Liga de los Pueblos Libres.

A principios de 1816, las milicias urbanas y rurales de Santa Fe se sublevaron, eligiendo gobernador el 31 de marzo a Mariano Vera. Álvarez Thomas lanzó en su contra una nueva invasión, pero el jefe de su vanguardia pactó con Vera y se retiró, causando la renuncia del Director Sustituto. Fue reemplazado por Juan Martín de Pueyrredón, que exigió el sometimiento de Santa Fe; su propuesta fue rechazada, y las provincias del Litoral no estuvieron representadas en la Declaración de la Independencia de Argentina.
Pueyrredón lanzó una cuarta invasión sobre Santa Fe, que alcanzó a ocupar la ciudad durante 25 días antes de ser expulsada; pero durante el año 1817 no hubo nuevas hostilidades.
En la Banda Oriental, Artigas pudo llevar adelante un gobierno progresista y democrático. Hizo profundas reformas sociales y repartió entre los pobres las tierras, el ganado y los bienes muebles de los emigrados.
Pero, a mediados de 1816, con la excusa de algunas correrías –reales o supuestas– de gauchos en el sur del Brasil, el rey de Portugal inició la invasión Luso-Brasileña a la Provincia Oriental. Pueyrredón no hizo nada por defender a la provincia invadida, y llegó a pactar con el jefe invasor. A mediados de 1817, los portugueses lograron capturar Montevideo, aunque Artigas y sus fuerzas resistieron aún tres años más en el interior de la provincia.
En 1818 hubo nuevas ofensivas directoriales: la segunda guerra entre el Directorio y Artigas en Entre Ríos constó de tres ofensivas desde el río Paraná sobre esa provincia, con apoyo de algunos caudillos menores. Pero el nuevo comandante de Concepción del Uruguay, subordinado de Artigas, Francisco Ramírez, los venció con llamativa facilidad. No era el gobernador, pero controlaba la situación militar de Entre Ríos y organizaba sus montoneras en forma eficaz.
Por su parte, la provincia de Corrientes se vio sacudida por desavenencias entre los mismos federales, solucionadas por la ocupación de la capital por el cacique guaraní Andrés Guazurary, ahijado de Artigas, y el marino irlandés Pedro Campbell.
El gobernador santafesino Mariano Vera fue derrocado por los partidarios más exaltados de Artigas en julio de 1818. Como estos no lograron formar un gobierno, el coronel Estanislao López, jefe de las milicias rurales, ocupó la ciudad el 23 de julio y se nombró a sí mismo gobernador. Más tarde sería elegido por el cabildo y tendría un enorme apoyo popular.
En respuesta, Pueyrredón envió a finales de 1818 un ejército de 5000 hombres al mando de Juan Ramón Balcarce. Balcarce logró ocupar fugazmente la capital provincial, pero se vio obligado a retroceder. Simultáneamente avanzó la columna del Ejército del Norte comandada por el coronel Bustos para tomar entre dos fuegos a López, pero este lo atacó en Fraile Muerto, dejándolo sin movilidad. A continuación obligó a Balcarce a evacuar Rosario; en venganza, Balcarce –que había saqueado media provincia– incendió Rosario.
Poco después, el general Viamonte intentaba una nueva invasión, pero López repitió su estrategia: atacó a Bustos en La Herradura y, como no logró vencerlo, avanzó hacia Córdoba y lo obligó a retroceder. Luego giró hacia el sur y se presentó frente a las fuerzas de Viamonte en Coronda, obligándolo a retirarse nuevamente a Rosario, donde ambos acordaron una tregua que duraría ocho meses.

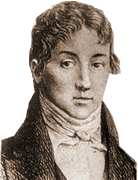
Manuel de Sarratea.

## La Anarquía del Año XX

### Cepeda y el Tratado del Pilar
En junio de 1819, el Congreso eligió como Director Supremo al general José Rondeau, que pidió ayuda a los portugueses para combatir a los federales. También ordenó a San Martín regresar con su ejército desde Chile para atacar Santa Fe, pero este desobedeció abiertamente. El Ejército del Norte, que –comandado por Francisco Fernández de la Cruz– se dirigía hacia el sur, se negó a continuar la guerra civil en el motín de Arequito. A continuación regresó a Córdoba, donde el gobernador Castro fue reemplazado por José Javier Díaz. Poco después hubo elecciones, por las cuales Juan Bautista Bustos fue elegido gobernador; parte del primer federalismo cordobés pasó a la oposición.
Antes de estos hechos, el 11 de noviembre de 1819, había sido derrocado el gobernador tucumano, reemplazado por el general Bernabé Aráoz. Casi simultáneamente con el motín de Arequito, estalló en San Juan una rebelión de las tropas del Ejército de los Andes, que inició un proceso de caos político que llevó a la disolución de la provincia de Cuyo.
A fines de enero, Francisco Ramírez y Estanislao López invadieron la provincia de Buenos Aires, derrotando a Rondeau en la batalla de Cepeda. Esto causó la disolución del Congreso y la renuncia de Rondeau.
En su lugar, fue elegido gobernador de la provincia Manuel de Sarratea, que firmó con los líderes federales el Tratado del Pilar. Cada provincia asumía su soberanía en forma absoluta, dejaba de existir un gobierno nacional, y se llamaba a un congreso a reunirse para sancionar una constitución y formar un gobierno, naturalmente federal. Por una cláusula secreta se acordaba la entrega de armamento a los ejércitos federales.
El general Balcarce derrocó a Sarratea y asumió como gobernador, pero los caudillos federales lo forzaron a dimitir una semana después. López y Ramírez volvieron a sus provincias, y en su ausencia, se sucedieron como gobernadores Sarratea, Alvear y Ramos Mejía.
Ramírez y López no firmaron el Tratado como subordinados de Artigas, sino como gobernadores autónomos: unos días antes de la batalla de Cepeda, el 29 de enero, este había sido derrotado en la batalla de Tacuarembó y había evacuado la Banda Oriental hacia Corrientes.
Artigas no aceptó el Tratado del Pilar, que lo dejaba de lado y posponía indefinidamente la recuperación de su provincia. Acusó a Ramírez de traición e inició la guerra entre Artigas y Ramírez: tras algunos triunfos de parte de Artigas, Ramírez lo derrotó en una rápida sucesión de victorias. Finalmente, el fundador del federalismo argentino fue obligado a asilarse en Paraguay, alejándose para siempre de la política.
El 29 de septiembre de 1820, Ramírez fundó la República de Entre Ríos, una provincia federal que deseaba unirse a las demás en una federación de iguales, no un estado independiente.

### Nuevas guerras en el Litoral
Por su parte, Estanislao López, acompañado de Alvear y del general chileno José Miguel Carrera, volvió a invadir Buenos Aires al frente de 1200 hombres. El general Soler se hizo elegir gobernador y lo enfrentó, siendo completamente derrotado en la Cañada de la Cruz, el 28 de junio de 1820.
Soler renunció al gobierno, para el cual fue nombrado Manuel Dorrego, que también salió a campaña contra López. Tuvo más suerte que su antecesor, ya que logró derrotar a las fuerzas de Alvear y Carrera en San Nicolás de los Arroyos, y luego al mismo López en Pavón. Pero, abandonado por los jefes de las milicias rurales porteñas –Martín Rodríguez y Juan Manuel de Rosas– fue completamente derrotado el 2 de septiembre en la sangrienta batalla de Gamonal.
Poco después era elegido gobernador Martín Rodríguez, que –con ayuda de Rosas– derrotó a una breve revolución dirigida por el coronel Manuel Pagola.

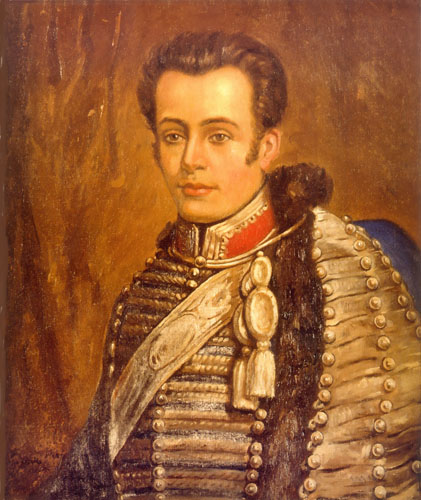
Retrato del general José Miguel Carrera
por Ezequiel Plaza.

Mientras tanto, Carrera se unió a los caciques ranqueles en el saqueo de algunos pueblos de la provincia, para reunir así medios con los que volver a Chile, donde pretendía derrocar a O'Higgins. El gobernador Rodríguez respondió a esos ataques lanzando una campaña contra los indios del sur de la provincia, que nada tenían que ver, y que causó una sangrienta serie de represalias de parte de los indígenas. De regreso de su campaña al sur, Rodríguez y Estanislao López firmaron el 24 de noviembre el Tratado de Benegas, con la mediación de Bustos, por el que se acordaba la reunión de un Congreso Federal en Córdoba, y una fuerte indemnización de Buenos Aires a Santa Fe, encargando su provisión a Rosas.
Indignado por haber sido dejado de lado por el Tratado de Benegas, Ramírez decidió atacar a Buenos Aires, invadiendo primeramente a Santa Fe. Cruzó el río Paraná y se estacionó en Coronda, esperando allí que se le uniera el coronel Lucio Norberto Mansilla. Pero lo traicionó para evitar un ataque a su provincia, y se retiró a Entre Ríos.
De todos modos, Ramírez derrotó –dos veces en unos días– al coronel Gregorio Aráoz de Lamadrid, al servicio de Buenos Aires. López incorporó los restos de su fuerza a las santafesinas, con las cuales derrotó a Ramírez el 26 de mayo, obligándolo a huir con menos de 300 hombres hacia Córdoba.
Mientras tanto, Carrera había invadido Córdoba, derrotando al gobernador Bustos. Desde allí invadió San Luis y luego retrocedió hacia el sur de Córdoba para unirse a Ramírez y al caudillo local Felipe Álvarez. Atacaron en Cruz Alta a Bustos, pero este se había atrincherado eficazmente y no pudieron derrotarlo.
De modo que Ramírez intentó volver a Entre Ríos por el Chaco, pero fue derrotado el 10 de julio en la batalla de Río Seco, cerca de Villa de María y de San Francisco del Chañar, y ultimado en la huida. La cabeza de Ramírez fue llevada a López, que la hizo embalsamar para exhibirla en una jaula.
Por su parte, Carrera intentó regresar a Chile. Derrotó al general Bruno Morón en Río Cuarto e invadió San Luis, pasando a Mendoza. Pero fue derrotado por el coronel José Albino Gutiérrez, en la batalla de Punta del Médano. Fue fusilado en Mendoza el 4 de septiembre de 1821, acompañado por Felipe Álvarez y el soldado Monroy, el que había ultimado a Morón.

### La paz en el Litoral
El 23 de septiembre de 1821, el coronel Mansilla derrocó al sucesor de Ramírez, su medio hermano Ricardo López Jordán (padre); este fue vencido un mes más tarde y obligado a expatriarse en Paysandú.
La República fue dada por desaparecida: Corrientes recuperó su autonomía, y se mantuvo en paz durante los gobiernos de Juan José Fernández Blanco y Pedro Ferré.
El 22 de enero de 1823 se firmó el Tratado del Cuadrilátero entre Buenos Aires, Santa Fe, Entre Ríos y Corrientes, en el cual, por presión del ministro porteño Bernardino Rivadavia, se dejaba sin efecto el congreso federal de Córdoba, que ya estaba reunido.
El gobierno de Mansilla fue casi una intervención porteña en Entre Ríos; los partidarios de López Jordán hicieron un último intento de rebelión en Concepción del Uruguay en mayo de 1822, pero fueron derrotados. Desde entonces, si bien Entre Ríos no obtuvo estabilidad política, al menos se mantuvo en paz por varios años, tanto a lo largo del gobierno de Mansilla, como durante el de su sucesor, Juan León Solas.
La provincia de Santa Fe, la más castigada por la guerra civil hasta entonces, pudo disfrutar de una década de paz.

### Caos en Cuyo y La Rioja
La revolución iniciada en San Juan por Mariano Mendizábal, había desembocado en un absoluto caos. El Batallón de Cazadores marchó hacia Mendoza, dirigido por el coronel Francisco Solano del Corro. Aunque fue vencido, causó la renuncia del gobernador Toribio de Luzuriaga. En San Luis, el cabildo depuso en forma pacífica a Vicente Dupuy, reemplazándolo por José Santos Ortiz, que gobernó casi toda esa década.
En La Rioja, al saberse de la disolución del Directorio, el 1 de marzo de 1820 había asumido el gobierno el general Francisco Ortiz de Ocampo, que expulsó a los miembros de la familia Dávila. Semanas más tarde, la provincia era invadida por Del Corro, que lo derrotó cerca de Patquía y ocupó La Rioja. Pero fue expulsado al poco tiempo por el comandante del Departamento de la Sierra de los Llanos, Facundo Quiroga, al frente de una división de 80 hombres; fue la primera victoria del famoso caudillo. Todavía Del Corro logró reunir un pequeño grupo con el que pretendió cruzar la provincia de Tucumán, pero fue vencido por las fuerzas del gobernador Aráoz.

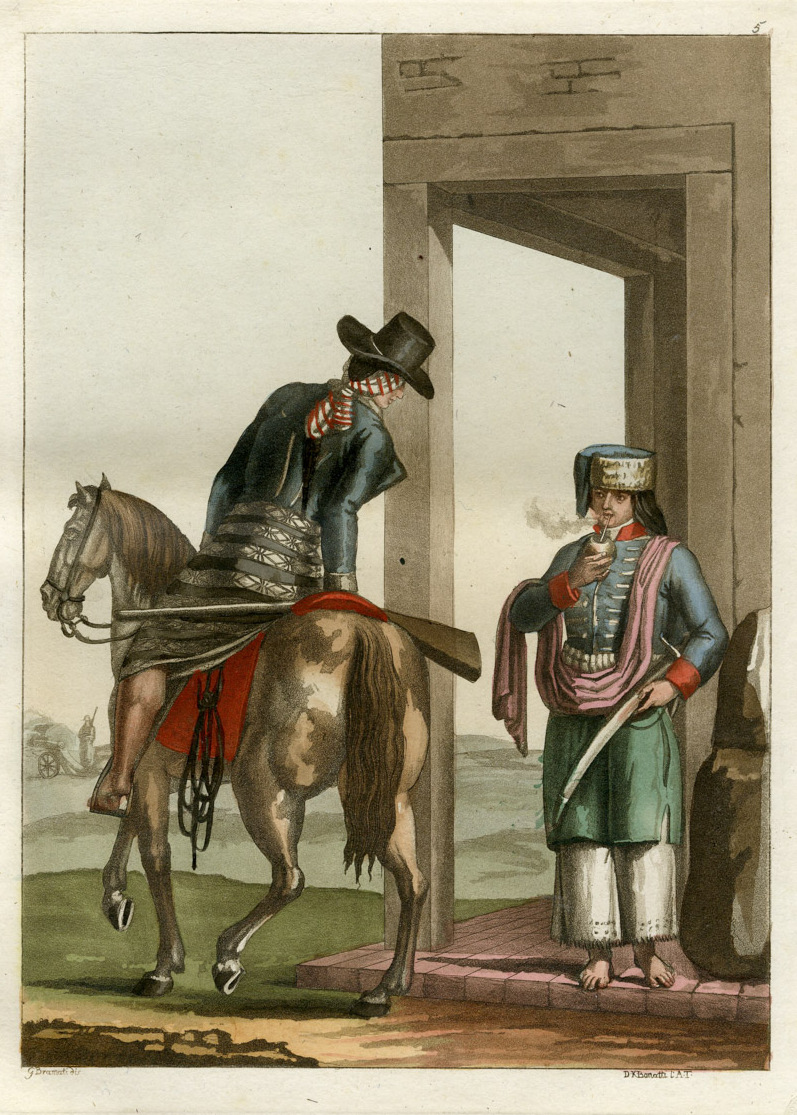
Soldados de la playa oriental del Plata, Ferrario Bonatti (1821).

El coronel Nicolás Dávila asumió el gobierno riojano y gobernó en paz por dos años. Hacia el final de su gobierno se enfrentó con la legislatura, que llamó en su ayuda a Quiroga. Este derrotó a Dávila en la batalla de El Puesto y fue elegido gobernador. Renunciaría tres meses después, y desde entonces gobernó la provincia de hecho, desde el cargo de comandante de armas.
En Córdoba, una revolución contra Bustos dirigida por el futuro general José María Paz fue vencida casi sin lucha. El mismo Paz, que despreciaba a las montoneras que participaban en ella, no se esforzó realmente por el triunfo.

### La República de Tucumán y su disolución
Poco después de la revolución que lo había llevado al poder, Bernabé Aráoz había proclamado la República de Tucumán y le había dado una constitución.
Pero la República no fue aceptada en Santiago del Estero. Su cabildo eligió gobernador al jefe de la frontera del Chaco, coronel Juan Felipe Ibarra, el 31 de marzo, y declaró formalmente la autonomía de la provincia. Aráoz protestó y lanzó amenazas, pero recién en abril del año siguiente, con ocho meses de atraso, envió contra Santiago del Estero una expedición, fácilmente derrotada por Ibarra.
El caudillo santiagueño había ayudado a llegar hasta Salta a algo menos de la mitad del Ejército del Norte, al mando del coronel Alejandro Heredia. Con esto se ganó el apoyo de Güemes, que intentaba lanzar una nueva campaña al Alto Perú con sus gauchos y los hombres que había traído Heredia. Pero el gobernador tucumano se negó a entregarle las armas del Ejército del Norte tomadas en noviembre de 1819. En respuesta, Güemes atacó a Aráoz: fuerzas salteñas ocuparon Catamarca, mientras Heredia e Ibarra marcharon sobre Tucumán. En la batalla de Rincón de Marlopa, del 3 de abril de 1821, los tucumanos al mando del coronel Abraham González derrotaron completamente a los salteños y santiagueños.
En ese momento, Güemes se enteró de que había sido depuesto por una revolución de las clases altas en Salta. Regresó a su ciudad y retomó el gobierno sin problemas.
Aráoz logró recuperar también Catamarca; pero el 5 de junio, por medio del Tratado de Vinará, reconocía la autonomía de Santiago del Estero.
El 25 de agosto de 1821, también Catamarca declaró su autonomía. Tras un turbulento y breve gobierno de Nicolás Avellaneda y Tula, asumió el gobierno el líder federal Eusebio Gregorio Ruzo. Algunos de los jefes adictos a Avellaneda, como Manuel Antonio Gutiérrez, debieron pasar un tiempo en el exilio bajo la protección de Aráoz.

### Muerte de Güemes y anarquía en Tucumán
Unos días después del Tratado de Vinará, la última invasión de los realistas lograba ocupar Salta y causar la muerte de Güemes, pero fueron expulsados unas semanas más tarde. Asumió el mando el partido que había sido opositor de Güemes, que nombró gobernador a José Antonio Fernández Cornejo.
El 22 de septiembre, los miembros del partido que siempre había sido leal a Güemes derrocaron a Cornejo por medio de una sangrienta revolución, y en su lugar colocaron al general José Ignacio Gorriti. Este hizo un gobierno de unión: nombró al federal Pablo Latorre comandante de armas y a Fernández Cornejo como teniente de gobernador de Jujuy. De todos modos tuvo que vencer una revolución en su contra en diciembre.
En Tucumán, Aráoz fue derrocado el 28 de agosto de 1821 por sus propios oficiales dirigidos por el general Abraham González, que asumió el gobierno con apoyo del cabildo. Logró mantenerse en el poder unos meses, hasta ser derrocado el 8 de enero de 1822. En su lugar fue elegido Javier López, líder de las milicias urbanas; por su parte, Aráoz era sostenido por las milicias rurales y los hacendados. La provincia fue sacudida por una seguidilla de revoluciones, batallas y saqueos que llevaron alternativamente al gobierno a Bernabé Aráoz, su primo Diego Aráoz, Javier López y Nicolás Laguna. Con el paso del tiempo se formaron dos partidos: el de López y el de Aráoz, cada uno decidido a vencer completamente al otro.
Tras un largo gobierno –casi un año– de Bernabé Aráoz, Javier López logró expulsarlo el 5 de agosto de 1823 hacia Salta, donde no tenía aliados. Allí siguió conspirando, pero fue arrestado y enviado por orden del gobernador Arenales a Tucumán, donde fue fusilado el 24 de marzo de 1824. La paz duraría en Tucumán casi dos años.

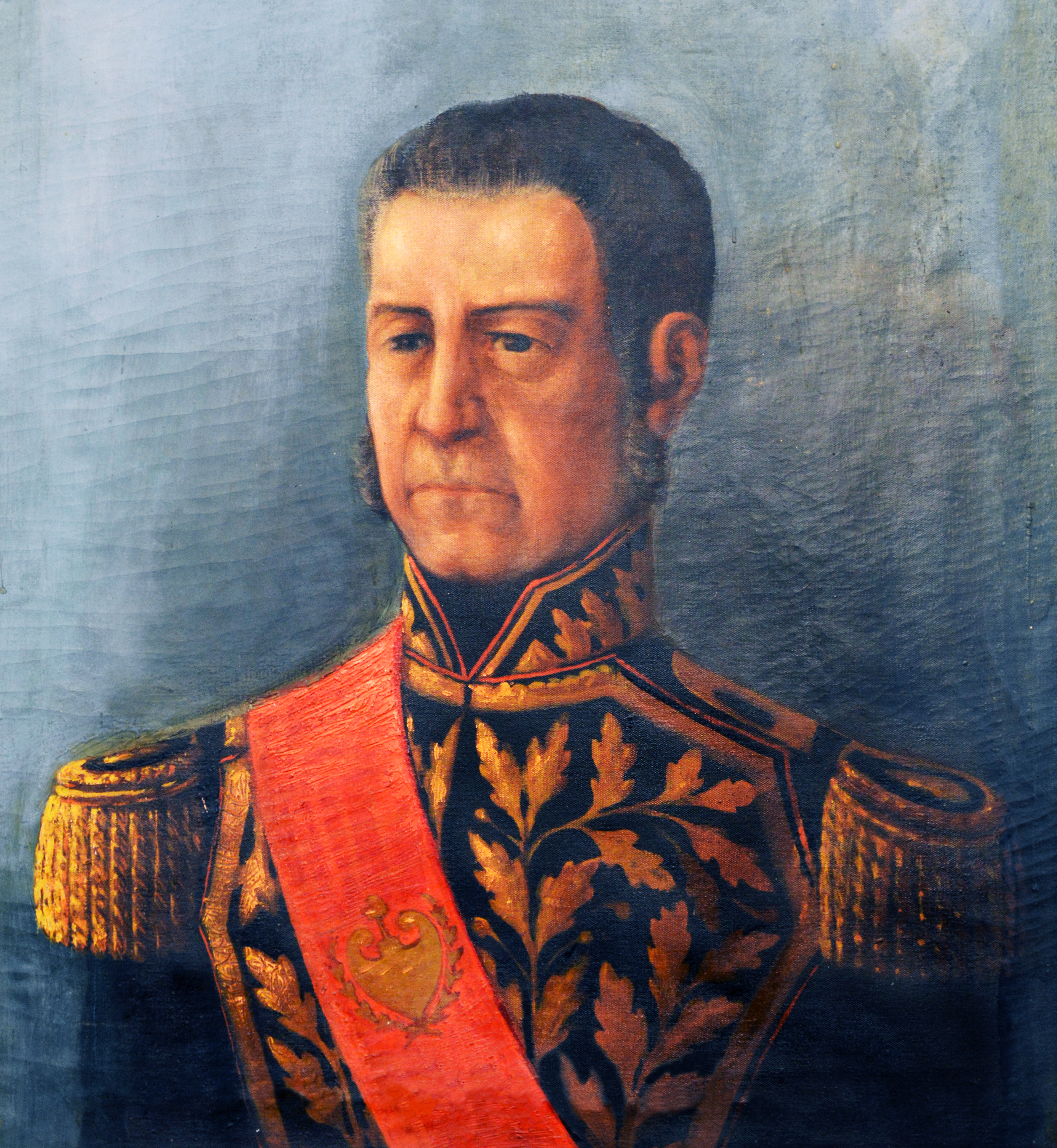
El brigadier Ibarra.

## Guerra entre Quiroga y Lamadrid

### El Congreso de Buenos Aires y los primeros problemas en el interior
En 1824 se reunió en Buenos Aires el Congreso, firmemente controlado por los porteños. Su misión era sancionar una constitución, pero la campaña de los Treinta y Tres Orientales en la Banda Oriental, que dio inicio a la guerra del Brasil, obligó a crear un ejército nacional. Para financiarlo y dirigirlo, el mismo Congreso creó el cargo de Presidente de la República Argentina, para el que fue elegido el líder del partido unitario, Bernardino Rivadavia. No solo se dedicó organizar la guerra del Brasil, sino que también tomó decisiones sobre asuntos que, hasta entonces, habían sido privativos de cada provincia.
A poco de iniciado su gobierno, Rivadavia disolvió el gobierno de la provincia de Buenos Aires, perdiendo con ello el apoyo de los estancieros porteños. Además profundizó las medidas que había tomado durante el gobierno de Martín Rodríguez, incluyendo una moderada tolerancia religiosa y el firme control sobre la iglesia católica local. En los círculos conservadores del interior del país, estas medidas fueron interpretadas como "herejías". Algún tiempo después, el mismo Congreso sancionó una Constitución unitaria, que mereció el repudio de la mayoría de las provincias, que preferían el federalismo.
Los primeros problemas en el interior comenzaron en la provincia de San Juan, donde el gobernador Salvador María del Carril intentó imitar las reformas de Rivadavia. Fue derrocado por una revolución dirigida por clérigos en julio de 1825 y obligado a huir a Mendoza. Allí logró el apoyo del gobernador unitario Juan de Dios Correas, que había llegado al poder poco antes, por medio de una revolución dirigida por su pariente político Juan Lavalle. Este envió una expedición que, al mando del coronel José Félix Aldao –que sería en el futuro uno de los más destacados caudillos federales– derrotó a los rebeldes en septiembre de 1825, devolviendo el gobierno a los unitarios.
En Catamarca, hacia el final del gobierno de Ruzo hubo un serio enfrentamiento entre dos comandantes que aspiraban al gobierno: Manuel Antonio Gutiérrez y Marcos Antonio Figueroa. La legislatura decidió conservar la paz ante todo, y –con la garantía del comandante riojano Facundo Quiroga– logró un arreglo entre los contendientes, por el que Gutiérrez fue elegido gobernador en julio de 1825. Su gobierno era dirigido por el hacendado Miguel Díaz de la Peña –unitario y partidario de Rivadavia– que lo convenció de eliminar de la legislatura a los opositores federales.

### Comienzo de una guerra civil

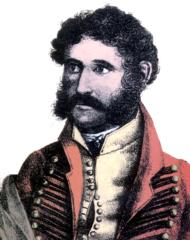
Facundo Quiroga.

A principios de 1826 apareció en Catamarca el coronel Gregorio Aráoz de Lamadrid, enviado por Rivadavia a reunir el contingente militar que debía participar en la guerra del Brasil. Gutiérrez lo convenció de volver a Tucumán, donde derrocó a Javier López, que había hecho fusilar a su tío Bernabé Aráoz. López estaba en el sur de la provincia, y a su regreso fue derrotado por Lamadrid en el "Rincón de Marlopa", en las afueras de la capital. En Catamarca, Figueroa y Facundo Quiroga derrocaron a Gutiérrez. Este llamó en su ayuda a Lamadrid, que regresó a Catamarca y derrotó a Figueroa en agosto de 1826.
Facundo Quiroga tenía varias razones simultáneas para lanzarse a la guerra: en primer lugar, era el principal accionista de una empresa que explotaba las minas del Cerro de Famatina, pero el presidente Rivadavia era el gestor de una empresa rival, a la cual adjudicó –en su carácter de presidente de la República– los derechos exclusivos sobre los mismos yacimientos. También estaba muy alarmado por los avances anticlericales del gobierno de Rivadavia, y contra la pretensión del Congreso de imponer por la fuerza la constitución unitaria de 1826.
Por su parte, Rivadavia financió al ejército de Lamadrid, a quien encargó eliminar la resistencia de los jefes federales del norte, Facundo Quiroga, Juan Bautista Bustos y Felipe Ibarra. La traición de Gutiérrez le dio la razón final para lanzarse al ataque. En octubre de 1826 invadió Catamarca y repuso a Figueroa en el gobierno. Como Lamadrid saliera en su defensa, lo derrotó en la batalla de El Tala, del 27 de octubre, en el límite norte de Catamarca. Este fue dado por muerto, y Quiroga ocupó la capital de la provincia, abandonándola a los pocos días.
Poco tiempo después, Facundo regresó hacia su provincia, adelantándose a la orden de Rivadavia de atacarlo desde el sur. El coronel Aldao desarmó a los unitarios mendocinos, ayudando al general Juan Rege Corvalán a asumir el gobierno de esa provincia. Simultáneamente, Quiroga invadió San Juan, donde la legislatura decidió no combatirlo y nombró gobernador a un pariente suyo.

### Segunda campaña de Quiroga
Mientras tanto, en Tucumán, Lamadrid había salvado su vida y recuperado el gobierno. Para vengarse de los federales, envió al coronel Francisco Bedoya a invadir Santiago del Estero. Pero el gobernador Ibarra lo dejó ocupar la capital y lo sitió, dejándolo sin víveres y obligándolo a retirarse una semana más tarde. Por su parte, en Catamarca, Gutiérrez volvió a ocupar el gobierno. Poco tiempo después, el gobernador salteño Arenales fue derrocado por el coronel Francisco Gorriti, que unos días más tarde derrotó en Chicoana a Bedoya, que resultó muerto. El 8 de febrero de 1827, Arenales huyó hacia Bolivia y Gorriti volvió a asumir el gobierno provincial.
Lamadrid invadió Santiago del Estero, derrotando a Ibarra; pero igualmente debió abandonar la provincia, e Ibarra volvió al gobierno acompañado por Facundo Quiroga. Desde allí, los federales ocuparon Catamarca y marcharon sobre Tucumán. Quiroga derrotó por segunda vez a Lamadrid en la batalla de Rincón de Valladares, cerca de la capital de la provincia, el 6 de julio de 1827. Lamadrid huyó a Bolivia, mientras el riojano ocupaba la ciudad y la sometía al pago de fuertes reparaciones de guerra. Al dejar la provincia, asumió el gobierno el federal Nicolás Laguna.
A fines de 1827, todas las provincias –excepto Salta– estaban en manos de miembros del partido federal.
En Buenos Aires, después de la renuncia de Rivadavia y la disolución del Congreso, gobernaba la provincia el federal Manuel Dorrego, que dio por nula la constitución unitaria y obtuvo de la mayoría de las provincias la delegación en su persona de las relaciones exteriores del conjunto de ellas.

## Guerra entre unitarios y federales: 1828-1831

### La revolución de Lavalle y su fracaso
Pese al éxito de la campaña terrestre durante la guerra del Brasil, el bloqueo marítimo llevó a un desafortunado tratado de paz firmado por el enviado de Rivadavia, que le costó a este el puesto y al Congreso su desaparición. Buenos Aires reconquistó su autonomía provincial y fue elegido gobernador Manuel Dorrego, que se entendió con los dirigentes federales del interior, los cuales le delegaron la responsabilidad por el ejército en campaña y las relaciones exteriores. En reemplazo del Congreso, se reunió en Santa Fe una "Convención Nacional" para sentar las bases constitucionales del país.
Pero Dorrego, debido a la falta de fondos y la presión inglesa, se vio obligado a firmar un tratado de paz que incluía la independencia de la Provincia Oriental como República Oriental del Uruguay. Los oficiales del ejército, sintiéndose ultrajados, decidieron deponer a Dorrego. El general Juan Lavalle llevó de regreso la mitad del ejército a Buenos Aires, y el 1 de diciembre de 1828 derrocó a Dorrego, haciéndose elegir gobernador por una reunión de sus partidarios.
Sin embargo Dorrego alcanzó a huir al sur de la provincia, donde contaba con el apoyo de las milicias rurales del coronel Juan Manuel de Rosas. Hasta allí fue a buscarlo Lavalle, que lo derrotó en la batalla de Navarro y pocos días después, instigado por sus aliados unitarios, ordenó su fusilamiento. Rosas se trasladó a la provincia de Santa Fe, cuyo gobernador, Estanislao López, se puso al frente de una campaña para deponer a Lavalle.
En el interior de la provincia de Buenos Aires se formaron montoneras federales, que fueron perseguidas por los coroneles Isidoro Suárez, Federico Rauch –que fue derrotado y ejecutado– y Ramón Bernabé Estomba, que enloqueció. Poco después, Lavalle apoyó la invasión del general José María Paz a Córdoba.
Lavalle invadió Santa Fe, pero López lo desgastó sin combatirlo y lo obligó a retroceder hacia el sur, derrotándolo –junto con Rosas– en la batalla de Puente de Márquez.
Rosas sitió a Lavalle dentro de la ciudad de Buenos Aires, obligándolo a negociar con él. El resultado fue la Convención de Cañuelas, por la que se llamaba a elecciones, en las que debía presentarse solamente una lista "de unión". Pero algunos unitarios hicieron fracasar las elecciones y el sitio fue restablecido. Lavalle firmó con Rosas el Pacto de Barracas, por el que fue elegido gobernador el general Juan José Viamonte. Este convocó a la legislatura disuelta por Lavalle, que el 8 de diciembre eligió gobernador a Juan Manuel de Rosas y le concedió a este, además, "todas las facultades ordinarias y extraordinarias que crea necesarias, hasta la reunión de una nueva legislatura".
Comenzaba la llamada "época de Rosas".

### Invasión de Paz a Córdoba

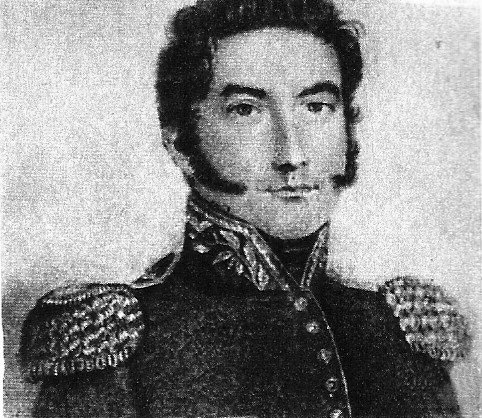
El general Paz en 1829, (litografía de César Hipólito Bacle).

Después del fusilamiento de Dorrego, el general José María Paz invadió la provincia de Córdoba al frente de unos 1000 hombres. Allí gobernaba aún el general Bustos, su compañero en el motín de Arequito y su enemigo del año 1821. Este abandonó la capital ante su avance y se fortificó en San Roque, a las puertas de las Sierras de Córdoba. Pidió ayuda a Facundo Quiroga y, para ganar tiempo, nombró a Paz gobernador interino e inició tratativas con él.
Paz se le adelantó y lo derrotó el 22 de abril de 1829 en la batalla de San Roque. Regresó a la capital y se hizo elegir gobernador titular por una alianza de antiguos unitarios y viejos autonomistas de la época de José Javier Díaz. Pero los comandantes del norte y el oeste de la provincia se negaron a reconocerlo como gobernador.
Se comunicó con los gobernadores Javier López, de Tucumán, y José Ignacio Gorriti, de Salta. El primero se trasladó hasta Córdoba con una división, mientras el segundo invadió Catamarca y La Rioja. En ausencia de Quiroga, ocuparía la capital de esta última provincia.
Bustos se refugió en la provincia de La Rioja y regresó un mes más tarde como segundo en el ejército de Quiroga. Este se trasladó hacia el Valle de Traslasierra y de allí hacia el sur, para incorporar las fuerzas puntanas y mendocinas que comandaba el general Aldao. Esto engañó a Paz, que abandonó la capital marchando hacia el sur. Quiroga apareció frente a la ciudad y la ocupó; pero, para no ensangrentar su población, salió de allí para enfrentar a Paz en la batalla de La Tablada, el 22 de junio. La batalla terminó con una completa victoria de Paz. Pero, para su sorpresa, Quiroga reunió a sus hombres y lo volvió a atacar a la madrugada siguiente; de todos modos, fue nuevamente derrotado. Paz recuperó la capital provincial, donde el coronel Román Deheza ordenó fusilar decenas de prisioneros.
Quiroga retrocedió a La Rioja, donde reprimió duramente a quienes habían apoyado la invasión de Gorriti.
Paz envió partidas militares al mando de Pedernera, Lamadrid y Pringles a "pacificar" el oeste y el norte de la provincia, donde sus oficiales cometieron toda clase de excesos y atropellos. Una revolución dirigida en Mendoza por Juan Agustín Moyano nombró gobernador al general Rudecindo Alvarado, excolaborador de San Martín. Pero fue derrotado en la batalla de Pilar por Aldao, que regresaba de Córdoba y fusiló a los vencidos en represalia por el asesinato de su hermano. Solo Alvarado salvó su vida.
Facundo Quiroga reunió nuevamente y avanzó hacia Córdoba dividiendo su ejército en dos columnas: la más adelantada invadió la provincia desde el sur, pero la otra se retrasó defendiendo Catamarca. Por ello fue derrotado el 25 de febrero de 1830 en la batalla de Oncativo, también llamada de Laguna Larga. Quiroga huyó a Buenos Aires y Aldao fue capturado.

### La Liga del Interior y el Pacto Federal
Tras la victoria, Paz envió divisiones de su ejército a las provincias que habían apoyado a Quiroga: a Mendoza envió al coronel José Videla Castillo, que se hizo nombrar gobernador. En Catamarca, San Juan y San Luis, varios jefes federales secundarios fueron arrollados por el rápido avance unitario. El gobernador riojano, general Villafañe, debió huir a Chile. Paz envió a esa provincia al general Lamadrid, que se dedicó a saquear violentamente la provincia. También Santiago del Estero fue dominada por el general Deheza, pero este nunca logró afirmarse en el gobierno.
Una vez cambiados los gobiernos enemigos por otros adictos, Paz convocó a sus representantes, con los que firmó un tratado general, la llamada Liga del Interior. Esta proclamaba la fracasada Constitución Argentina de 1826, de corte netamente unitario, y nombraba a Paz "Jefe Supremo Militar"; las provincias quedaban completamente sometidas a su autoridad.
El general Lavalle había emigrado al Uruguay, desde donde regresó para derrocar al gobernador santafesino con la ayuda de López Jordán. Si bien este logró capturar la capital de la provincia, lo hizo en nombre de los federales, por lo que Lavalle lo abandonó; López Jordán duró apenas un mes en el gobierno. En marzo de 1831 lo volvieron a intentar, pero fracasaron aún más estrepitosamente.
Las cuatro provincias federales –Buenos Aires, Santa Fe, Entre Ríos y Corrientes– firmaron el Pacto Federal, por el que se declaró la guerra a la Liga del Interior.

### Victoria federal

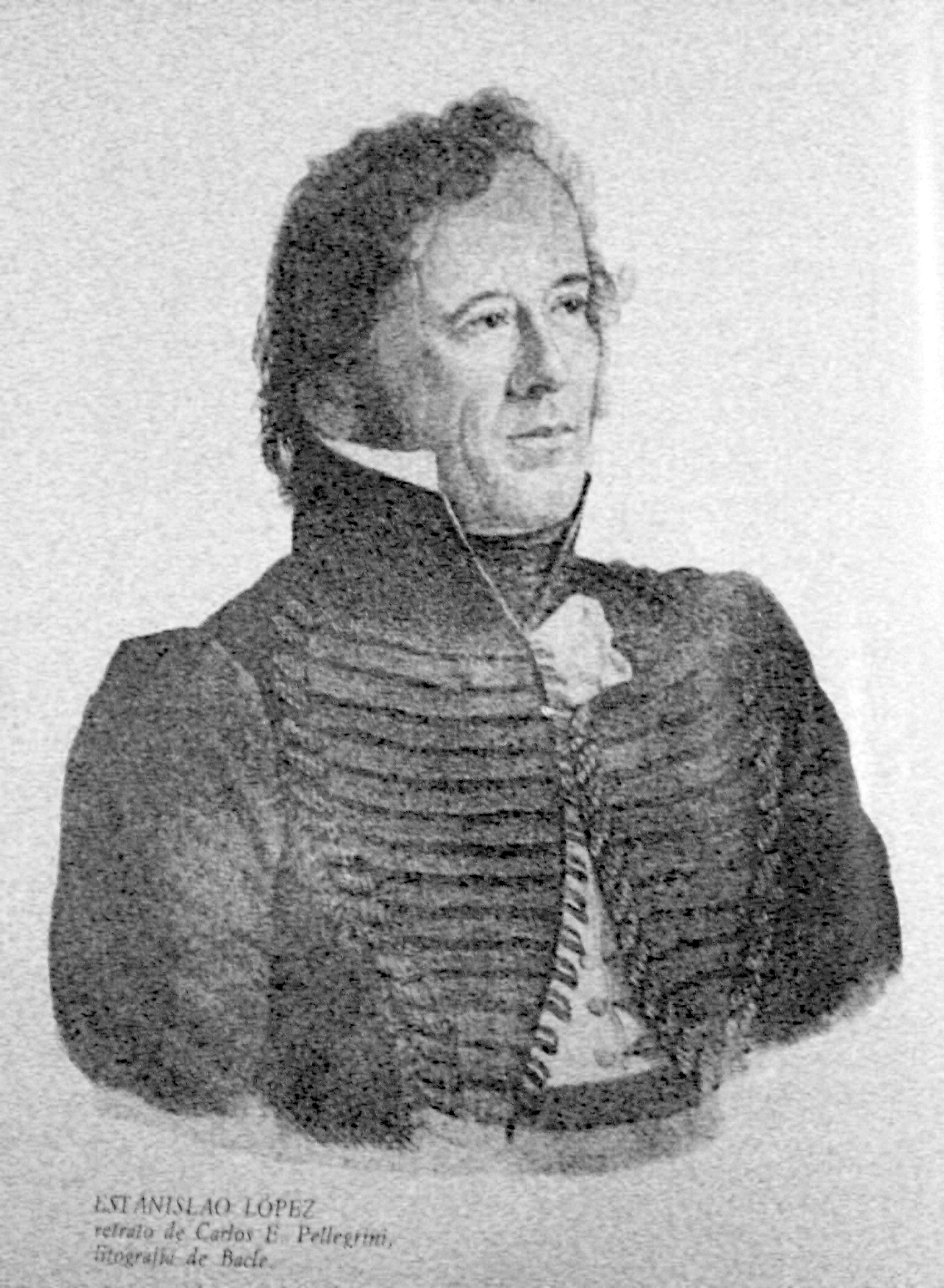
El brigadier Estanislao López.

La dirección de la guerra quedó en manos de Estanislao López, que avanzó con sus tropas hacia la frontera de Córdoba, apoyando las rebeliones de los hermanos Reynafé en el norte de esa provincia. Rosas envió en su ayuda al ejército porteño, al mando del general Juan Ramón Balcarce.
El general Quiroga regresó a la lucha al frente de las tropas que le dio Rosas: 450 delincuentes de las cárceles. Con ellos avanzó hacia el sur de Córdoba.
A principios de 1831, el coronel Ángel Pacheco derrotó en la batalla de Fraile Muerto al coronel Pedernera. La mayoría los derrotados eran federales incorporados a la fuerza, que fueron incorporados al ejército de Quiroga. Con ese refuerzo, Quiroga ocupó la villa de Río Cuarto tras varios días de sitio, avanzó sobre San Luis y derrotó en dos batallas al coronel Pringles. A los pocos días entró en Mendoza, donde el 22 de marzo de 1831 derrotó al gobernador Videla Castillo en la batalla de Rodeo de Chacón. Debió dirigir la batalla desde el pescante de una diligencia, ya que el reuma no le permitía montar.
Quiroga se aseguró la elección de federales en los gobiernos de las provincias cuyanas, y apoyó la rebelión de Tomás Brizuela en La Rioja. De regreso a Mendoza, vengó el asesinato del general Villafañe, mandando fusilar veintiséis prisioneros
Mientras tanto, el general Paz confiaba en restablecer la situación en una gran batalla. Mientras se adelantaba para obligar a López a presentar combate, fue capturado por un tiro de boleadoras y llevado prisionero a Santa Fe.
Lamadrid asumió el mando del ejército y ordenó la retirada a su provincia, Tucumán, donde nombró "Supremo Jefe Militar" al general Alvarado, gobernador de Salta. Pero este tenía sus propios federales para enfrentar y no le envió ayuda. Después de una complicada campaña en Catamarca, Quiroga derrotó por tercera vez a Lamadrid en la batalla de La Ciudadela, del 4 de noviembre de 1831. Lamadrid y la mayor parte de sus oficiales huyeron a refugiarse en Bolivia.
El gobierno cordobés pasó a las manos del comandante miliciano José Vicente Reinafé, partidario de Estanislao López. López también logró colocar como gobernador de Entre Ríos a Pascual Echagüe, su ministro hasta entonces, que llevó la paz a una provincia muy inestable.
En Tucumán fue elegido gobernador el federal Alejandro Heredia, y Alvarado prometió entregarle el poder al caudillo salteño Pablo Latorre; de todos modos, este debió derrotar a sus enemigos en una batalla en Cerrillos, en febrero de 1832, para ocupar el gobierno.
Todo el país estaba, por primera vez, en manos de gobernantes federales.

## Conflictos entre federales en la década de 1830

### Fracaso del proyecto de constitución federal
La victoria total del Partido Federal significaba la primera oportunidad histórica para este de organizar la Argentina a su manera. Si las provincias lograban ponerse de acuerdo, simplemente debían sancionar una constitución enteramente federal y organizar su gobierno.
Las influencias políticas predominantes eran las de Facundo Quiroga, con decisiva influencia en las provincias cuyanas, y el noroeste, Estanislao López, en las de Santa Fe,  Entre Ríos y Córdoba, y con gran influencia en Corrientes y Santiago del Estero, y Rosas, en Buenos Aires.
En Santa Fe se reunió la "Comisión Representativa" de diputados de todas las provincias, y todas ellas suscribieron el Pacto Federal. Pero Rosas – convencido de que las provincias debían organizarse internamente antes de sancionar una organización nacional, y deseoso de conservar la preeminencia económica de Buenos Aires a través del control de su Aduana – trató de convencer a los demás gobernadores y diputados de su posición. Aprovechó las rivalidades entre Quiroga y López para indisponer a los gobiernos provinciales unos con otros: una imprudente carta del diputado correntino Manuel Leiva le dio la oportunidad para retirar los diputados porteños de la Comisión. Su ejemplo fue seguido por casi todas las provincias.
La organización constitucional fue aplazada indefinidamente, y toda la organización que el país conservó fue la mera delegación de las relaciones exteriores en el gobernador porteño.

### La Revolución de los Restauradores

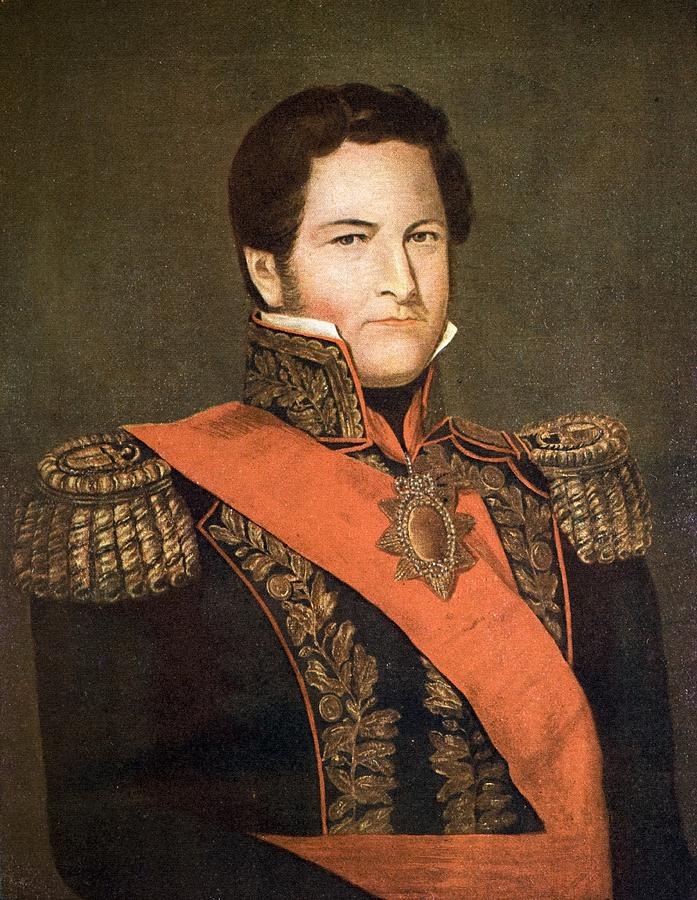
Juan Manuel de Rosas.

El primer gobierno de Rosas terminó el 17 de diciembre de 1831. En su lugar fue elegido el general Juan Ramón Balcarce, héroe de la Guerra de Independencia, mientras Rosas organizaba una Campaña al Desierto, para debilitar las fuerzas de los indígenas del sur y, en lo posible, ganar tierras.
Balcarce aprovechó su ausencia para debilitar el control de Rosas y sus partidarios sobre el partido federal porteño y sobre el gobierno, reemplazándolo con federales moderados, a quienes los rosistas llamaban "lomos negros". En respuesta, los partidarios de Rosas organizaron, en 1833, la llamada "Revolución de los Restauradores", sitiando durante varios días a Balcarce dentro de la capital. La esposa de Rosas dirigía las acciones de agitación de las clases pobres de la población y organizaba la Sociedad Popular Restauradora y su brazo armado, La Mazorca. La mayor parte del ejército se unió a los sublevados, y el propio Rosas se pronunció por ellos. El 28 de octubre, en las márgenes del arroyo Maldonado, Manuel de Olazabal, comandante en Jefe de las fuerzas de la caballería de Buenos Aires, derrotó a los que se oponían a Rosas, al mando del coronel Martín Hidalgo.
Balcarce renunció el 4 de noviembre de 1833. Su sucesor fue el general Juan José Viamonte, bajo cuyo gobierno la Mazorca atacó a los partidarios del gobierno depuesto. El partido federal no solo no volvió a tolerar disidencias externas, sino que consideró como traición cualquier gesto de autonomía frente a Rosas. Muchos de los lomos  negros más destacados emigraron a Montevideo; se unirían a los unitarios en su lucha contra Rosas a fines de esa década.
Viamonte renunció al año siguiente y, tras varias renuncias de Rosas a asumir el gobierno, fue elegido Manuel Vicente Maza, el amigo del Restaurador, en carácter de interino.

### Revolución y represión en Córdoba
Facundo Quiroga se consideraba injustamente desplazado de la influencia a que se creía con derecho en Córdoba y decidió apoyar a los opositores en esa provincia. En septiembre de 1832, el comandante José Manuel Salas, Juan Pablo Bulnes y Claudio María Arredondo –yerno del fallecido exgobernador Bustos– se lanzaron a la revolución contra los hermanos Reynafé. Fueron vencidos en un combate en las cercanías de la capital cordobesa.
Poco después de la campaña al desierto de 1833, el general José Ruiz Huidobro, comandante de la columna del centro, dirigió una nueva revolución contra los hermanos Reynafé: a mediados de junio, el coronel Del Castillo, comandante de la frontera sur de la provincia, marchó hacia la capital; también se les unió Arredondo, en el este de la provincia, y Ramón Bustos en el norte. Pero la rápida reacción de Francisco Reinafé, jefe de las milicias del norte de la provincia, del comandantes del Río Tercero, Manuel López, y del Río Segundo, Camilo Isleño, desbarataron el plan. Del Castillo fue derrotado en una escaramuza en las afueras de Córdoba, los fugitivos fueron derrotados por Isleño en Yacanto y Bustos también fue derrotado en el norte. Con excepción de Arrendondo y Bustos, todos los oficiales derrotados fueron fusilados.
El general Ruiz Huidobro fue llevado a Buenos Aires, donde fue enjuiciado. Los hermanos Reynafé quedaron resentidos contra Quiroga –que estaba evidentemente detrás de todas estas conspiraciones– y se propusieron librarse de él en la primera oportunidad.

### Guerra en el norte: la autonomía de Jujuy
A fines de 1832, el comandante Manuel Puch, partidario de los hermanos Gorriti, dirigió una sublevación en Salta. El gobernador Pablo Latorre debió huir, pero una semana más tarde derrotó a Puch en la batalla de Pulares.
En agosto de 1833, el coronel Pablo Alemán, colaborador hasta entonces en el gobierno de Latorre, dirigió otra revolución en su contra. Fracasó y se refugió en Tucumán, bajo la protección del gobernador Alejandro Heredia, que rechazó el pedido de extradición que le dirigió Latorre.
A mediados de 1834, Heredia intervino activamente en la política catamarqueña, apoyando al comandante Felipe Figueroa contra el gobernador, y logrando que Manuel Navarro ocupara su lugar.
En Tucumán, el dirigente unitario Ángel López –sobrino del general Javier López– intentó derrocar a Heredia, pero fracasó y huyó a Salta. Latorre se vengó de la revolución de Alemán, ayudando a los López a intentar una invasión a Tucumán, pero estos fracasaron y huyeron a Bolivia. Heredia reclamó por los gastos causados por la invasión de los López, y avanzó hasta el límite con Salta, exigiendo la renuncia del gobernador Latorre. Este pidió al gobernador porteño que intercediera entre ellos; la respuesta tardaría demasiado.
En noviembre de 1834, aprovechando los ataques de Heredia, los dirigentes de la ciudad de San Salvador de Jujuy y su jurisdicción –que aún eran una dependencia de la de Salta– se pronunciaron por la autonomía en un cabildo abierto. El teniente de gobernador José María Fascio se unió a ellos y se hizo nombrar gobernador de la nueva provincia.
Heredia reclamó a Latorre que reconociera la autonomía jujeña, mientras enviaba a su hermano Felipe Heredia y a Alemán a invadir Salta.
Latorre abandonó la capital provincial, y fue depuesto en ausencia. Las fuerzas militares estaban aún en manos de Latorre, que enfrentó la invasión de Fascio desde el norte en la batalla de Castañares. El coronel Mariano Santibáñez fingió pasarse a las filas de Latorre y logró capturarlo, provocando la dispersión de sus hombres.

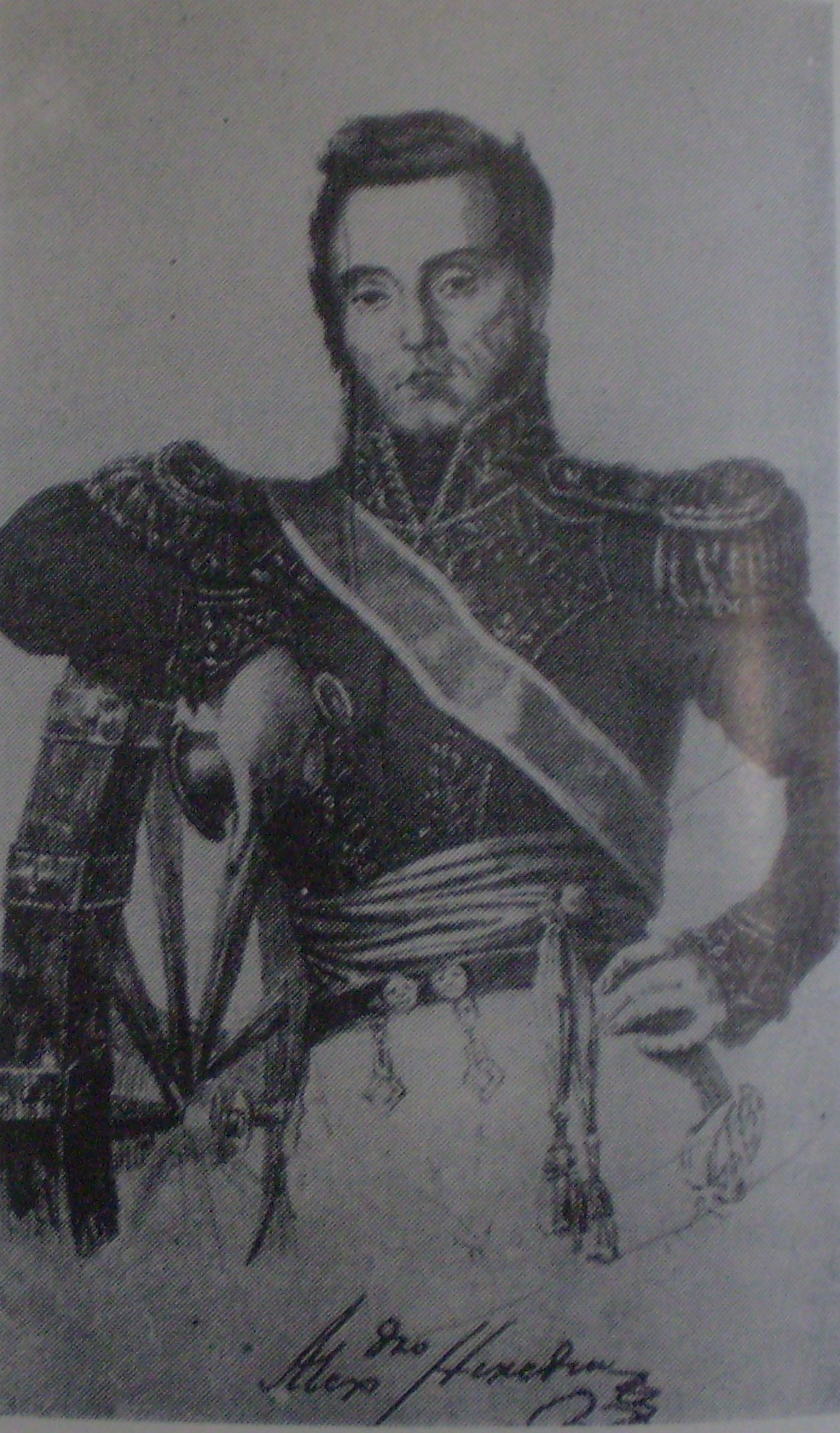
Alejandro Heredia.

Un grupo de dirigentes unitarios salteños depuso a Latorre y eligió en su lugar al anciano coronel José Antonio Fernández Cornejo, que reconoció la autonomía jujeña. Fascio regresó a Jujuy, dejando una pequeña escolta en Salta, al mando de Santibáñez, que unos días más tarde hizo asesinar a Latorre en su celda.
Latorre había pedido la intercesión del gobernador porteño Maza. Este envió como mediador al general Facundo Quiroga, que se enteró de la derrota y muerte de Latorre al llegar a Santiago del Estero. Desde allí ayudó a Heredia a colocar en el gobierno de Jujuy a Pablo Alemán, y en el de Salta a su hermano Felipe Heredia.

### Muerte y herencia de Quiroga
De regreso hacia el sur, y a poco de ingresar en la provincia de Córdoba, el general Quiroga fue asesinado en el apartado paraje de Barranca Yaco por una partida comandada por el capitán Santos Pérez, enviado por los hermanos Reynafé. Los Reynafé intentaron responsabilizar al santiagueño Ibarra por la muerte de Quiroga, pero pronto su responsabilidad quedó en evidencia.
La noticia del crimen conmovió a todo el país: Rosas fue llamado de urgencia a asumir el gobierno porteño y se le concedió la "suma del poder público", es decir, la dictadura más absoluta. No obstante, la legislatura siguió funcionando.
Poco después terminó el período de gobierno de José Vicente Reinafé, y en su lugar fue elegido primeramente Pedro Nolasco Rodríguez. Este intentó proteger a los Reynafé, pero renunció ante la evidencia de su participación en el crimen. Su sucesor, Sixto Casanova, arrestó a Santos Pérez y a los hermanos Reynafé que encontró; poco después era derrotada la montonera que había logrado armar Francisco Reinafé en el norte de la provincia.
El 17 de noviembre, el comandante del Río Tercero, Manuel López, ingresó a la capital provincial y se hizo elegir gobernador. Envió a los hermanos Reynafé a Buenos Aires, para ser juzgados por el crimen. Francisco, que había logrado huir, sería el único de los Reynafé que se salvaría de ser juzgado y ejecutado.
Poco tiempo después de la muerte de Quiroga, fue descubierta una conspiración en Mendoza, por la cual fue ejecutado el coronel Lorenzo Barcala, protegido del ministro de gobierno de San Juan, y el general Aldao reclamó su entrega.
En una insólita reacción, el gobernador Martín Yanzón invadió la provincia de La Rioja con un pequeño ejército y la ayuda del comandante Ángel Vicente Peñaloza. Contaba con lograr una sorpresa, pero el general Tomás Brizuela lo derrotó cerca de la capital. Brizuela invadió San Juan, obligando a Yanzón a huir a Chile. En su lugar fue elegido gobernador Nazario Benavídez, protegido de Rosas, que llegaría a ser un destacado caudillo durante más de veinte años. Meses después, también Brizuela asumía como gobernador de La Rioja.

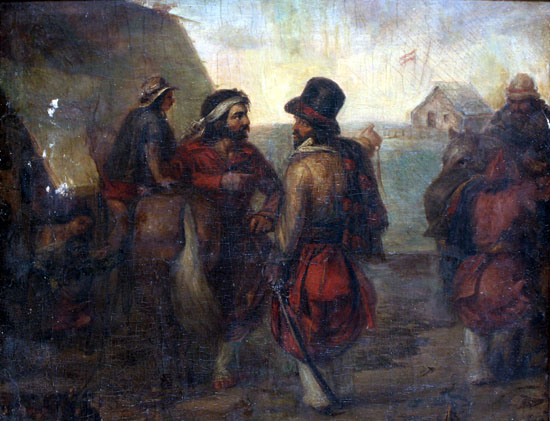
Campamento de Rosas en Palermo, por Fiorini, 1835

### La hegemonía de Heredia en el norte
A mediados de 1835, Javier López y su sobrino Ángel invadieron Salta desde el norte. Cruzaron los Valles Calchaquíes, pero al ingresar en la provincia de Tucumán fueron derrotados y fusilados, por orden de Heredia, 

...porque no he encontrado un punto seguro en la tierra para que en lo sucesivo no continúen haciendo males.

Una vez librado de los López, el caudillo tucumano invadió Catamarca, acusando a su gobierno de connivencia con ellos. Derrotó al comandante de armas catamarqueño Felipe Figueroa, y en lugar de Navarro fue elegido gobernador el riojano Fernando Villafañe, títere de Heredia, que debió aceptar la pérdida de casi todo el oeste de la provincia en manos de la provincia de Tucumán, y que declaró a Heredia "Protector" de la provincia que gobernaba.
Desde entonces, Heredia pasó a ser el "Protector de las Provincias del Norte". A principios de 1836, debió hacerse cargo del comando del Ejército del Norte en la guerra contra la Confederación Perú-Boliviana.
A principios de 1838, cuatro provincias –San Luis, Mendoza, La Rioja y Santiago del Estero– eran gobernadas por gobernadores que habían perdido gradualmente su autonomía frente a Rosas. Otros dos gobernadores –los de San Juan y Córdoba– debían su gobierno al mismo Rosas. En vista la enfermedad terminal de Estanislao López, también Echagüe se acercó a Rosas.
En cambio, en el norte, de Catamarca hasta Jujuy, la hegemonía de Heredia era total.

### Guerra civil en Uruguay

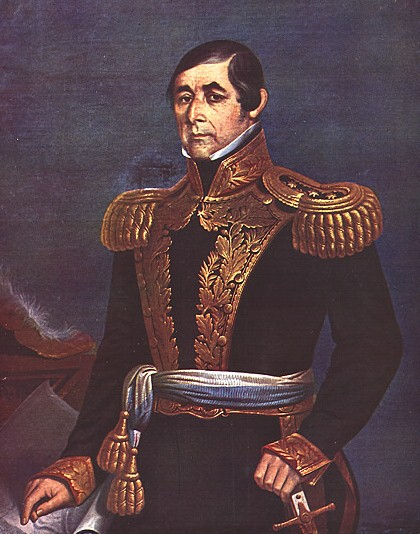
Fructuoso Rivera.

La Banda Oriental se había transformado en el Estado Oriental del Uruguay, un estado independiente, pero esa independencia no aisló completamente sus problemas de los conflictos internos de la Argentina. El general Juan Antonio Lavalleja, héroe de los Treinta y Tres Orientales, había sido desplazado por el general Fructuoso Rivera, que había asumido la presidencia en noviembre de 1830. El desorden y la corrupción minaron su gobierno, por lo que Lavalleja intentó derrocarlo, pero cuatro sucesivos intentos fracasaron por completo.
En 1835 fue elegido presidente el general Manuel Oribe, partidario de Lavalleja, pero que se había mostrado legalista a favor de Rivera. Oribe intentó llevar adelante un gobierno ordenado, pero chocó con las corruptelas instaladas por los ministros de su antecesor. En vista de la protección de Rivera a estos, Oribe suprimió el cargo de comandante de campaña que se había atribuido Rivera al final de su gobierno.
En julio de 1836, cuando Oribe restauró la comandancia de campaña y colocó en ese puesto a su hermano Ignacio Oribe, Rivera se lanzó a la revolución. Por un tiempo logró controlar una parte del país, pero el 19 de septiembre fue derrotado por Ignacio Oribe y Lavalleja en la batalla de Carpintería y obligado a exiliarse en Brasil. En esa batalla se emplearon por vez primera las divisas tradicionales: blanca para los partidarios de Oribe y coloradas para los de Rivera.
Al año siguiente, Rivera regresó con el apoyo de los caudillos riograndenses, e incorporando a varios oficiales argentinos unitarios, exiliados en ese país. Entre ellos se contaba el general Lavalle, que dirigió el ejército en la decisiva  batalla de Palmar, del 15 de junio de 1838.

### El bloqueo francés y sus consecuencias
El rey Luis Felipe de Francia decidió fundar un nuevo imperio francés de ultramar, provocando y agrediendo a diversos gobiernos real o supuestamente débiles. Entre ellos estaba la Argentina: con excusas pueriles, sus representantes exigieron al gobernador Rosas el mismo trato que el gobierno porteño daba a Inglaterra, entre otras humillaciones. Rosas se negó, y en respuesta, la flota francesa bloqueó el Río de la Plata y sus afluentes en los últimos días de 1837. A continuación, ofreció levantar el bloqueo a las provincias argentinas que rompieran con Rosas.

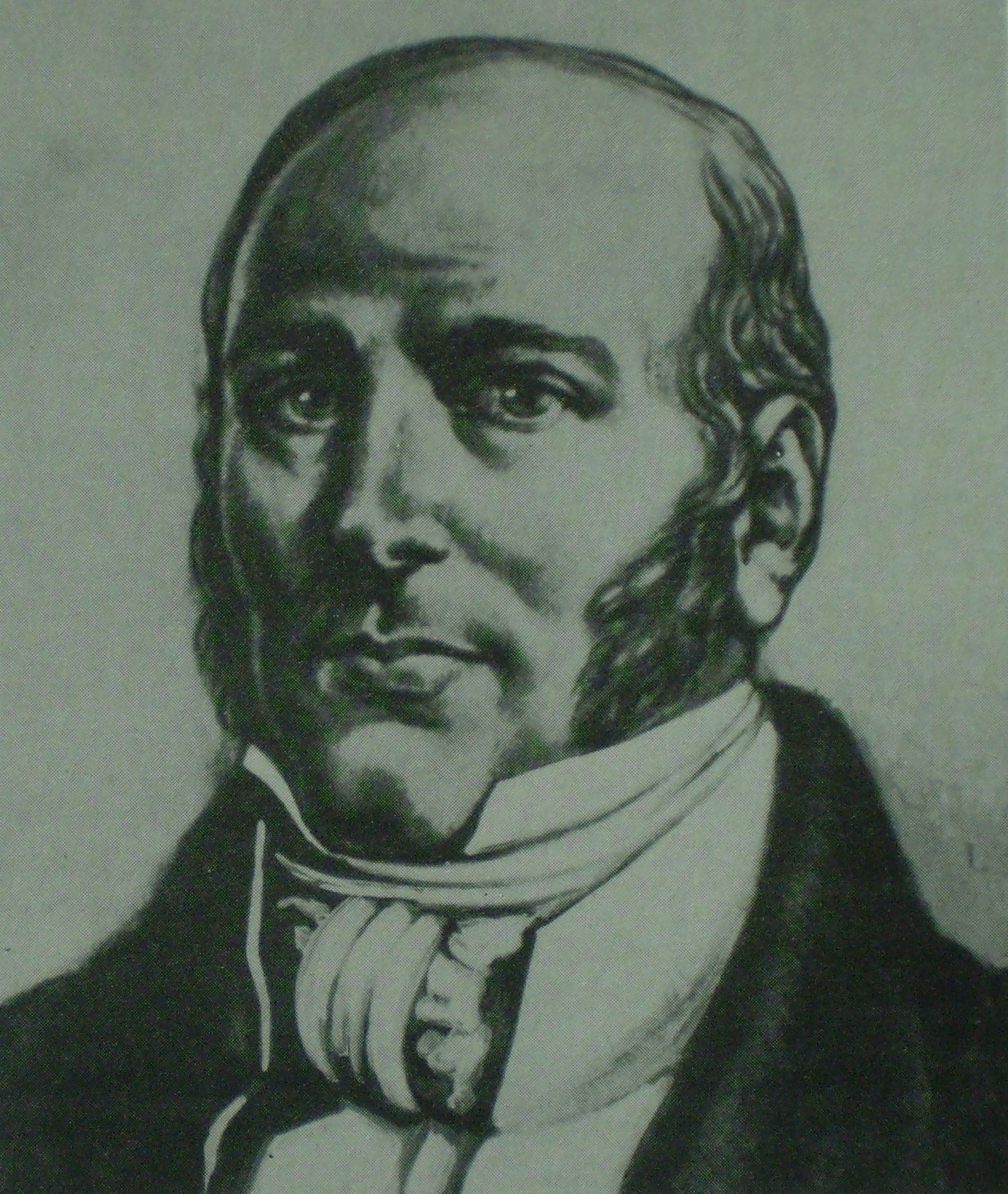
Domingo Cullen. Carbonilla de Juan Zorrila de San Martín.

En junio de 1838 llegó a Buenos Aires el ministro santafesino Domingo Cullen, con la misión de obtener un acercamiento entre Rosas y el almirante francés. En cambio, negoció con este el levantamiento del bloqueo y el desconocimiento de la autoridad nacional de Rosas.
La muerte de Estanislao López descolocó políticamente a Cullen, que huyó rápidamente a Santa Fe. Allí se hizo elegir gobernador, pero Rosas y Echagüe lo desconocieron en ese carácter, con la excusa de que era español. Desde Buenos Aires partió el coronel Juan Pablo López, hermano de don Estanislao, que el 2 de octubre derrotó al coronel Pedro Rodríguez del Fresno, leal a Cullen. Este huyó a Santiago del Estero, y López fue nombrado gobernador.
En octubre de 1838, la escuadra francesa capturó violentamente la isla Martín García, pero Rosas siguió negándose a negociar lo exigido por Francia.
Aprovechando la debilidad del presidente Oribe, la escuadra francesa le exigió auxilios para el bloqueo a los puertos argentinos, pero Oribe se mantuvo neutral. En respuesta, el capitán francés bloqueó también Montevideo. Con su capital sitiada por tierra y por agua, y bajo amenaza de la flota francesa de bombardearla, Oribe presentó su renuncia a la presidencia el 21 de octubre, aclarando que lo hacía obligado por la violencia.
Oribe continuaba considerándose presidente, pero no podía ejercer el cargo por circunstancias que le eran ajenas, lo que tendría mucha importancia años más tarde. Se trasladó a Buenos Aires, donde Rosas lo recibió como al presidente constitucional del Uruguay.
Rivera asumió la dictadura, hasta el 1 de marzo de 1839, en que fue elegido presidente. La primera medida de su gobierno fue declarar la guerra a Rosas. También rompió su alianza con los caudillos riograndenses, aliándose con el Imperio del Brasil.

## La Coalición del Norte

### Las primeras rebeliones en el norte
El primer acto de rebelión de los liberales en el Norte fue el asesinato del gobernador tucumano Alejandro Heredia, en noviembre de 1838. El asesino quiso vengar una ofensa personal, pero también recibió ayuda de varios dirigentes unitarios.
Desaparecido Heredia, los nuevos gobernantes se dedicaron a organizar una oposición –muy prudente al principio– contra Rosas. Entre ellos se destacaron José Cubas, de Catamarca y Marco Avellaneda, de Tucumán. Al principio pareció unirse a ellos Ibarra, por incitación de Cullen, que estaba refugiado en Santiago del Estero.
Con ayuda de Ibarra y Cubas, en febrero de 1839 estalló una revolución contra Manuel López en Córdoba. Desde Catamarca partió en su ayuda una columna al mando de Pedro Nolasco Rodríguez, que llegó tarde para ayudar a los revolucionarios. Los derrotados fueron incorporados a su pequeño ejército, y fueron vencidos en un segundo combate; Rodríguez fue fusilado.
Poco después, Rosas exigió a Ibarra la captura de Cullen, que fue enviado a Buenos Aires; fue fusilado por orden de Rosas apenas entró en el territorio de la provincia, a fines de junio.

### Echagüe contra Berón de Astrada y Rivera

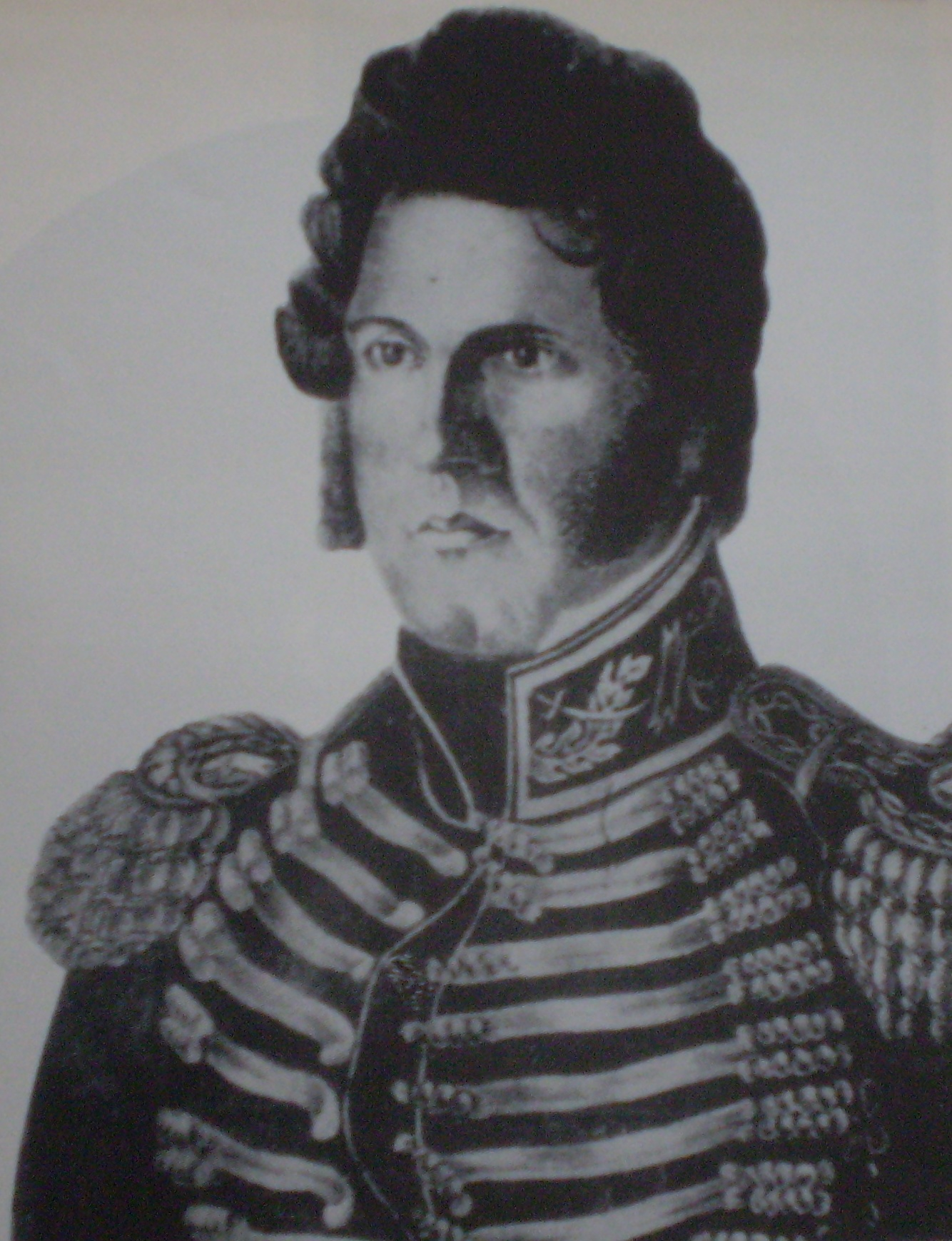
El brigadier Pascual Echagüe.

En diciembre de 1837 fue elegido gobernador de la provincia de Corrientes Genaro Berón de Astrada, cuya preocupación central era la libertad de navegación por el río Paraná. Entró en conflictos con Rosas por esa causa y buscó la alianza de Cullen. Después de la huida de este, Berón se lanzó a la rebelión contra Rosas, sin estar preparado, pero nominalmente aliado con los emigrados unitarios de Montevideo y con Fructuoso Rivera. Esta alianza lo comprometió por completo pero no le reportó ayuda alguna.
Berón reunió un ejército de 5000 hombres, pero sin organización ni instrucción, que fue rápidamente derrotado por el gobernador entrerriano Pascual Echagüe en la batalla de Pago Largo, el 31 de marzo de 1839. Los correntinos dejaron en el campo de batalla más de 1000 prisioneros y casi 2000 muertos, incluido el gobernador Berón de Astrada.
La provincia de Corrientes pasó brevemente a manos de los federales, que nombraron gobernador a José Antonio Romero.
Eliminado el enemigo interno, Echagüe invadió el Uruguay el 29 de julio de 1839, acompañado por Juan Antonio Lavalleja. Rivera lo esperó en el norte del país, y por medio de una retirada lenta lo fue alejando de sus bases, mientras Rivera iba recibiendo nuevos refuerzos. Tras un par de combates menores, los 3000 hombres de Rivera derrotaron a los 6000 de Echagüe en la batalla de Cagancha el 29 de diciembre de 1839.

### Los Libres del Sur
En Buenos Aires, la posición interna de Rosas parecía sólida después de la eliminación de los unitarios y de los federales lomos negros. Pero el bloqueo francés al Río de la Plata a partir de 1838 creó dos nuevos grupos de descontentos: los jóvenes "románticos", para los que Francia era el más alto grado de la civilización universal, y los estancieros, perjudicados económicamente por el bloqueo, ya que no podían exportar ganado.
Rosas decidió solucionar la crisis financiera que el bloqueo le causaba exigiendo el pago de los alquileres atrasados de los ganaderos enfiteutas, y que hacía muchos años que no los pagaban. Y poco después obligó a los estancieros que compraran sus campos o los devolvieran al estado provincial. Y según que el solicitante en compra fuera partidario del rosisimo, autorizaba o no las solicitudes de compra de los campos lo que aumentó el malestar de muchos estancieros. La zona en que la enfiteusis era dominante era el entonces sur de la provincia de Buenos Aires, y allí los hacendados decidieron librarse de Rosas. Con ayuda de los unitarios establecidos en Montevideo, organizaron una campaña del general Lavalle, que debía desembarcar en el sur de Buenos Aires y apoyar a los estancieros opositores.
Esperaban coordinarse con una revolución en la ciudad de Buenos Aires, dirigida por el coronel Ramón Maza, hijo del exgobernador Manuel Maza, pero este fue asesinado y su hijo fusilado. Esto decidió a los conspiradores del sur de la provincia a lanzarse a la revolución, que estalló en Dolores el 29 de octubre de 1839, liderada por Ambrosio Crámer, Pedro Castelli y Manuel Rico, instalando poco después su improvisado ejército en el pueblo de Chascomús. Pero la esperada ayuda de Lavalle se había esfumado, ya que Lavalle había decidido invadir Entre Ríos.
El coronel Prudencio Rosas, hermano del gobernador, los atacó el 11 de noviembre en la batalla de Chascomús, en la cual –tras la huida de su jefe– el coronel Nicolás Granada derrotó a los revolucionarios. La mayor parte de los gauchos se rindieron y fueron indultados por orden de Rosas. Crámer murió en el campo de batalla y Castelli fue muerto en la persecución; otros dirigentes lograron exiliarse, entre ellos Rico, que se uniría al ejército de Lavalle.

### La campaña de Lavalle en 1839
Lavalle, que se había unido a las campañas contra Rosas convencido por Florencio Varela, se trasladó junto a varios oficiales a la isla Martín García, aún en manos francesas, donde formó un pequeño ejército de voluntarios.
Cuando llegó la noticia de la invasión de Echagüe al Uruguay, Lavalle cambió de planes y se dirigió a la provincia de Entre Ríos, por lealtad a sus protectores uruguayos, a bordo de buques franceses. Desembarcó en Gualeguaychú, acompañado por jefes prestigiosos como Iriarte, Martiniano Chilavert, José Valentín de Olavarría y Manuel Hornos. La tropa no pasaba de 400 hombres, y Lavalle los organizó como una montonera, de milicianos entusiastas pero sin disciplina ni organización. Varios de ellos iban como "ciudadanos" y se consideraban libres de las obligaciones militares de las tropas de línea.
Avanzaron hacia el norte y, a pesar de la inferioridad numérica, derrotaron a las milicias del gobernador delegado Vicente Zapata en la batalla de Yeruá, el 22 de septiembre de 1839. Lavalle esperaba que la provincia se pronunciara a su favor, pero los entrerrianos se mantuvieron leales a su gobernador.
La noticia de Yeruá decidió a los liberales de Corrientes a la revolución, por la que fue nombrado gobernador Pedro Ferré el 6 de octubre. Como no tenía un ejército, Ferré llamó a Lavalle a Corrientes y lo puso al mando de las milicias. Además firmó un tratado con Rivera, para que este se uniese a la campaña contra Rosas que se estaba planeando. Se le cedía a Rivera el mando supremo de los ejércitos antirrosistas a cambio de ayuda militar, que llegaría en el momento oportuno; el "momento oportuno" debería esperar casi tres años.
El gobernador santafesino Juan Pablo López invadió el sudoeste de Corrientes, pero Lavalle evitó enfrentarlo. Lo desgastó con sucesivas maniobras, hasta que López perdió la paciencia y regresó a su provincia.

### Se forma la Coalición del Norte

En 1840, las provincias conformadas en la Coalición del Norte en celeste y las provincias conformadas en la Liga federal lideradas por Juan Manuel de Rosas en rosado, ambas eran parte de la Confederación Argentina.

Viendo la oposición que iba tomando fuerza en el norte, Rosas envió al general Lamadrid a recuperar las armas que había aportado a Heredia para la guerra contra Santa Cruz: insólita elección, que Rosas tomó creyendo que el tucumano se había sinceramente pasado al bando federal. Es posible que así fuera, solo que Lamadrid era particularmente inconsecuente: el 7 de abril, la provincia de Tucumán lo nombró comandante del ejército provincial y retiró a Rosas la delegación de las relaciones exteriores.
En menos de un mes, Avellaneda convenció de imitar su pronunciamiento a los demás gobiernos del norte: Salta, Jujuy, Catamarca y La Rioja. El 24 de agosto, un tratado formalizaba la Coalición del Norte, por medio de un tratado bastante explícito en sus objetivos, pero que no formalizaba ninguna organización interprovincial. Para terminar de convencer al gobernador de La Rioja, Tomás Brizuela, se lo nombró comandante del ejército de la Coalición. El único gobernador del norte que se negó a unirse a la Coalición fue Juan Felipe Ibarra, de Santiago del Estero.
Lamadrid y Lavalle –directa o tácitamente– acordaron una estrategia que podría haber sido efectiva: Lavalle debía cruzar Entre Ríos, derrotando al gobernador Echagüe, y Lamadrid debía cruzar Córdoba derrotando a Manuel "Quebracho" López. De allí, ambos ejércitos debían atacar Buenos Aires.
A fines de junio, Lamadrid avanzó hacia el sur; al llegar el ejército tucumano a Albigasta, entre Catamarca y Santiago, el  coronel Celedonio Gutiérrez lo abandonó con 200 milicianos y se pasó a las filas de Ibarra. De modo que Lamadrid retrocedió a Tucumán. Al mismo tiempo se había sublevado en Córdoba el comandante de los departamentos del norte, Sixto Casanova, aunque fue completamente derrotado por López; la estrategia combinada había fracasado.
Poco después fracasó en Santiago del Estero una sangrienta sublevación contra el gobernador Ibarra, que fue cruelmente castigada.
En la segunda mitad de 1840, Lamadrid partió hacia La Rioja. A su encuentro avanzó el general Aldao; pero, tras una escaramuza menor, debió regresar a su provincia para reprimir una sublevación unitaria.
Lamadrid continuó hacia Córdoba. López no estaba en la capital, ya que –temiendo una invasión de Lavalle– había salido hacia el sur de la provincia con sus milicias. Al saber de la llegada de Lamadrid, los unitarios depusieron al gobernador delegado el 10 de octubre y recibieron en triunfo a Lamadrid. El nuevo gobernador José Francisco Álvarez se unió a la Coalición del Norte.
El gobernador de Salta, Manuel Solá, invadió Santiago del Estero a fines de octubre con 500 hombres, llevando al coronel Mariano Acha como jefe de Estado Mayor. Ibarra aplicó la estrategia de la "tierra arrasada", de modo que Solá debió continuar su camino hasta Córdoba.

### Campaña de Lavalle en 1840
El 1 de enero de 1840, Ferré declaró la guerra a Rosas, y el 27 de febrero Lavalle inició su avance hacia Entre Ríos. Simultáneamente partió una expedición hacia Santa Fe –al mando del exgobernador santafesino Mariano Vera y del cordobés Francisco Reinafé– que avanzó por tierra hacia Santa Fe. Pero el 26 de marzo fueron completamente derrotados en Cayastá; ambos comandantes murieron en la batalla.
El 9 de abril, los ejércitos de Echagüe y Lavalle chocaron en la batalla de Don Cristóbal, en que triunfó Lavalle, aunque no supo sacar provecho de su ventaja. Una semana más tarde, Fructuoso Rivera invadía Entre Ríos, ocupando Concepción del Uruguay.
Echagüe adoptó una posición defensiva cerca de la capital, rodeado de defensas naturales. Durante casi tres meses, los ejércitos permanecieron uno frente al otro sin combatir, mientras Rosas le hacía llegar a Echagüe importantes refuerzos. Finalmente, el 16 de julio, Lavalle atacó la posición de Echagüe en la batalla de Sauce Grande. Fue rechazado con graves pérdidas, pero esta vez fue Echagüe quien no supo aprovechar la ventaja: Lavalle trasladó su ejército hasta Punta Gorda –actualmente Diamante– donde lo embarcó en la flota francesa.
Los federales creyeron que se retiraría hacia Corrientes. Pero, en un movimiento audaz, Lavalle desembarcó en San Pedro, en la provincia de Buenos Aires, desde donde avanzó hacia Buenos Aires. Esperaba apoyo de la población para entrar en la capital, pero ésta se mantuvo leal a Rosas: a medida que avanzaba hacia la ciudad, no encontraba más que enemigos. Llegó hasta Merlo, donde se detuvo. Mientras esperaba el pronunciamiento a su favor, Rosas organizó un campamento militar en Santos Lugares y, a sus espaldas, las fuerzas del general Pacheco se iban reforzando.

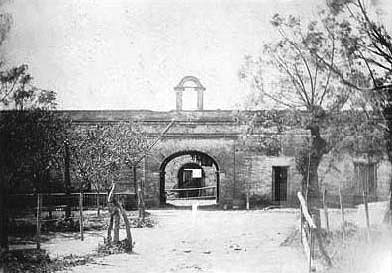
El cuartel de Santos Lugares, desde donde Rosas organizó la defensa contra la invasión de Lavalle. La foto es de 1901, poco anterior a su demolición.

En el norte de la provincia apareció el ejército santafesino del gobernador Juan Pablo López. Lavalle decidió hacer lo que ya era inevitable, y utilizó a López como excusa: levantó su campamento y lo persiguió hasta su provincia.
Al retirarse Lavalle, estalló en Buenos Aires una sangrienta persecución de opositores, muchos de los cuales fueron asesinados, robados o arrestados por la Mazorca. Tras dos semanas de desmanes, la persecución cesó por completo por orden de Rosas. Esos días de "terror" se repetirían en abril de 1842, y cesarían también por orden de Rosas.
La marcha del ejército unitario fue muy lenta, por el pesado parque de carretas –cargadas con centenares de exiliados– que Lavalle llevó en su retirada. De modo que López lo evitó y unió sus fuerzas a las de Pacheco y las traídas de Entre Ríos por el expresidente uruguayo Oribe. Por orden de Rosas, este asumió el mando del ejército federal.
Lavalle capturó Santa Fe, pero su caballería fue derrotada. Poco después se enteró de la entrada de Lamadrid en Córdoba, y también de la firma del Tratado Mackau-Arana, que levantaba el bloqueo francés: la flota porteña controlaba el río Paraná. De modo que acordó con Lamadrid que pasaría a Córdoba y ambos unirían sus fuerzas para aniquilar a "Quebracho" López e invadir Buenos Aires. Acordaron reunirse en Quebracho Herrado, en el extremo oriental de la provincia de Córdoba, el día 20 de noviembre. Lavalle partió en esa dirección el día 7 de noviembre, pero la tenaz persecución de Oribe y la carga de carretas militarmente inútiles le impidieron llegar a tiempo.
Sin noticia alguna de Lavalle, Lamadrid se retiró hacia el sur en busca de López, sin dar aviso a su aliado. Lamadrid no estaba allí cuando Lavalle llegó a destino, de modo que este fue atacado y completamente derrotado por Oribe y Pacheco en la batalla de Quebracho Herrado, del 28 de noviembre de 1841.

### Retirada unitaria

La campaña de Lavalle desde Uruguay hasta su muerte en Jujuy. En verde, las provincias de la Coalición del Norte.

Los restos del ejército de Lavalle se retiraron hacia la ciudad de Córdoba. Después de las recriminaciones que mutuamente se hicieron Lavalle y Lamadrid, se pusieron de acuerdo para retirarse hacia el norte, dividiendo sus tropas en varias columnas que se dirigirían a distintas provincias.
Lamadrid retrocedió a Tucumán, para reorganizar su ejército, mientras Quebracho López recuperaba el gobierno cordobés. Envió a Santiago del Estero al coronel Acha con la intención de atacar a Ibarra, pero fracasó y huyó hacia Catamarca. En Salta, el gobernador Miguel Otero se había pasado a los federales, apoyado por varios caudillos rurales, sobre todo por José Manuel Saravia, cuñado de Ibarra. Lamadrid, y poco después Avellaneda, se trasladaron a esa provincia para ayudar a Solá a vencer a Saravia. Pero Salta casi no contribuyó a las siguientes campañas.
Lavalle se dirigió a La Rioja, donde no logró ponerse de acuerdo con Brizuela, y separándose de él se instaló en Famatina. Mientras tanto, envió a las provincias de Cuyo a su mejor división, comandada por el coronel José María Vilela, a apoyar al gobierno revolucionario de San Luis y la revolución unitaria de Mendoza, que ya había sido derrotada. Pero Aldao y el coronel Pablo Lucero derrotaron en los primeros días de enero de 1841 a los unitarios en la sierra de las Quijadas, y Vilela fue derrotado completamente por Pacheco en la batalla de San Cala, el 9 de enero de 1841.
Aldao ocupó La Rioja y avanzó hacia el norte –dejando a Lavalle a su costado izquierdo– y el jefe de sus avanzadas, José María Flores derrotó completamente a Acha, obligándolo a refugiarse en Catamarca, hacia donde también Lavalle retrocedió.
Por su parte, Brizuela fue derrotado y muerto por un oficial de sus propias fuerzas en Sañogasta. Y los coroneles Mariano Maza e Hilario Lagos ocuparon Catamarca con fuerzas venidas desde Buenos Aires.

### Campaña de Cuyo
De todos modos, Lavalle había logrado ganar el tiempo que necesitaba Lamadrid para reorganizar su ejército en Tucumán. Cuando estuvo listo, este marchó hacia el sur y se encontró con Lavalle en Catamarca. Allí decidieron dividirse: mientras Lavalle permanecería en Tucumán a la espera de Oribe, Lamadrid avanzaría sobre Cuyo.
Lamadrid partió hacia La Rioja, donde incorporó las fuerzas del "Chacho" Peñaloza y envió a Acha a San Juan. Al frente de unos 800 hombres, este sorprendió al gobernador Benavídez a las puertas de San Juan y dispersó sus fuerzas. Al día siguiente, 16 de agosto, destrozó completamente a las fuerzas muy superiores de Aldao en la batalla de Angaco –aunque perdió la mitad de sus hombres– y a continuación ocupó San Juan.
Pero Benavídez reorganizó sus fuerzas y en la batalla de La Chacarilla atacó al desprevenido Acha en la ciudad; pese a la heroica defensa de Acha, fue derrotado completamente y tomado prisionero el 22 de agosto. Sería ejecutado unas semanas más tarde por el vengativo Aldao.
Lamadrid llegó a San Juan unos días más tarde y la encontró abandonada por los federales. Desde allí continuó hacia Mendoza, donde se hizo nombrar gobernador y esperó a Aldao. Pero este se había unido a las divisiones de Benavídez y Pacheco. Este último tomó el mando del ejército y derrotó a Lamadrid en la batalla de Rodeo del Medio, del 24 de septiembre. Los restos del ejército unitario debieron cruzar la Cordillera de los Andes –completamente cubierta de nieve– hacia Chile.

### Muerte en el Norte

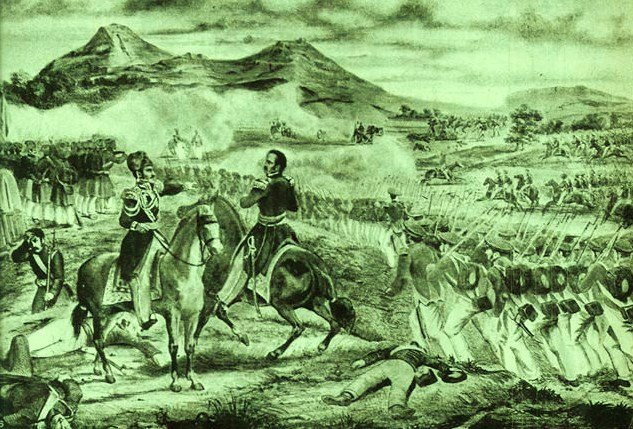
La batalla de Famaillá.

Oribe cruzó Santiago del Estero, donde se reunió con Aldao, Maza, Lagos y un refuerzo venido del Litoral al mando de Eugenio Garzón. De allí marchó a Tucumán, enfrentando a Lavalle el 19 de septiembre de 1841 en la batalla de Famaillá y logrando una completa victoria.
Los vencidos retrocedieron hacia Salta, donde Lavalle quiso organizar la resistencia. Pero los correntinos que lo habían acompañado desde su provincia lo abandonaron. Entonces retrocedió hasta Jujuy, donde sería muerto por casualidad por una partida federal. Sus restos fueron conducidos a Bolivia por sus oficiales, dirigidos por Juan Esteban Pedernera.
Avellaneda escapó hacia el norte, pero fue entregado a Oribe por el jefe de su escolta. En presencia de Oribe y por orden del coronel porteño Mariano Maza, fue degollado en Metán, en el este de Salta, junto a varios oficiales, entre ellos el coronel Vilela.
Quedaba aún Catamarca. El coronel Mariano Maza invadió esa provincia y derrotó al gobernador Cubas el 29 de octubre, en el mismo centro de San Fernando del Valle de Catamarca. Cubas y sus oficiales fueron fusilados el mismo día en la plaza de Catamarca. La Coalición había desaparecido.

### Epílogo: campañas de Peñaloza contra Rosas
Los emigrados argentinos en Chile organizaron nuevos planes para recuperar el poder en el norte argentino. La campaña más audaz fue dirigida por el "Chacho" Peñaloza. Peñaloza partió de Copiapó con el exgobernador sanjuanino Martín Yanzón, Tristán Dávila, Florentín Santos de León y poco más de 100 soldados, para llegar en marzo de 1842 a San José de Jáchal, en San Juan, donde se les unió el después famoso Felipe Varela. El gobernador Benavídez salió a perseguirlos, de modo que retrocedieron hacia el norte, invadiendo el oeste de Catamarca.
El Chacho ocupó por unos días La Rioja, y de allí paso a los Llanos, donde reunió una importante cantidad de voluntarios. Regresó a La Rioja en junio, esquivando a Benavídez, que nombró gobernador a Lucas Llanos, y pasó a Catamarca, donde fue derrotado por el gobernador Santos Nieva y Castilla, y de allí a Santiago del Estero; Benavídez fue tras él.
Peñaloza invadió Tucumán, donde derrotó al gobernador Gutiérrez y ocupó la capital provincial. Escaso de caballos, envió a sus tropas a buscarlos; en ese momento fue atacado y derrotado por Benavídez en el Manantial, cerca de la ciudad.
De modo que retrocedió hacia el sur por Tafí del Valle, Santa María –donde fue alcanzado y muerto el coronel Yanzón– Fiambalá, Vinchina, y finalmente Jáchal. Pocos días más tarde, Florentín Santos era derrotado en los Valles Calchaquíes, siendo fusilado poco después. En lugar de huir, volvió por Famatina a los Llanos, donde su enorme prestigio entre los gauchos le permitió reponer sus fuerzas y montarlas con generosidad.
Benavídez retrasó medio año su regreso, pero en enero de 1843 derrotó a Peñaloza en Ilisca, en el oeste de los Llanos. El caudillo huyó hacia Vinchina, donde logró una pequeña victoria – y fusiló al jefe vencido, en un gesto de crueldad raro en él. Pero fue derrotado una vez más en Leoncito, ya cerca de la Cordillera. Terminó refugiado en Chile, quejándose cuando le preguntaban cómo le iba: 

"¿Cómo me hai d'ir? ¡En Chile y a pie!".

En enero de 1845 hizo un nuevo intento, ocupando la zona de los Llanos, pero fue derrotado por el gobernador riojano Hipólito Tello en el combate de Telarillo. Huyó a San Juan, donde Benavídez le dio asilo.

## La alianza antirrosista en el Litoral

### Caaguazú y el contraataque de Paz

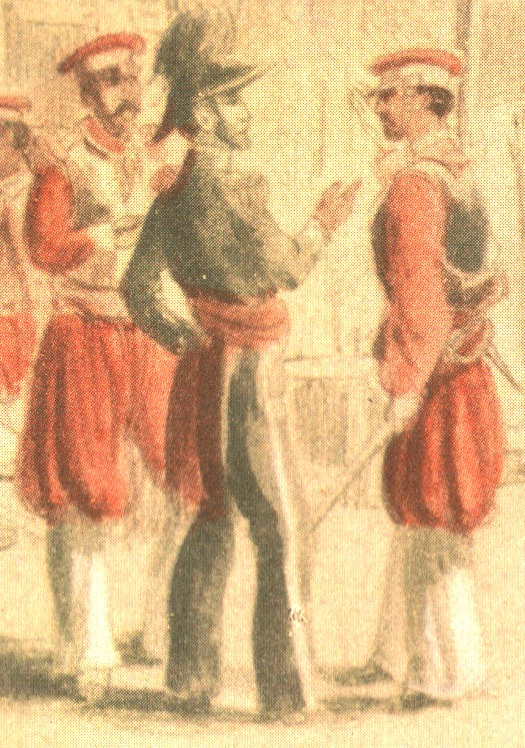
Coraceros, Buenos Aires, según Durand Brager. Dibujo coloreado, 1841.

Ferré había organizado un tercer ejército correntino contra Rosas, poniéndolo al mando del general Paz. Después de librarse de Lavalle, en octubre de 1841, Echagüe invadió Corrientes. Tras algunos encuentros menores, el jefe invasor retrocedió hacia su provincia, porque Lavalle estaba a punto de ocupar Santa Fe. Paz tuvo unos meses más para reorganizar el ejército. Consiguió la incorporación de algunos oficiales de carrera, venidos desde Montevideo. Ferré firmó un nuevo tratado con Rivera, el único que llevaría a este a invadir efectivamente la Argentina.
Rosas le envió todos los hombres disponibles a Oribe; de modo que, sin esa esperada ayuda, Echagüe invadió Corrientes en septiembre de 1841. Paz se retiró hacia el río Corriente, dejando las avanzadas en manos del general Ángel Núñez y de Joaquín Madariaga. Poco después llegaban a Corrientes los sobrevivientes correntinos de las campañas de Lavalle, trayendo la noticia de la derrota definitiva de Lavalle en Famaillá. También en ese tiempo llegó a Corrientes un enviado de Juan Pablo López, gobernador de Santa Fe, que inició negociaciones para una alianza de su provincia con Corrientes.
El ejército de Echagüe contaba con 5000 veteranos, y con jefes capaces como Servando Gómez y Juan Bautista Thorne, aunque no estaba allí el más capaz de sus generales, Justo José de Urquiza. El 28 de noviembre, Echagüe atacó de frente la posición defensiva de Paz; la retirada fingida de la caballería de este llevó a los jinetes entrerrianos a una trampa perfecta, en la que fueron completamente derrotados, perdiendo 1356 bajas, entre muertos y heridos, y 800 prisioneros; Echagüe mismo salvó por poco su vida.
Mientras en Entre Ríos Echagüe era sucedido como gobernador por el general Urquiza, el general Paz invadió esa provincia a principios de enero de 1842. Al mismo tiempo, también Rivera invadía el territorio provincial desde Uruguay. Rivera era, nominalmente, el jefe del ejército unido; pero Paz, que no confiaba en él, se adelantó y ocupó la ciudad de Paraná el 4 de febrero. Urquiza se refugió en las islas del delta del Paraná, y por un corto tiempo pasó a Buenos Aires.
Los invasores eligieron gobernador a Pedro Pablo Seguí, que reunió una legislatura adicta. Poco después llegaba también a Paraná Pedro Ferré, ansioso de cobrar elevadas indemnizaciones de la provincia vencida a pagar. Paz decidió defender los derechos de los entrerrianos, por lo cual la legislatura lo nombró gobernador.
En respuesta, el 20 de marzo Ferré se marchó a su provincia, llevándose todo su ejército. A Paz solo le quedaron los prisioneros entrerrianos de Caaguazú y los milicianos de Paraná. Por su parte, Rivera se dedicó a arrear todo el ganado que encontró hacia Uruguay.

### El inoportuno cambio de bando de Juan Pablo López
El gobernador santafesino Juan Pablo López había iniciado contactos con los opositores a Rosas desde principios de 1840. Pero, desarmado por Lavalle primero, y por el coronel Jacinto Andrada –que se había marchado al interior con Oribe– no se atrevió a sublevarse contra Rosas. Creyó llegada su oportunidad inmediatamente después de Caaguazú, y el 5 de noviembre firmó con el ministro Santiago Derqui una alianza formal con Corrientes.
Pero las desavenencias entre Ferré y Paz privaron a López de toda ayuda externa. Rosas envió en su contra al ejército de Oribe, en que formaba la división santafesina de Andrada, y otra división desde Buenos Aires, dirigida por Pascual Echagüe –nativo de Santa Fe– con una vanguardia al mando del coronel Martín Santa Coloma. Este derrotó a los santafesinos en Monte Flores, ocupando a continuación Rosario.
Poco después llegó también Oribe. López retrocedió hacia el norte, dejando al general Juan Apóstol Martínez cubriendo su retirada. Pero este fue derrotado y fusilado; su sacrificio fue inútil, porque unos días más tarde, López fue alcanzado y derrotado por Andrada en Colastiné. Huyó con un exiguo resto de su ejército a Corrientes.
La provincia de Santa Fe fue severamente castigada por su rebelión, por lo menos hasta que fue elegido gobernador el general Pascual Echagüe. Este conservaría el cargo casi exactamente diez años.

### Arroyo Grande

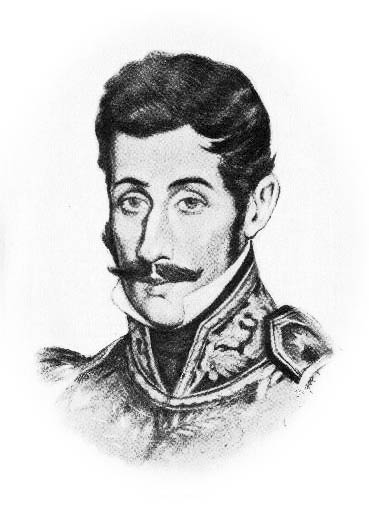
El general Manuel Oribe.

El gobierno del general Paz en Entre Ríos no se extendía más allá de la ciudad de Paraná, y carecía de todo apoyo popular. Rivera tampoco le envió ayuda, por lo que Paz partió hacia el este el 29 de marzo, para exigir auxilios; en el camino desertaron casi todos sus soldados.
El 3 de marzo, la guarnición y la población de Paraná proclamaron gobernador a Urquiza, mientras los comandantes locales controlaban rápidamente las villas y pueblos de la provincia. Aun así, la recuperación de la provincia tomó casi tres meses. Mientras tanto, Paz se entrevistó con Rivera, López y Ferré en Paysandú, donde firmaron un nuevo tratado de alianza. De acuerdo con el mismo, el mando supremo quedaba en manos de Rivera. Paz renunció y se trasladó a Montevideo.
Libre de Paz, Ferré envió la mayor parte de su ejército al noreste de Entre Ríos y lo puso bajo el mando de Rivera. Mientras Rivera concentraba su ejército en el noroeste de la provincia de Entre Ríos, cerca de Concordia, Oribe avanzaba lentamente hacia allí, incorporando las fuerzas de Urquiza y algunos nuevos refuerzos enviados por Rosas.
Finalmente se enfrentaron en la batalla de Arroyo Grande, el 6 de diciembre. Fue la batalla más importante de las guerras civiles argentinas y uruguayas por el número de combatientes, y conservaría el récord durante diez años. Gracias a su superioridad numérica y organizativa, los federales y blancos obtuvieron una completa victoria sobre el ejército unitario-colorado.
Los derrotados cruzaron precipitadamente el río Uruguay; las fuentes unitarias afirman que Oribe y Urquiza ejecutaron en masa a todos los oficiales y suboficiales que no lo lograron. En todo caso, los rendidos ejecutados fueron muchos.
Poco después, Urquiza invadió Corrientes, donde no encontró resistencia alguna: Ferré huyó a Paraguay, mientras la mayor parte de sus oficiales escapaban hacia Brasil. Urquiza se aseguró la gobernación para el federal Pedro Cabral, y antes de volver a su provincia dejó dos guarniciones de entrerrianos, para proteger a ambas provincias contra futuras invasiones.

## Guerra en Uruguay y Corrientes

### El sitio de Montevideo
Después de Arroyo Grande, Oribe cruzó el río Uruguay y comenzó su marcha sobre Montevideo. A diferencia de Rivera, que solo había salvado tropas de caballería, Oribe llevaba un importante convoy con armas, municiones, artillería y otros enseres. Eso hizo su marcha muy lenta, dándoles tiempo a los defensores de Montevideo a organizar la resistencia.
Las autoridades de Montevideo encargaron al general Paz organizar la defensa, lo que este hizo con su conocida eficiencia. Incorporó a las fuerzas a un gran número de exiliados argentinos e inmigrantes europeos. De hecho, más de la mitad de los defensores de la ciudad fueron extranjeros. También liberó a todos los esclavos negros, a los que se "otorgó la libertad", pero que quedaron obligados a servir en la milicia.
Al llegar a Montevideo, Rivera protestó contra las medidas tomadas por Paz y exigió su reemplazo, pero no logró convencer a las autoridades de la ciudad. Extrajo una fracción de sus tropas de caballería y se alejó de Montevideo, con la intención de distraer a Oribe.
Oribe llegó frente a la ciudad el 16 de febrero de 1843, y lanzó una serie de débiles ataques sobre las defensas de la ciudad, que fueron rechazados. Quiso evitar un baño de sangre y decidió rendirla por otros medios: se instaló en el Cerrito y declaró a Montevideo sitiada. Pero pasaron años sin que la situación se definiera, y a veces pasaban meses en que no había ningún tipo de combate entre sitiados y sitiadores. Una parte importante del ejército de Oribe eran divisiones argentinas; allí sirvieron oficiales notables como Hilario Lagos, Jerónimo Costa, Mariano Maza, Juan Bautista Thorne y otros.
Oribe estableció el Congreso Nacional en el Miguelete –con los diputados del Congreso que había disuelto Rivera en 1838– y este lo nombró presidente. Ese gobierno fue conocido como Gobierno del Cerrito, mientras en la ciudad sitiada se establecía el Gobierno de la Defensa, encabezado por Joaquín Suárez como presidente interino; en lugar del Congreso, asesoraba al presidente una junta de notables.
En apoyo de Oribe, Rosas ordenó al almirante Brown un bloqueo parcial del puerto, pero las escuadras inglesa y francesa impidieron que el bloqueo fuera efectivo. De hecho, la ciudad sitiada resistió gracias al apoyo naval y económico de Francia e Inglaterra, al punto que, económicamente y comercialmente, funcionaba como un enclave colonial. El resto del país estaba en manos de los "blancos".

### Los Madariaga y Paz de regreso en Corrientes
En el Brasil, los exiliados de Corrientes buscaban alternativamente la protección del Emperador y de sus enemigos locales, los «farrapos»; cuando éstos se sublevaron militarmente, un pequeño contingente de exiliados decidió abstraerse de la lucha: el 31 de marzo de 1843, ciento ocho soldados y oficiales correntinos cruzaron el río Uruguay, liderados por los hermanos Joaquín y Juan Madariaga, en el lugar donde hoy está la ciudad de Paso de los Libres. A poco de andar, sumaron a sus fuerzas las tropas aportadas por el comandante Nicanor Cáceres, que hasta entonces había sido leal al gobernador Cabral, y juntos derrotaron al coronel José Miguel Galán el 6 de mayo, en la batalla de Laguna Brava, a tres leguas de la ciudad de Corrientes. Una nueva legislatura, elegida apresuradamente, eligió gobernador a Joaquín Madariaga.
Al poco tiempo, los Madariaga invadieron la provincia de Entre Ríos al frente de 4500 hombres, la enorme mayoría de los cuales de caballería, aprovechando que Urquiza estaba en campaña en el Uruguay. Ocuparon Concordia, y Salto, que dejaron en poder de los oficiales de Fructuoso Rivera. Derrotaron al general Garzón y avanzaron hasta ocupar Gualeguaychú. Allí les llegó la noticia de que Urquiza estaba regresando a su provincia después de derrotar a Rivera, de modo que iniciaron la retirada hacia el norte, que rápidamente se convirtió en una huida.
Poco después, el gobernador firmaba un tratado de comercio y una alianza militar con el presidente paraguayo Carlos Antonio López. En esa misma época llegó a Corrientes el general Paz, al que se le ofreció el mando militar de la provincia y –por expresa exigencia suya– una cierta autoridad "nacional" sobre todos los esfuerzos que se hicieran contra Rosas. Reorganizó aceleradamente el ejército, preparándolo para cuando Urquiza regresara. Pero el gobernador entrerriano le dio a Paz tiempo para tomar la iniciativa.

### Campañas en el interior uruguayo
El gobierno de Oribe era efectivo en casi todo el territorio uruguayo. Pero el general Rivera logró algunos éxitos: se mantuvo permanentemente en campaña y –si bien es cierto que no gobernaba más territorio del que pisaba– logró mantenerse fuera del alcance de los ejércitos de Oribe. En ayuda de este marchó a territorio uruguayo el gobernador entrerriano Urquiza, que persiguió durante dos años a Rivera. Finalmente, comprendiendo que nada ganaba enfrentándolo en pequeños encuentros parciales, Urquiza se dirigió al noreste del país y cortó sus comunicaciones con el Imperio del Brasil, forzándolo a presentar batalla en India Muerta, el 27 de marzo de 1845. Frente a las 160 bajas de Urquiza, Rivera perdió 1700 hombres; debió abandonar el país y se internó en el Brasil.
Los "colorados", que habían perdido completamente el control del interior del país, intentaron recuperarlo por medio de ataques de la flotilla de Giuseppe Garibaldi. En agosto de 1845, este capturó y saqueó Colonia, y en las semanas siguientes hizo lo mismo con la isla Martín García y Gualeguaychú. Desde allí atacaron Fray Bentos, Paysandú y Salto, ciudades que los "colorados" lograron mantener en su poder por un tiempo. Pero también Garibaldi fue sorprendido y derrotado, regresando a Italia poco después.
A fines de es mismo año regresó Fructuoso Rivera por mar y, por medio de un golpe de Estado, logró recuperar el poder en Montevideo. Pero, tras fracasar las tratativas que propuso a Oribe, fue expulsado definitivamente al Brasil.

### Fracasos unitarios en Santa Fe y Corrientes
Una flota correntina, organizada por Paz, logró dominar el río Paraná al norte de Santa Fe. Con esa seguridad, Juan Pablo López apareció de improviso cerca de esa ciudad, derrotando al coronel Santa Coloma y obligando a Echagüe a huir a Buenos Aires. Asumió el gobierno provincial el 6 de junio de 1845, pero se dedicó casi exclusivamente a saquear a sus coprovincianos que hubieran colaborado con Echagüe.
Apenas un mes más tarde, Echagüe reapareció y lo forzó a huir. Se trasladó hacia el norte, dedicándose solamente a salvar sus caudales. Esa imprudencia permitió a los federales derrotarlo completamente en Malabrigo, el 12 de agosto, cerca de la actual Reconquista.
El 20 de noviembre de 1845, la flota anglo-francesa logró abrir el río Paraná derrotando al general Mansilla en la Batalla de la Vuelta de Obligado, para abrir las comunicaciones entre Montevideo y Corrientes. La flota continuó su camino hacia Corrientes, logrando cargar muchos barcos en sus puertos; a su regreso fue nuevamente atacada por los federales. Aunque militarmente fue una campaña exitosa, fue un fracaso económico, por lo que no se repitió. Corrientes volvió a quedar aislada.
En enero de 1846, el ejército de Urquiza inició la invasión de Corrientes con una fuerza de 6000 hombres, entre los cuales había muchos correntinos, al mando de los hermanos José Antonio y Benjamín Virasoro. Paz decidió llevarlo a una trampa similar a la que le había dado el triunfo en Caaguazú, retirándose muchas leguas hacia el norte. Pero Juan Madariaga se adelantó a combatir a Urquiza, siendo derrotado y capturado en la batalla de Laguna Limpia. Por la correspondencia en poder de Madariaga, Urquiza supo de los planes de Paz. De modo que persiguió a este hacia el norte pero no lo enfrentó: se paseó por toda la provincia de Corrientes y la saqueó impunemente, antes de retroceder hacia Entre Ríos. La brillante estrategia de Paz esta vez había resultado un desastre: Urquiza había resultado un estratega tan brillante como él.

### El final de la rebelión correntina
Urquiza inició tratativas de paz con los Madariaga. Paz se opuso completamente y, con el apoyo de algunos diputados correntinos, intentó derrocar al gobernador. Fracasó y debió huir a Paraguay, lo que también significó la ruptura de Corrientes con ese país.
Urquiza liberó a Juan Madariaga y, utilizándolo como mediador, firmó con su hermano el Tratado de Alcaraz, del 17 de agosto, por el que Corrientes se reintegraba a la Confederación Argentina y confirmaba su adhesión al Pacto Federal. Pero el tratado tenía una parte secreta, por la cual Corrientes quedaba liberada de participar en la guerra contra el gobierno de Montevideo, contra Francia o Inglaterra.

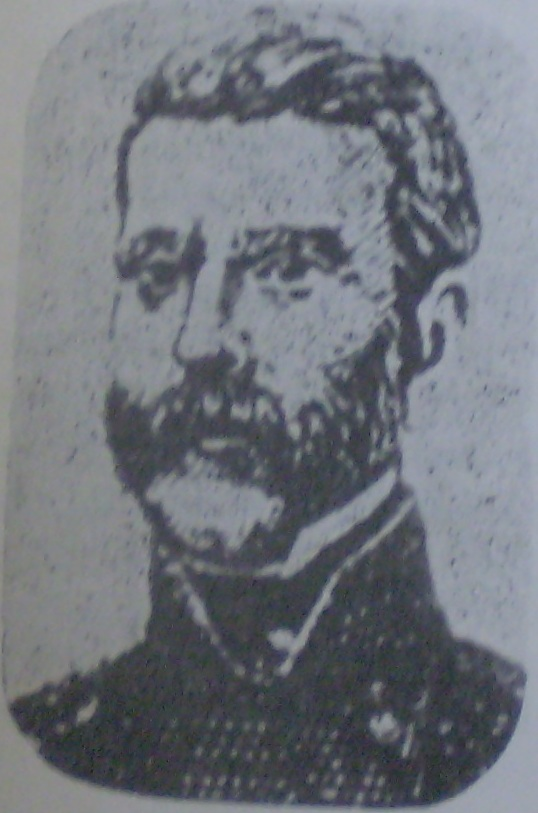
El general Benjamín Virasoro.

Rosas rechazó el tratado, y Madariaga respondió invitando a Urquiza a enfrentar juntos al gobernador porteño. Después de meses de negociaciones, Urquiza invadió Corrientes el 4 de noviembre. El coronel Cáceres se pasó con sus tropas al invasor, que pudo avanzar rápidamente.
Urquiza contaba con 7000 hombres, entre los cuales 2000 correntinos; el ejército de Madariaga estaba compuesto de 4000 hombres. La batalla de Vences o del Potrero de Vences, del 26 de noviembre de 1847, fue una completa victoria federal. Muchos soldados y oficiales fueron muertos en la persecución que siguió a la batalla, incluidos varios coroneles. En total, los correntinos perdieron 700 muertos y 2231 prisioneros, incluidos casi 100 oficiales.
Los hermanos Madariaga huyeron hacia Paraguay, mientras los federales reinstauraban la legislatura que había funcionado durante el gobierno de Cabral. Ésta eligió gobernador a Benjamín Virasoro, y la provincia se reintegró plenamente a la Confederación.
El siguiente paso para Oribe y Rosas, lógicamente, debía ser firmar la paz con Inglaterra y Francia; en adelante, solo era cuestión de tiempo para que Montevideo cayera en sus manos.

## Fin de la Guerra Grande y Caseros

### Conflictos en el interior anteriores a Caseros
Como si hubieran esperado el final de la rebelión correntina, a principios de 1848 comenzaron a estallar sublevaciones en el interior del país. En principio, sin embargo, tanto los revolucionarios como las autoridades contra las que se alzaban se proclamaron partidarios de Rosas.
En Mendoza, el gobernador Pedro Pascual Segura fue derrocado a instancias de Rosas en marzo de 1847. El nuevo gobernador, Roque Mallea, debió enfrentar una revolución en su contra, dirigida por el coronel Juan Antonio Rodríguez, que el 10 de marzo de 1848 fue derrotado por el general Benavídez y fusilado.
Una breve revolución en San Luis, de octubre de 1848, logró apresar al gobernador Lucero, pero este recuperó rápidamente el poder.
El gobernador riojano Vicente Mota, que en 1845 había derrocado a Hipólito Tello, fue derrocado a su vez por el "Chacho" Peñaloza en marzo de 1848. Lo reemplazó Manuel Vicente Bustos, verdadero organizador de la revuelta, que solo a duras penas fue admitido por Rosas; pasaría más tarde por urquicista y luego por mitrista. Mota intentó recuperar el gobierno por tres veces, pero terminó siendo fusilado a fines de julio de 1851, por orden de Bustos.
En Jujuy, el gobernador Mariano Iturbe, que venía gobernando desde 1841, renunció a una nueva reelección en 1849. En su lugar asumió Pedro Castañeda, pero este fue derrocado poco después por el coronel Santibáñez. Fue repuesto con apoyo salteño, pero poco después lo sucedió el unitario José López Villar. El general Iturbe se sublevó y derrotó a Santibáñez, a quien hizo fusilar el mismo día en que reasumió el gobierno provincial, el 13 de septiembre de 1851.
A la muerte del caudillo santiagueño Ibarra, lo sucedió su socio Mauro Carranza. Este llamó a elecciones, pero fue derrotado por Manuel Taboada, sobrino de Ibarra. De modo que anuló las elecciones. El hermano de don Manuel, Antonino Taboada, sitió la capital, obligando a Carranza a huir a Tucumán; a principios de octubre, Manuel Taboada asumía el gobierno, y poco después derrotaba a algunas montoneras partidarias de Carranza.
Celedonio Gutiérrez intentó ayudar a Carranza, pero desistió cuando Tucumán fue invadida por el coronel unitario Juan Crisóstomo Álvarez: lo derrotó y lo hizo fusilar el 17 de febrero de 1851. Unos días después llegaba a Tucumán la noticia de Caseros, que hubiera evitado su muerte.

### Fin del Bloqueo y Pronunciamiento de Urquiza
Sin más aliados que los defensores de Montevideo y, dado que Rosas tenía buenas relaciones con ellos, los ingleses decidieron levantar el bloqueo: sin esperar a Francia, firmaron con el gobierno porteño el Tratado Arana-Southern. El gobierno francés de Napoleón III también terminaría firmando el Tratado Arana-Le Prédour, en enero de 1850.
Rosas sostenía que el país no estaba aún en paz, por lo cual no era aún momento de organizarlo constitucionalmente. Para aumentar la presión sobre Montevideo, Rosas prohibió el poco comercio con la ciudad sitiada que había tolerado hasta entonces desde Entre Ríos. Pero el principal beneficiario de este comercio era el gobernador Urquiza. Tocado en sus intereses materiales, pero también convencido de la necesidad de la organización constitucional, Urquiza buscó su oportunidad de terminar con Rosas.
Aunque la inminencia de la caída de Montevideo parecía augurar la paz externa, Rosas abrió un nuevo frente: ante la ayuda del Imperio del Brasil a los defensores de Montevideo, Rosas envió armas a Urquiza, para que este organizara una eventual guerra contra el Brasil.
Urquiza interpretó que Rosas quería nuevamente postergar la organización constitucional; se puso en contacto con los enviados del gobierno de Montevideo, reafirmó la alianza con el gobernador correntino, y se aseguró la financiación de la posible rebelión por parte del Imperio.
El 1.º de mayo de 1851, Urquiza lanzó en Paraná su "Pronunciamiento" contra Rosas: la legislatura entrerriana aceptó las repetidas renuncias de Rosas a la gobernación de Buenos Aires y reasumió el manejo de la política exterior y de guerra de la provincia. Urquiza reemplazó en los documentos el ya familiar "¡Mueran los salvajes unitarios!", por la frase "¡Mueran los enemigos de la organización nacional!"
Pocos días más tarde, Corrientes imitó las leyes de Entre Ríos.

### El Ejército Grande

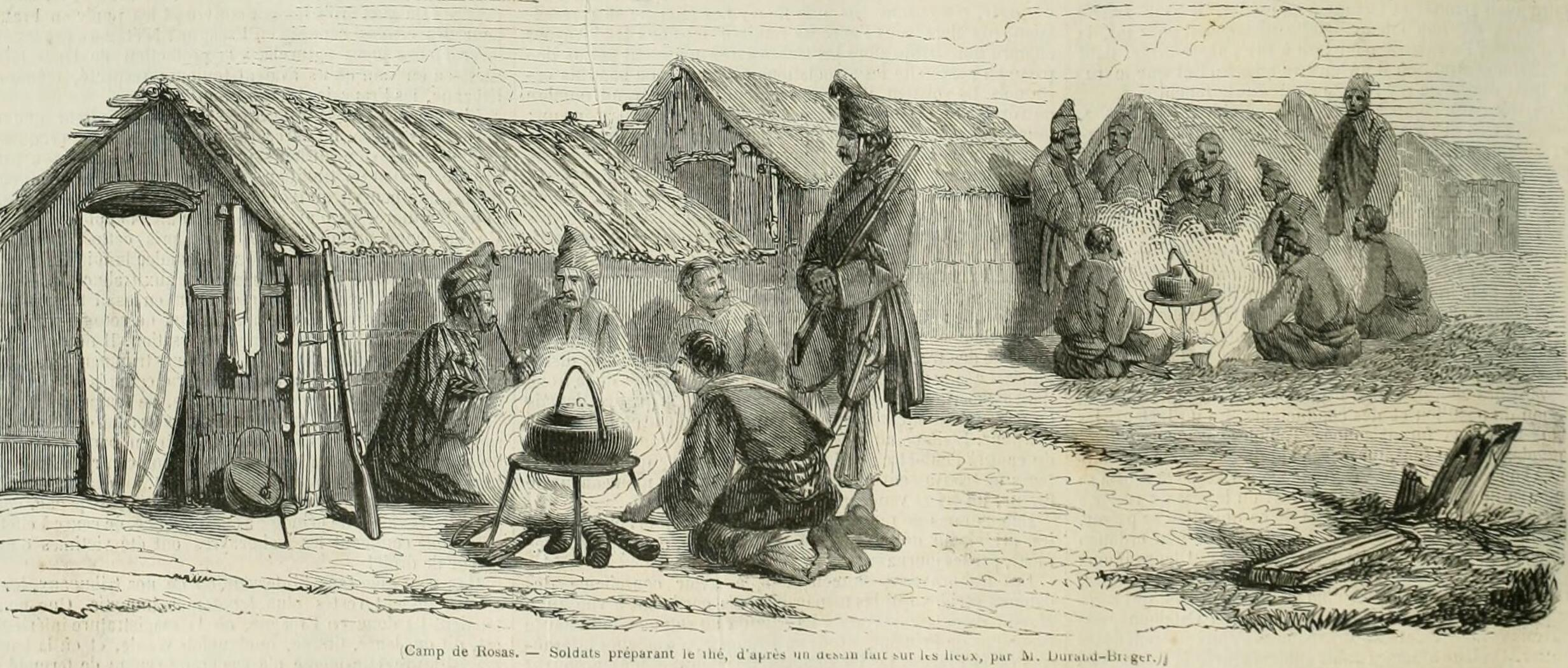
Soldados que preparan té en uno de los campamentos del ejército de Juan Manuel de Rosas, Argentina, a partir de un dibujo de Jean-Baptiste Henri Durand-Brager (1814-1879)

La prensa porteña calificó ese acto como una "traición". Todos los gobiernos provinciales prometieron ayuda contra el "loco, traidor, salvaje unitario Urquiza", y nombraron a Rosas "Jefe Supremo de la Nación". Pero ninguno se movió en su defensa. Con los años, Rosas se había convertido en un eficiente burócrata, pero ya había perdido la capacidad de reacción: se limitó a esperar.
A fines de mayo se firmó un tratado de alianza entre Entre Ríos, Corrientes, el gobierno de Montevideo y el Imperio del Brasil, para expulsar a Oribe del Uruguay y llamar a elecciones libres en todo ese país. Si, como era de esperarse, Rosas declaraba la guerra a una de las partes, se unirían para atacarlo.
Como primer paso de su plan, Urquiza invadió el Uruguay con 6000 hombres. Con él venía el general Eugenio Garzón, y a él se fueron uniendo los ejércitos "blancos" orientales. Simultáneamente, por el norte del país ingresaron tropas brasileñas. En respuesta, Rosas declaró la guerra al Brasil.
Prácticamente solo, Oribe se vio obligado a firmar un pacto con Urquiza, el 8 de octubre, que declaró levantado el sitio, y presentó su renuncia. El general Garzón fue nombrado presidente, pero no llegó a asumir el cargo, ya que falleció poco después. En su lugar fue nombrado Juan Francisco Giró.
El Imperio forzó al nuevo gobierno a aceptar nuevos tratados, por los cuales el Uruguay cedía una gran franja de territorio en el norte del país. Además se reconocía al Brasil el derecho de intervenir en la política interna de su vecino sin ningún control externo.
Urquiza incorporó a la fuerza a las tropas de Rosas a su ejército, bajo el mando de oficiales unitarios y, desde entonces, lo llamó Ejército Grande. A fines de noviembre, el Brasil, el Uruguay y las provincias de Entre Ríos y Corrientes declararon la guerra a Rosas.

### Caseros
El Ejército Grande se concentró en Diamante, desde donde cruzó el río Paraná el día de Navidad de 1851. Las tropas de infantería y artillería cruzaron en buques militares brasileños, mientras la caballería cruzó a nado. Al llegar a territorio santafesino, las fuerzas de Rosario se unieron a ellos; el gobernador Echagüe abandonó con sus fuerzas la capital, mientras Domingo Crespo –llegado con los invasores– se hacía elegir gobernador. Falto de apoyo por parte de Pacheco, que estaba en San Nicolás, Echagüe siguió camino hacia Buenos Aires.
Pacheco, jefe del ejército porteño, retrocedió sin presentar batalla, obstaculizado además por medidas contradictorias de Rosas. Finalmente se retiró a su estancia sin avisar al gobernador.
De modo que Rosas asumió personalmente el mando de su ejército. Fue una pésima elección: era un gran político y organizador, pero no era en absoluto un general capaz. No maniobró para elegir un campo de batalla, ni se retiró hacia la capital a esperar un sitio; simplemente esperó en Santos Lugares. Su única avanzada, al mando de Lagos, fue derrotada en los "Campos de Álvarez" el 29 de enero.
Ambos ejércitos tenían fuerzas equivalentes, en torno a los 24 000 hombres cada una, y sin gran diferencia en el armamento. La gran diferencia estaba en el comando: Urquiza era el general más capaz de su época, mientras Rosas era un burócrata. Por otro lado, las tropas porteñas eran –en su gran mayoría– jovencitos y ancianos.
La Batalla de Caseros, del 3 de febrero de 1852, duró unas cuatro horas. Fue la batalla más grande de la historia de Sudamérica por el número de combatientes. Los testimonios sobre la misma difieren enormemente debido a la extensión del frente de combate, que impedía a cada testigo saber qué pasaba fuera de su campo visual. El grueso del ejército de Rosas abandonó el campo sin casi combatir, y las fuentes citan cifras muy variables de bajas.
Rosas se retiró cuando ya todo estaba perdido, y en el camino hacia la ciudad escribió su renuncia. Se embarcó en secreto hacia Gran Bretaña, de donde nunca regresaría.
Después de la batalla, los coroneles Chilavert y Santa Coloma fueron asesinados, y en los días sucesivos hubo ejecuciones masivas de prisioneros. Entre ellos se destacaron los soldados de uno de los regimientos rosistas forzados a unirse a Urquiza, que se habían pasado a Rosas matando a sus oficiales, pero no fueron los únicos.

### Balance de una época
Los historiadores de tendencia liberal han estudiado con especial énfasis el período de las guerras civiles que median entre Cepeda y Caseros. La importancia capital que le dan a este período tiene origen en un punto de vista institucionalista, ya que se trató de un período durante el cual –excepto por el efímero experimento de Rivadavia– no había existido un gobierno central.
Estas fuentes afirman que las guerras civiles de ese período habrían costado la vida de unos 20 000 argentinos en los campos de batalla, principalmente hombres adultos, y provocado medio millón de viudas, niños huérfanos y ancianos sin familia; en total, un tercio de la población rioplatense se vería afectada por la pérdida de un familiar directo.
Según escritores de tendencia unitaria de mediados del siglo XIX –como Andrés Lamas– durante los veintidós años que duró la "época de Rosas", contando desde la caída de Lavalle en Buenos Aires hasta Caseros, unas 16 000 personas sufrieron una muerte violenta a causa de la constante represión y persecución política impuesta por Rosas (cifras hasta 1843), sin contar sus campañas contra los indígenas de la Pampa. Las fuentes oficiales rosistas hablan de apenas 400 ejecuciones entre 1829 y 1843, mientras que el juicio in absentia se consideró a Rosas culpable de 2354 condenas a muertes, incluyendo las de prisioneros no-políticos, en un proceso nada imparcial. Las cifras más moderadas las dio John Lynch respecto del número de las muertes: más de 250, menos de 6000 y, tal vez, en el orden de 2000, para todo el período de 1829-1852.
Una estimación más moderna que la de Lamas, que intenta aproximarse al número de bajas ocurridas durante los combates de las distintas guerras civiles, estima –muy aproximadamente– unos 4000 muertos hasta Cepeda y unas 22 000 bajas entre Cepeda y Caseros.

### Después de Caseros

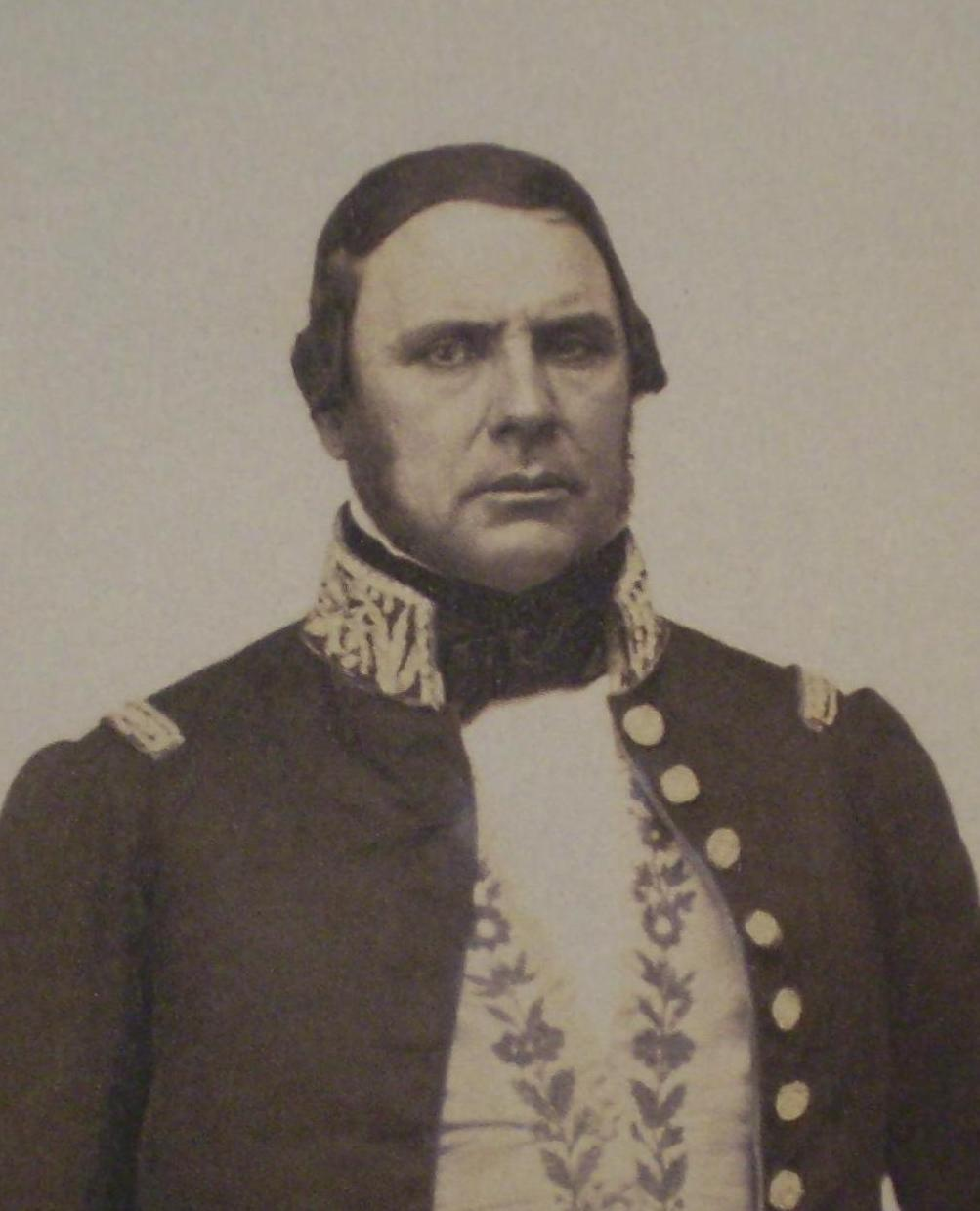
El general Urquiza.

Buenos Aires quedó sumida en la confusión, mientras Urquiza ocupaba la quinta de Rosas en Palermo. Dos días más tarde, nombró gobernador a Vicente López y Planes, que a su vez nombró su ministro de gobierno a Valentín Alsina, líder de los unitarios exiliados en Montevideo. Junto con este, llegaron a Buenos Aires Domingo Faustino Sarmiento, Bartolomé Mitre, el general Lamadrid, Vicente Fidel López y Juan María Gutiérrez. En los meses siguientes también llegarían el general Paz y muchos otros exiliados.
El 20 de febrero, aniversario de la batalla de Ituzaingó, las tropas brasileñas y urquicistas desfilaron por Buenos Aires.
Poco después se inició una puja entre federales y unitarios: estos pretendían imponer al país la supremacía porteña, la misma que había defendido Rosas. En las elecciones para una nueva legislatura, triunfaron los unitarios, pero estos confirmaron como gobernador a Vicente López.
Muchos de los gobernadores fueron derrocados: en Jujuy, Iturbe fue fusilado; en Salta, José Manuel Saravia al menos salvó la vida. En Córdoba, un motín de cuartel derrocó a "Quebracho" López, y en Mendoza, el general Segura obligó a Mallea a renunciar y regresó al gobierno.
Urquiza invitó a las demás provincias a una reunión a celebrarse en San Nicolás de los Arroyos, donde a fines de mayo se firmó el Acuerdo de San Nicolás: se convocaba a un Congreso General Constituyente, que debía sancionar una constitución que tuviera en cuenta los pactos que hasta entonces habían unido a las provincias. También se otorgaba a Urquiza el cargo de Director Provisorio de la Confederación, es decir, titular del Poder Ejecutivo.
Mientras estaban reunidos allí, los gobernadores de Tucumán y San Juan fueron derrocados en ausencia. Benavídez no tuvo problemas en recuperar el gobierno, pero Gutiérrez debería hacerlo por la fuerza. Unos meses más tarde, también el correntino Virasoro sería derrocado para ser reemplazado por el ministro de Urquiza, Juan Pujol.
Solo cuatro gobernadores continuaron sus mandatos después de 1852: Taboada en Santiago del Estero y Bustos en La Rioja, que se pasaron ostensiblemente de bando. También conservaron sus gobiernos Lucero, en San Luis, y el propio Urquiza.

### Avances liberales en el norte
Celedonio Gutiérrez se dirigió a Catamarca, hasta que una revolución que derrocó al gobernador unitario Manuel Espinosa, en enero de 1853, le permitió regresar a su provincia. Allí logró derrotar a los Taboada en "Arroyo del Rey", combate en que Espinosa perdió la vida.
En octubre, Gutiérrez invadió Santiago del Estero y ocupó la capital sin encontrar resistencia. Pero, a sus espaldas, Taboada había ocupado San Miguel de Tucumán, nombrando gobernador al cura José María del Campo. De modo que Gutiérrez debió retroceder hacia su provincia, donde –aunque fue derrotado– ocupó la capital, mientras Campo ocupaba el sur de la provincia. Finalmente, el día de Navidad de 1853, los Taboada derrotaron a Gutiérrez, que se exilió en Bolivia. Del Campo ocupó el gobierno, persiguiendo a los federales con prisiones y ejecuciones.
Desde entonces, Manuel Taboada dirigió en el noroeste argentino una alianza de gobiernos "liberales" en Tucumán, Salta y Santiago del Estero, opositores al gobierno de Urquiza y aliados del gobierno de Buenos Aires.
En Corrientes, el gobernador Pujol debió enfrentar diversas rebeliones en su contra: en febrero de 1853 fracasó una revolución dirigida por José Antonio Virasoro, derrotada por el general Cáceres, el mismo que había elevado a Pujol al gobierno. Cuando Pujol lo desplazó de su mando militar, Cáceres se levantó en su contra; fue derrotado y se exilió a Entre Ríos. De allí volvió en agosto de 1854, y nuevamente en febrero del año siguiente, fracasando en ambos casos.

## La Confederación y el Estado de Buenos Aires

### La rebelión porteña
La legislatura porteña rechazó el Acuerdo de San Nicolás, con la excusa, esgrimida por Bartolomé Mitre, de que López lo había firmado sin su autorización, y luego de que los poderes concedidos a Urquiza eran excesivos. En realidad, se oponían a que en el Congreso no se respetara la distribución proporcional, que había permitido a Buenos Aires controlar los anteriores congresos. Urquiza respondió disolviendo la Sala, cerró los periódicos opositores y ocupó la gobernación: era la primera intervención federal de la historia argentina.
Pero cuando Urquiza abandonó la ciudad, estalló la revolución del 11 de septiembre; la legislatura disuelta se reunió y eligió gobernador, primeramente a Manuel Guillermo Pinto, y luego al propio Alsina.
Los porteños organizaron tres ejércitos: uno se estableció en San Nicolás, al mando del general Paz, para finalmente invadir Santa Fe. Otros dos ejércitos –uno al mando de Juan Madariaga y el otro de Manuel Hornos– invadieron Entre Ríos, pero fueron rápidamente derrotados.
La mayor parte de los oficiales de campaña de Buenos Aires, excolaboradores de Rosas, se rebelaron a fines de noviembre contra el gobierno porteño dominado por los unitarios. Los coroneles Hilario Lagos, Ramón Bustos, José María Flores y Jerónimo Costa pusieron sitio a la ciudad. Poco después, el coronel Pedro Rosas y Belgrano intentó sublevar el interior de la provincia en favor de los unitarios, pero fue derrotado en la batalla de San Gregorio, cerca de la boca del río Salado. Urquiza se unió al sitio de Buenos Aires. Pero la prolongación del sitio hizo caer rápidamente la moral de los sitiadores, y el comandante de la flota de Urquiza, que bloqueaba el puerto de Buenos Aires, John Halstead Coe, fue sobornado para entregar la escuadra a los porteños. Tras la defección de varias unidades porteñas del ejército sitiador, Urquiza levantó el sitio en junio de 1853.
Desde entonces, el Estado de Buenos Aires permaneció separado de la Confederación Argentina y sancionó su propia constitución, que dejaba abierta la posibilidad para una independencia definitiva. En la Confederación, Urquiza fue elegido presidente sin oposición.

### Invasiones federales en Buenos Aires
La mayor parte de los federales porteños emigraron a Paraná, Rosario o Montevideo, desde donde planearon regresar por medio de la invasión de su provincia. En enero de 1854, Lagos ocupó el norte de la provincia por pocos días. En noviembre, el general Costa avanzó al frente de 600 hombres, pero el general Hornos le salió al encuentro y lo derrotó en la batalla de El Tala, obligándolo a retirarse.

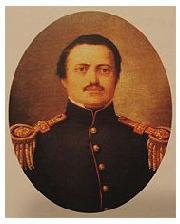
El general Jerónimo Costa.

En diciembre de 1855 hubo un nuevo intento: José María Flores desembarcó en Ensenada, mientras Costa lo hacía cerca de Zárate, con menos de 200 hombres. El gobernador Pastor Obligado dictó la pena de muerte para todos los oficiales implicados en esa invasión – declarándolos bandidos, para no tener que respetarlos como a enemigos – y ordenó su fusilamiento sin juicio. Tras el fracaso de Flores, Costa avanzó hacia Buenos Aires con sus escasas tropas. El 31 de enero de 1856 fue derrotado por Emilio Conesa cerca de San Justo. La mayor parte de los soldados fueron muertos cuando se rendían, y los oficiales fueron fusilados dos días más tarde.
Pese al reclamo de los federales por venganza, esta matanza obligó a Urquiza a ser más prudente en el control de sus aliados porteños. Buenos Aires y la Confederación conservaron la paz por unos años.
Durante los años siguientes, el litoral estuvo en paz; no obstante, los porteños se vieron involucrados en la revolución uruguaya de 1858, en la práctica una invasión desde Buenos Aires al Uruguay por parte del general César Díaz. La aventura terminó en la llamada Masacre de Quinteros, que contribuyó a exacerbar los ánimos en ese país y a identificar nuevamente a los partidos uruguayos con los argentinos: desde entonces, los exiliados uruguayos – dirigidos por Venancio Flores – se aliaron al gobierno porteño, prometiendo venganza contra los "blancos".

### Desórdenes en Cuyo

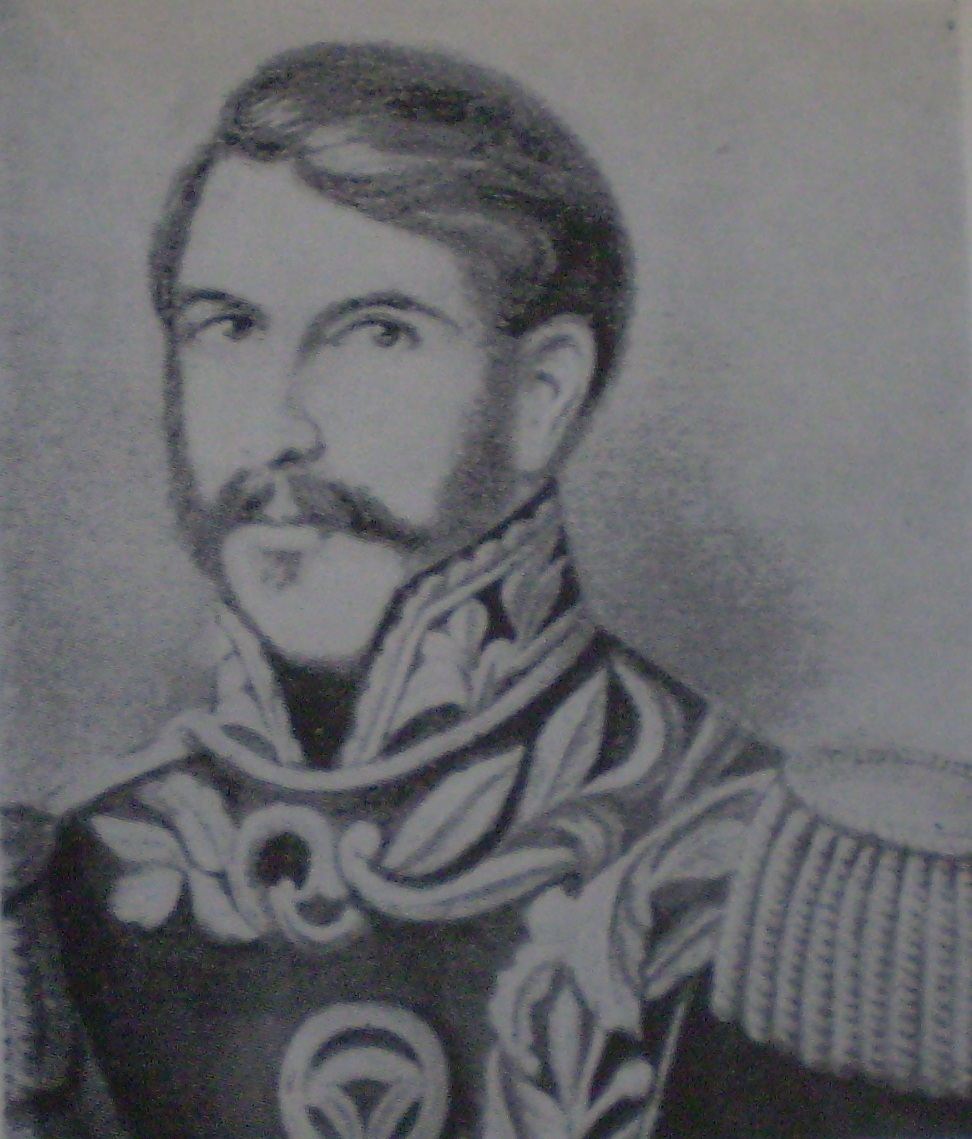
General Nazario Benavídez.

La paz tan sangrientamente alcanzada no duró mucho: los primeros desórdenes ocurrieron en La Rioja, donde el general Ángel Vicente Peñaloza, alias el "Chacho", depuso al gobernador, reemplazándolo por Manuel Vicente Bustos.
En marzo de ese año estalló en San Juan una revolución federal, por la que Nazario Benavídez fue repuesto en el gobierno al que había renunciado el año anterior. La intervención federal ordenada por Urquiza permitió la elección del gobernador Manuel José Gómez Rufino, un unitario, pero las milicias continuaron bajo el mando de Benavídez, que además fue nombrado comandante de la división del Oeste del Ejército de la Confederación.
Acusándolo de conspirar en su contra, Gómez arrestó a Benavídez; y, cuando sus amigos intentaron liberarlo, fue asesinado. Su muerte fue festejada en público, tanto en San Juan como en Buenos Aires.
La provincia de San Juan fue intervenida, y el interventor militar, coronel José Antonio Virasoro, fue después elegido gobernador. El mando de la División Oeste fue dado a Peñaloza, junto con el grado de general.

### Cepeda
Después de las fracasadas invasiones al Estado de Buenos Aires, Urquiza había negociado la incorporación pacífica de la provincia rebelde, pero también había fracasó. La violencia en las elecciones porteñas aseguró la victoria del unitario Valentín Alsina sobre el candidato federal. Por otro lado, la situación económica de la Confederación era mucho menos sólida que la de Buenos Aires.
Frente a la provocación en San Juan, el Congreso dictó una ley autorizando a Urquiza a usar la fuerza para obligar a Buenos Aires a reincorporarse. De modo que ambos bandos se armaron apresuradamente: el jefe del ejército porteño, coronel Bartolomé Mitre, marchó hacia el norte, mientras los buques de guerra porteños bloqueaban el puerto de Paraná, capital de la Confederación. A mediados de octubre, la escuadra nacional forzó el paso de la isla Martín García tras un breve combate naval y ancló frente a Buenos Aires.
El 23 de octubre tuvo lugar la batalla de Cepeda: el ejército de la Confederación contaba con 14 000 hombres, además de algunas divisiones de guerreros indígenas. El ejército porteño, aunque más pequeño –disponía de 9000 hombres– era más fuerte en infantería y artillería. La caballería federal prevaleció desde el comienzo, y cuando su infantería logró desplazar a la porteña, la batalla quedó decidida. Mitre perdió 100 muertos, 2000 prisioneros y 20 cañones; los nacionales tuvieron más muertos, pero dejaron al enemigo sin caballería. Dos días más tarde, embarcados en los buques de su armada, los porteños iniciaron la retirada hacia Buenos Aires.
Urquiza avanzó sobre la ciudad, aunque no la ocupó por la fuerza, sino que acampó en el pueblo de San José de Flores. Alsina renunció y ambos bandos firmaron el Pacto de San José de Flores, por el que la provincia de Buenos Aires se reincorporaba de derecho a la República Argentina.
De acuerdo con lo convenido en el Pacto, el gobierno porteño reunió una convención provincial que propuso reformas a la Constitución, rápidamente aceptadas por la Convención Nacional. En la práctica, la reforma garantizaba a Buenos Aires la continuidad de las rentas de su aduana por seis años y cierto control económico sobre el resto del país.
Muchos observadores pensaron que los porteños iban a buscar cualquier excusa para no reincorporarse a la República, a menos que pudieran asegurarse el control real sobre todo el país. Por ejemplo, según el coronel Ricardo López Jordán, Urquiza había llegado a Buenos Aires como vencedor, y negociado como derrotado.
Poco después era elegido presidente Santiago Derqui.

### Guerra civil en Cuyo y en Córdoba
En San Juan, el gobierno de Virasoro no era popular. Los unitarios lo consideraban un déspota, y Sarmiento –desde Buenos Aires– llamaba abiertamente a la revolución y el magnicidio. En noviembre de 1860,  un grupo de oficiales y dirigentes unitarios lo atacó en su casa, asesinando al gobernador y varios parientes. Una vez más los liberales porteños festejaron este segundo crimen, y pronto hubo sospechas de que los revolucionarios habían sido financiados desde Buenos Aires. La legislatura que había acompañado a Gómez eligió gobernador al líder del partido "liberal" sanjuanino, Antonino Aberastain.

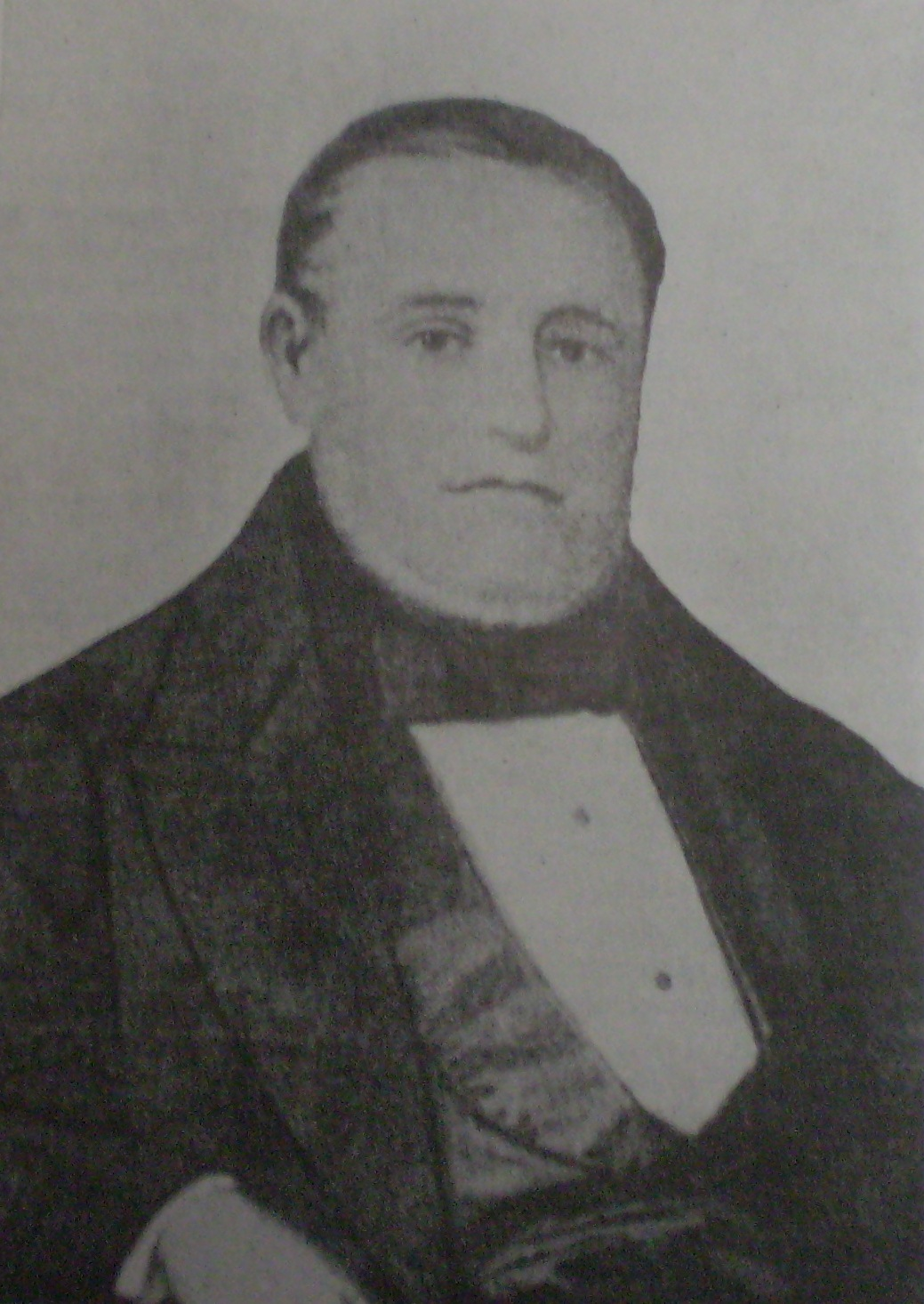
Antonino Aberastain.

Derqui decretó la intervención federal a la provincia, nombrando para el cargo al gobernador de la provincia de San Luis, coronel Juan Saá, el cual exigió la entrega de los asesinos de Virasoro y la reunión de la legislatura federal. Pero Aberastain se negó y organizó un ejército para repeler el avance de Saá. Este lo venció en la batalla de Rinconada del Pocito, el 11 de enero de 1861. Aberastain fue tomado prisionero, y dos días más tarde ejecutado por el segundo de Saá, coronel Francisco Clavero.
Después de su campaña a San Juan, el general Saá se vio obligado a retroceder hacia su provincia, San Luis, debido a una revuelta unitaria dirigida por el coronel José Iseas, jefe de la frontera. Este fue vencido casi sin lucha, y debió abandonar San Luis, refugiándose en Córdoba.
En Córdoba era gobernador desde 1858 Mariano Fragueiro, un liberal aliado a los unitarios, que había sido candidato a gobernador en las elecciones de 1860 por el partido liberal, y durante la campaña había perseguido a sus opositores. A principios de 1860 renunció a raíz de una revolución, por la que estuvo prisionero algunos días.
Lo sucedió en el mando Félix de la Peña, que se dedicó a enfrentar a Derqui, aliándose al gobierno porteño, y apoyó las invasiones del coronel José Iseas a San Luis. De modo que Derqui acudió al llamado de los federales de Córdoba y San Luis, y decretó la intervención federal a Córdoba. Pero no nombró un interventor: él mismo se trasladó a Córdoba y asumió el mando provincial. Allí organizó un poderoso cuerpo de infantería para la guerra con Buenos Aires, y unas semanas más tarde abandonó la ciudad al frente de ese ejército para instalarse en Rosario, dejando como gobernador de Córdoba al federal Fernando Félix de Allende.

### Pavón

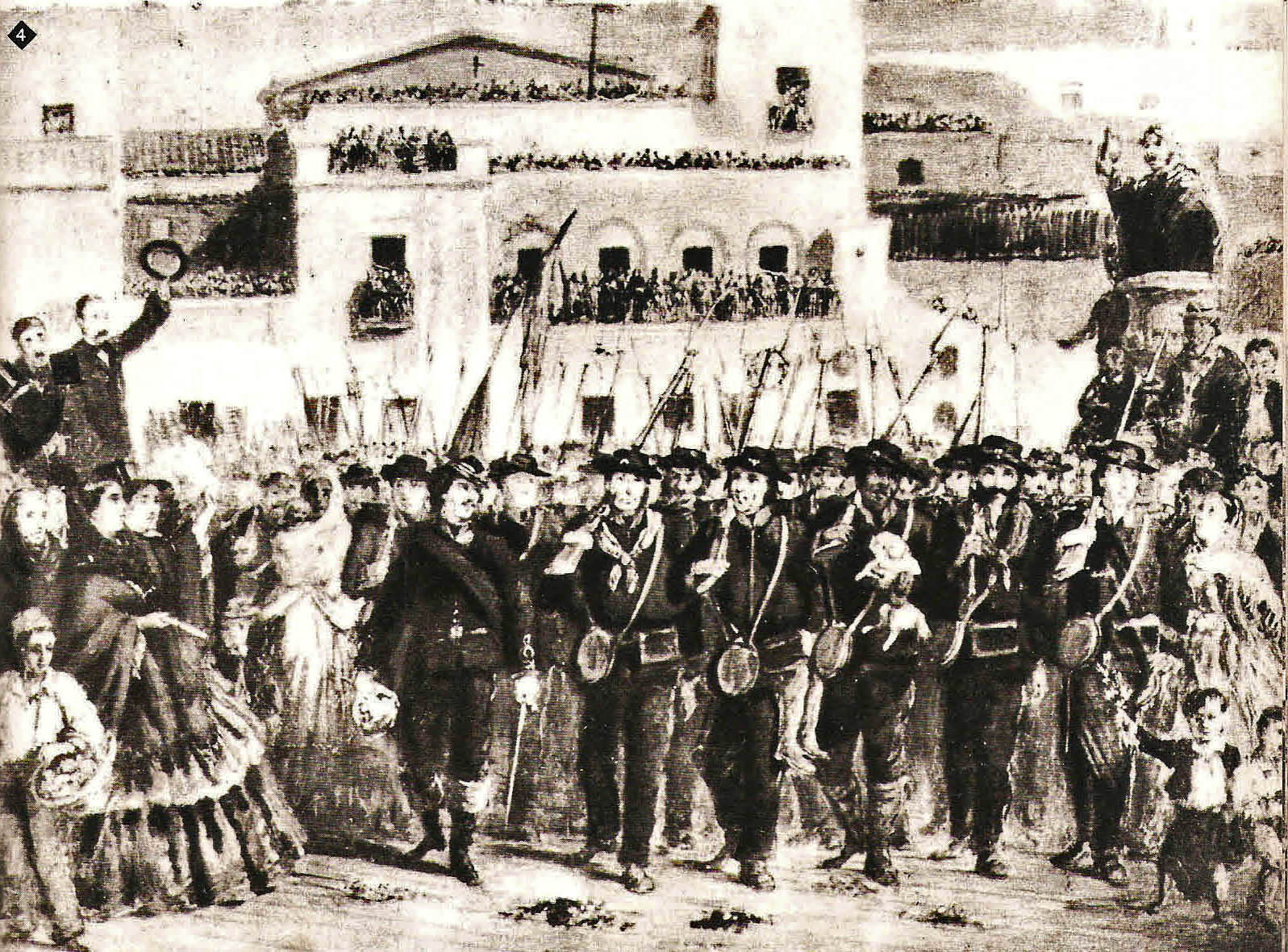
Partida de la Guardia Nacional de Buenos Aires para la campaña de Pavón. Óleo de León Pallière.

El gobierno porteño había usado el tiempo transcurrido desde Cepeda para intrigar entre Urquiza y Derqui y fortalecerse económica y militarmente. Finalmente rechazó su incorporación al resto del país, utilizando como excusas el rechazo de los diputados porteños al Congreso –que habían sido elegidos violando la ley nacional, aparentemente para provocar ese resultado– y el asesinato de Aberastain. Acusaron a Derqui de llevar adelante una política criminal y desconocieron toda autoridad legal y moral al gobierno nacional.
Derqui se trasladó a Rosario y entregó la infantería reunida en Córdoba a Urquiza, que asumió el mando del ejército nacional, al que le sumó un gran contingente de entrerrianos y de otras provincias del litoral, en su gran mayoría de caballería. En total, el ejército nacional estaba formado por 17 000 hombres.
El ejército porteño estaba compuesto por 22 000 hombres, contando además con una importante superioridad en infantería y artillería. Mitre avanzó hacia el norte de su provincia e invadió Santa Fe. Ambas fuerzas chocaron en Pavón, provincia de Santa Fe, donde Urquiza dispuso sus tropas en una posición defensiva, con la caballería en las alas. Él mismo se puso al mando del ala derecha.
Mitre atacó con su infantería, siendo rechazado en un primer momento por la artillería confederal. Simultáneamente, ambas alas del ejército federal atacaron a la caballería porteña, obligándola a desbandarse. Urquiza regresó a su posición, mientras la caballería de la izquierda, mandada por Juan Saá y Ricardo López Jordán, perseguía a larga distancia a los porteños.
La infantería porteña se rehízo y volvió a atacar, desplazando a sus enemigos de su frente, aunque este se reorganizó a cierta distancia. Urquiza, que no tenía noticias de su ala izquierda, decidió no enviar a la reserva a combatir, y se retiró del campo de batalla, junto a su caballería y su reserva. Marchó hacia San Lorenzo, y cruzó el Paraná hacia su provincia, llevándose las divisiones entrerrianas y correntinas.
Si bien se han intentado varias explicaciones para está retirada, ninguna es satisfactoria. Las más difundidas son las que la atribuyen a una enfermedad renal de Urquiza, y la que sostiene que este desconfiaba del presidente Derqui y temía una traición.

### Después de Pavón

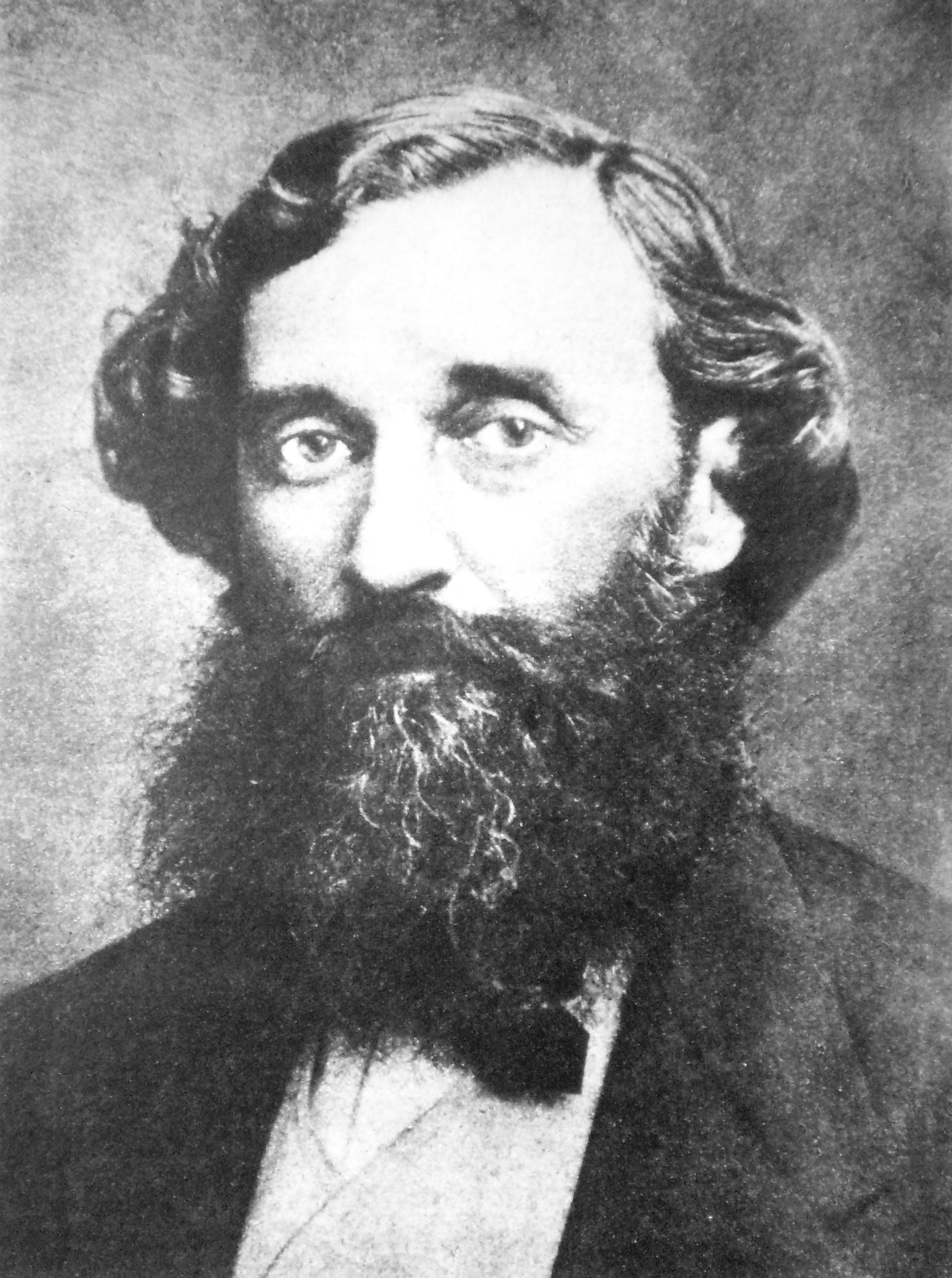
El presidente Bartolomé Mitre.

El ejército de Mitre se había visto obligado a retirarse hacia San Nicolás de los Arroyos, hostigado por la caballería de Saá, de López Jordán y de los emigrados porteños. Solo después de algunas semanas, seguro de la defección de Urquiza –que hasta retiró la artillería de Santa Fe hacia su provincia– Mitre decidió avanzar.
Derqui se encontró en un caos en que era imposible gobernar. Intentó negociar con Mitre, pero este exigió su renuncia y la disolución del gobierno nacional. Finalmente renunció al gobierno y se exilió en Montevideo, de modo que la presidencia fue asumida por el vicepresidente Pedernera.
Mitre ocupó Rosario y se apoderó de los fondos de su aduana, con los que financiaría la subsiguiente invasión del interior. Unos días más tarde, el ejército porteño, al mando del expresidente uruguayo Venancio Flores, atacó a la caballería federal que quedaba en la batalla de Cañada de Gómez, que fue una masacre de soldados de caballería, muchos de ellos indefensos, a manos de la infantería porteña. Poco después, el gobernador santafesino, Pascual Rosas, presentó su renuncia, siendo reemplazado –proscripción de los federales mediante– por el unitario Domingo Crespo.
Urquiza no solo no se movió en defensa de su gobierno, sino que declaró que su provincia reasumía su soberanía, lo que equivalía a negarle toda autoridad al gobierno nacional. Desmanteló la flota nacional, entregándosela al gobierno provincial porteño, recuperó para su provincia la ciudad de Paraná, hasta entonces capital federal, y encargó el gobierno nacional interino al mismo Mitre. El 12 de diciembre, Pedernera declaró disuelto el gobierno nacional.
En Corrientes, la noticia de Pavón alentó al partido liberal, que estaba en la oposición, a levantarse contra el gobierno del federal José María Rolón. El gobernador envió contra los sublevados un pequeño ejército, al mando del coronel Cayetano Virasoro, que fue derrotado en Goya, en un combate sin mayor importancia. Pero Rolón, dándose cuenta de que la guerra iba para largo, renunció el 8 de diciembre para evitar más derramamientos de sangre. Virasoro renunció también, y sus fuerzas se rindieron al coronel Reguera en la Cañada de Moreno.
El gobierno correntino fue ocupado por el liberal José Pampín, que llamó en su ayuda al general Cáceres. Pero los jefes militares, como los coroneles Acuña e Insaurralde, se negaron a sometérseles. Cáceres los derrotó con ayuda del general Ramírez en un combate en Curuzú Cuatiá, en agosto de 1862.

### Invasión a Córdoba y Cuyo

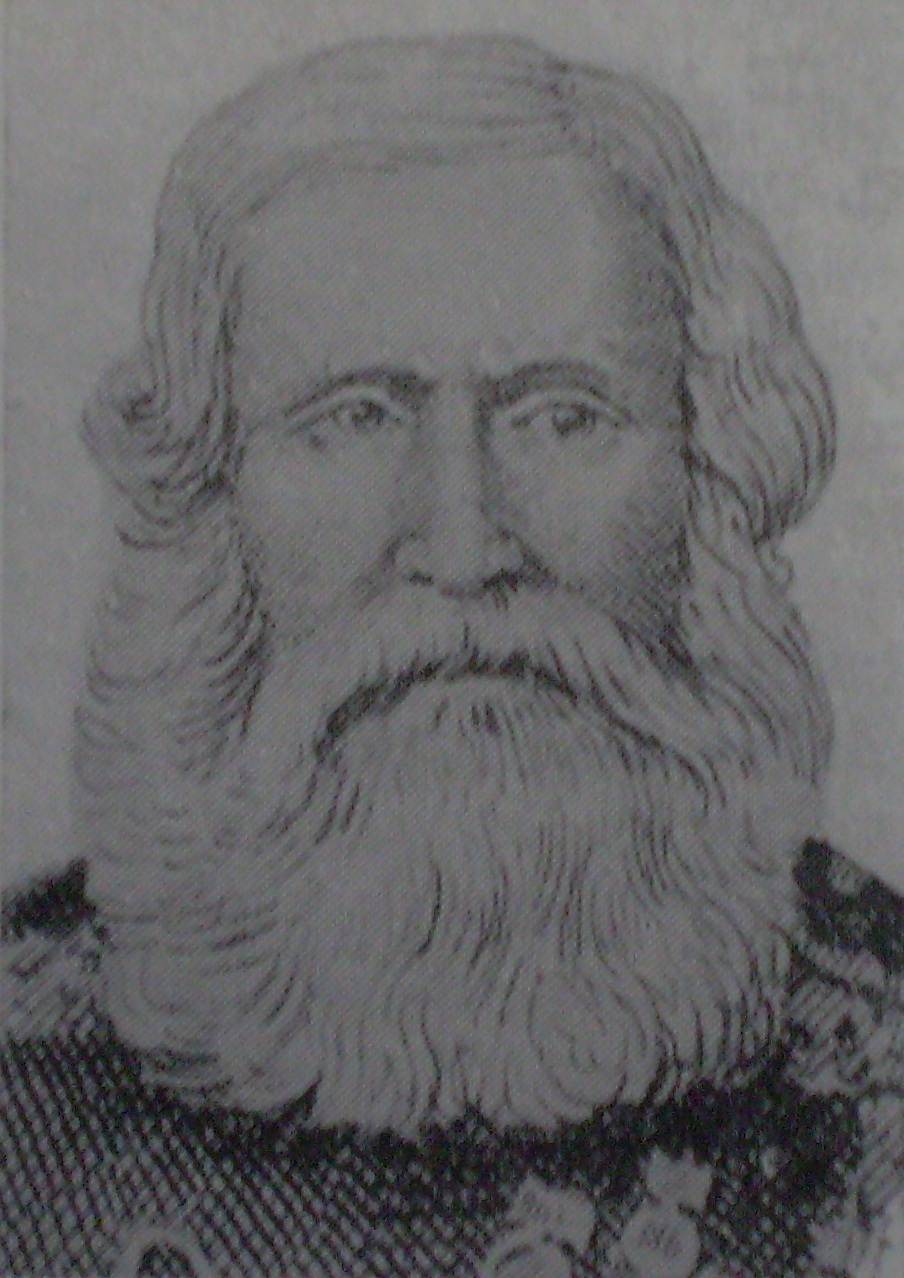
General Wenceslao Paunero.

En la ciudad de Córdoba, las milicias locales habían sido movilizadas para la batalla de Pavón, excepto las que se identificaban con el partido liberal. Estas derrocaron al gobernador Allende, reemplazándolo por el liberal Román. Las fuerzas federales enviadas para reponer a este, mandadas por el coronel Francisco Clavero, fueron derrotadas por el comandante Manuel José Olascoaga.
Poco después, la provincia era invadida por el ejército porteño mandado por el general Wenceslao Paunero, que llevaba de jefe político a Marcos Paz. Al llegar a Córdoba se encontraron a los liberales divididos en dos bandos antagónicos, de modo que Paz –que no era cordobés– ocupó el gobierno por decisión de Paunero.
Como Paz siguió poco después camino hacia el norte, el mismo Paunero terminó asumiendo el gobierno. Se dedicó a enviar expediciones a las provincias vecinas: a San Luis y Mendoza envió a Sarmiento, que derrocó a los gobiernos de ambas provincias y enseguida al de San Juan, asumiendo el gobierno en su provincia. A La Rioja envió al coronel Echegaray, y a Catamarca al coronel José Miguel Arredondo. En marzo, Paunero organizó elecciones, con la intención de hacerse elegir gobernador titular; pero los liberales autonomistas lo derrotaron, eligiendo en su lugar a Justiniano Posse.
El general Saá intentó organizar la resistencia en San Luis, pero viéndose falto de todo apoyo exterior, y con la oposición fortalecida, terminó renunciando y entregando el gobierno a Justo Daract. Inmediatamente emigró a Chile.
En Mendoza, el gobernador Laureano Nazar debió enfrentar una temprana revolución, que pudo fácilmente derrotar. La dureza con que trató a los vencidos alarmó a algunos federales, que pensaban que conservando buenas relaciones con los porteños podían salvar su partido. Uno de ellos, el coronel Juan de Dios Videla, lo derrocó a mediados de diciembre. Pero Rivas exigió su renuncia, y Videla huyó a Chile. El jefe porteño nombró gobernador a uno de los pocos liberales que encontró, Luis Molina.
Sin esperar a los porteños, el gobernador sanjuanino renunció al mando, que fue asumido interinamente por Ruperto Godoy. Este reunió a la legislatura unitaria que había elegido a Aberastain y, adelantándose a la llegada del ejército de Rivas, eligió gobernador a su segundo, el coronel Domingo Faustino Sarmiento, el primer día de 1862.
Hasta entonces, salvo una breve resistencia en Mendoza, la ocupación de Cuyo no había sido violenta, aunque los gobiernos democráticamente elegidos fueron reemplazados por otros surgidos de las bayonetas porteñas.

### Santiago y Tucumán
A principios de 1860, y a raíz de la batalla de Cepeda, el gobernador santiagueño Pedro Ramón Alcorta intentó independizarse de la influencia de los hermanos Taboada, que lo habían llevado al gobierno, logrando reunir una legislatura adicta. Pero los Taboada reunieron a los milicianos leales y derrotaron a Alcorta, que huyó a Tucumán y pidió la intervención federal. Pero Urquiza, ni tampoco su sucesor Derqui, mostraron apuro por resolver la cuestión. Mientras tanto, la minoría de la legislatura nombró gobernador a Pedro Gallo.

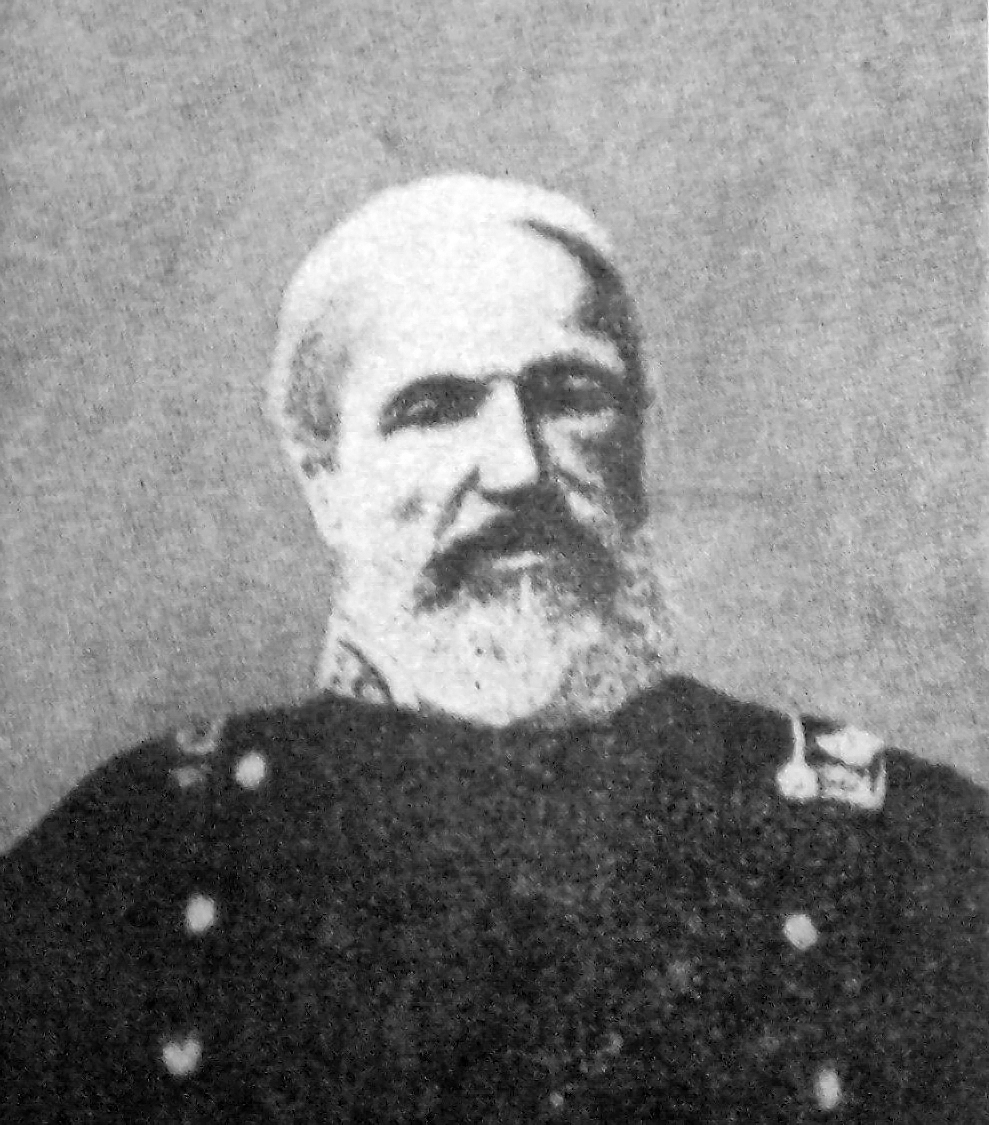
General Octaviano Navarro.

Tras una infructuosa intervención federal encargada al gobernador tucumano Salustiano Zavalía, el presidente Derqui ordenó la intervención del general Octaviano Navarro, que a su vez obligó a Zavalía a ayudarlo. Pero el cura Del Campo lo derrocó, colocando en su lugar a Benjamín Villafañe, un unitario de larga data.
En 1861, cuando estaba por tener lugar la batalla de Pavón, Navarro invadió Tucumán y, con el apoyo del coronel salteño Aniceto Latorre y del ex caudillo tucumano Celedonio Gutiérrez, derrotó a Del Campo en la batalla del Manantial. Con la noticia de la victoria federal en Pavón, Navarro dirigió sus fuerzas federales a la invasión de Santiago del Estero, obligando a Taboada a evacuar la capital. Pero entonces llegó la noticia del avance de Mitre: la retirada de Urquiza había transformado la victoria de Pavón en derrota.
Navarro retrocedió rápidamente hacia Catamarca. Taboada se lanzó hacia Tucumán, donde venció a Gutiérrez en la batalla del Seibal, el 17 de diciembre y puso en el gobierno a Del Campo. Los federales de Catamarca llamaron en su auxilio al comandante del ejército riojano, el "Chacho", general Ángel Vicente Peñaloza. Este se instaló en Catamarca y se ofreció como mediador entre ambos bandos, cosa que Antonino Taboada aceptó, mientras comunicaba a Mitre que lo hacía solo para ganar tiempo, porque estaba decidido a expulsar a los federales de todas las provincias. En efecto, en cuanto pudo reunir fuerzas suficientes, ayudó a Del Campo a invadir Salta, provocando la renuncia del gobernador federal José María Todd. A continuación atacó a Peñaloza, derrotándolo el 10 de febrero en la batalla del Río Colorado, al sur de la provincia de Tucumán.
Enseguida envió a Anselmo Rojo a Catamarca, donde obligó al gobernador federal a renunciar, y colocando en su lugar a Moisés Omill.

### La resistencia del Chacho Peñaloza
Peñaloza regresó a La Rioja, donde el gobernador decidió hacer las paces con los porteños, declarando que su provincia 

no tiene parte en los actos de vandalaje que don Ángel Vicente Peñaloza comete en las provincias de Tucumán y Santiago del Estero.

Simultáneamente entraban en la provincia los coroneles Ignacio Rivas, Ambrosio Sandes y José Miguel Arredondo. Ante el ataque general a su provincia, Peñaloza, con más criterio que su gobernador, decidió no entregar desarmada la provincia: los federales se prepararon a repeler la invasión.
El Chacho ocupó la capital provincial, pero se retiró al sur de la provincia donde fue alcanzado y derrotado por la eficaz caballería de Sandes en dos batallas. Todos los oficiales prisioneros fueron ejecutados, muchos de ellos después de sufrir atroces torturas. Los federales fueron también vencidos en las cercanías de la capital.
El Chacho abrió entonces un nuevo frente: invadió San Luis, unió sus fuerzas a las de los caudillos puntanos Juan Gregorio Puebla y Fructuoso Ontiveros, y puso sitio a la ciudad de San Luis. Pese a que no logró capturarla, logró una tregua, que serviría de base a posteriores tratados de paz. A su regreso a los Llanos, Peñaloza fue nuevamente derrotado, pero a fines de mayo logró firmar con Rivas el Tratado de La Banderita –cerca de Tama– por el que los federales se sometían al recién elegido presidente Mitre.
El nuevo gobernador, Francisco Solano Gómez, de antecedentes unitarios, estaba rodeado de los amigos del caudillo, y nombró comandante de armas a Felipe Varela. Por eso no pudo desarmar a Peñaloza, que retuvo en su poder las armas de sus hombres.
Los meses siguientes fueron de paz, pero también de miseria y de atropellos contra todos los que fueran acusados de federales. Muchos ex montoneros fueron arrestados, y varios fueron ejecutados.

### Derrota del Chacho
Cuando los gobiernos vecinos aumentaron su hostilidad hacia los montoneros, estos comenzaron a sublevarse: en marzo, los federales de San Luis atacaron al gobierno, y extendieron su acción al valle de Traslasierra cordobés. Varela atacó al mismo tiempo Catamarca, y el coronel Clavero invadió Mendoza. Con la proclama que lanzó a fines de marzo, el mismo Peñaloza se unió a la rebelión: 

"Los hombres todos, no teniendo ya más que perder que sus existencia, quieren sacrificarla más bien en el campo de batalla."

El llamado a la lucha se hacía en nombre de Urquiza, con cuya ayuda contaban. Pero este se limitó a callar en público y condenar en privado esas rebeliones.
La provincia fue atacada simultáneamente desde San Juan –donde Sarmiento fue nombrado "director de la guerra"– y desde el norte, con tropas aportadas por Taboada y dirigidas por Arredondo. Mitre anunciaba que sus enemigos estaban fuera de la ley, y por consiguiente se los podía matar en cuanto se los capturaba: 

"Quiero hacer en La Rioja una guerra de policía. Declarando ladrones a los montoneros, sin hacerles el honor de partidarios políticos, lo que hay que hacer es muy sencillo."

Esta segunda guerra fue una serie de derrotas para el Chacho, pero el apoyo popular le permitió continuar en armas. Llamado por los federales de Córdoba, invadió esa provincia. En la capital cordobesa, el comandante Simón Luengo derrocó al gobernador y recibió al Chacho, que fue recibido en triunfo por los federales.
El general Wenceslao Paunero, al frente de todos los cuerpos que habían ido a invadir La Rioja, lo atacó en la batalla de Las Playas, el 20 de junio de 1863, derrotándolo por completo. Nuevamente, todos los oficiales prisioneros fueron fusilados, y muchos soldados sufrieron muertes más atroces, con azotes, "cepo colombiano" y otras formas de tortura.
El caudillo huyó hacia la Cordillera. Cuando todos pensaron que huiría a exiliarse, regresó hacia el sur y volvió a los Llanos; sus enemigos no se atrevieron a ir a buscarlo, pero tampoco aceptaron sus ofrecimientos de paz. Hizo último intento y atacó Caucete, muy cerca de la ciudad de San Juan, pero fue derrotado por el comandante Pablo Irrazábal el 30 de octubre. Pocos días más tarde, de vuelta en los Llanos, su ejército fue destruido por completo por Arredondo.
Se refugió en la casa de un amigo en Olta, casi completamente solo. Allí fue arrestado por el mayor Ricardo Vera, pariente suyo, que venía a órdenes de Irrazábal. Cuando este llegó a la casa, lo atravesó con su lanza y le hizo cortar la cabeza. Después ordenó que le cortaran la cabeza y la clavaran en la punta de un poste en la plaza de Olta.
Al conocer la noticia, Sarmiento exclamó: 

He aplaudido la medida precisamente por su forma.

Algunos intelectuales como José Hernández y Olegario Víctor Andrade rescataron su figura, pero Sarmiento le dedicó un libro lleno de invectivas.
En San Luis, los hermanos Ontiveros ya habían sido vencidos, muerto en combate uno de ellos, y el otro refugiado en las tolderías de los ranqueles. Puebla, el último caudillo puntano, se unió a los ranqueles y atacó Villa Mercedes, pero fue muerto en el ataque.
En La Rioja, el breve gobierno de Manuel Vicente Bustos fue sucedido por Julio Campos, un porteño sin relaciones en la provincia, cuya autoridad residía solamente en las armas. La Rioja fue pacificada a la fuerza, y sus habitantes se resignaron a vivir dominados por los porteños y sus aliados a cambio de paz.
Si bien no hubo más guerras civiles en la Argentina en ese período, el gobierno argentino se complicó en la invasión de Venancio Flores al Uruguay, que desembocó en la llamada Cruzada Libertadora de 1863 o "Guerra Chiquita". La desembozada ayuda que le prestaba el gobierno de Mitre a Flores, sus enérgicas negativas a reconocer esa ayuda y los recelos del gobierno de Francisco Solano López en el sentido de que esa guerra, en la que también participaba el Imperio del Brasil, era la antesala de un ataque a su país, llevó a la guerra del Paraguay, una vez que Flores logró derrotar al gobierno uruguayo.

## Revolución de los Colorados y campañas de Felipe Varela

### El estallido
La participación argentina en la guerra del Paraguay exigió a las provincias enormes remisiones de soldados, que marchaban a una guerra tremendamente impopular en el interior del país. Gran parte de los "voluntarios" que eran enganchados para combatir en el frente se rebelaron o desertaron.
La invasión al territorio paraguayo terminó siendo una empresa mucho más ardua de lo previsto, y las provincias fueron obligadas a enviar nuevos contingentes de soldados al frente. La derrota de los Aliados en la batalla de Curupayty dejó muy bajo el prestigio militar de Mitre; la población estaba harta de las levas forzosas de soldados para una guerra que parecía interminable.
El 11 de noviembre de 1866 estalló en Mendoza una sublevación de las tropas reunidas para marchar al frente. Como en otras provincias, allí el gobierno del partido liberal había sido una imposición del ejército porteño que la había invadido pocos meses después de Pavón. Los sublevados recibieron el apoyo de la policía local y de los guardias de la cárcel, y pusieron en libertad a los presos de la cárcel. Entre ellos había muchos federales, que anunciaron el derrocamiento del gobernador. El gobierno fue asumido por el doctor Carlos Juan Rodríguez, que se lanzó a un programa político muy ambicioso: desconoció la autoridad del presidente Mitre y anunció que intentaría detener la guerra del Paraguay. Rodríguez fue nombrado director de la guerra que debía estallar contra el gobierno central.
Los federales derrotaron en un pequeño combate en Luján de Cuyo al coronel Pablo Irrazábal –el mismo que había asesinado al Chacho Peñaloza cinco años antes– y al gobernador riojano Julio Campos en Rinconada del Pocito. El general Juan Saá regresó desde Chile y organizó una división con la que invadió la provincia de San Luis, derrotando al coronel José Miguel Arredondo en Pampa del Portezuelo. Su hermano Felipe Saá asumió el gobierno puntano. En San Juan había asumido el gobierno Juan de Dios Videla, y en La Rioja también ocuparon el gobierno los federales.
Simultáneamente había llegado desde Chile el coronel Felipe Varela al mando de una pequeña división y había ocupado el oeste de La Rioja, organizando a continuación una campaña a Catamarca, donde contaba con aliados. También contaron con la alianza tácita del gobierno cordobés, pero ésta no se materializaría. Finalmente, pidieron ayuda al expresidente Urquiza, nominalmente aún jefe del partido federal, pero este se desentendió completamente del asunto.

### La reacción del gobierno de Mitre

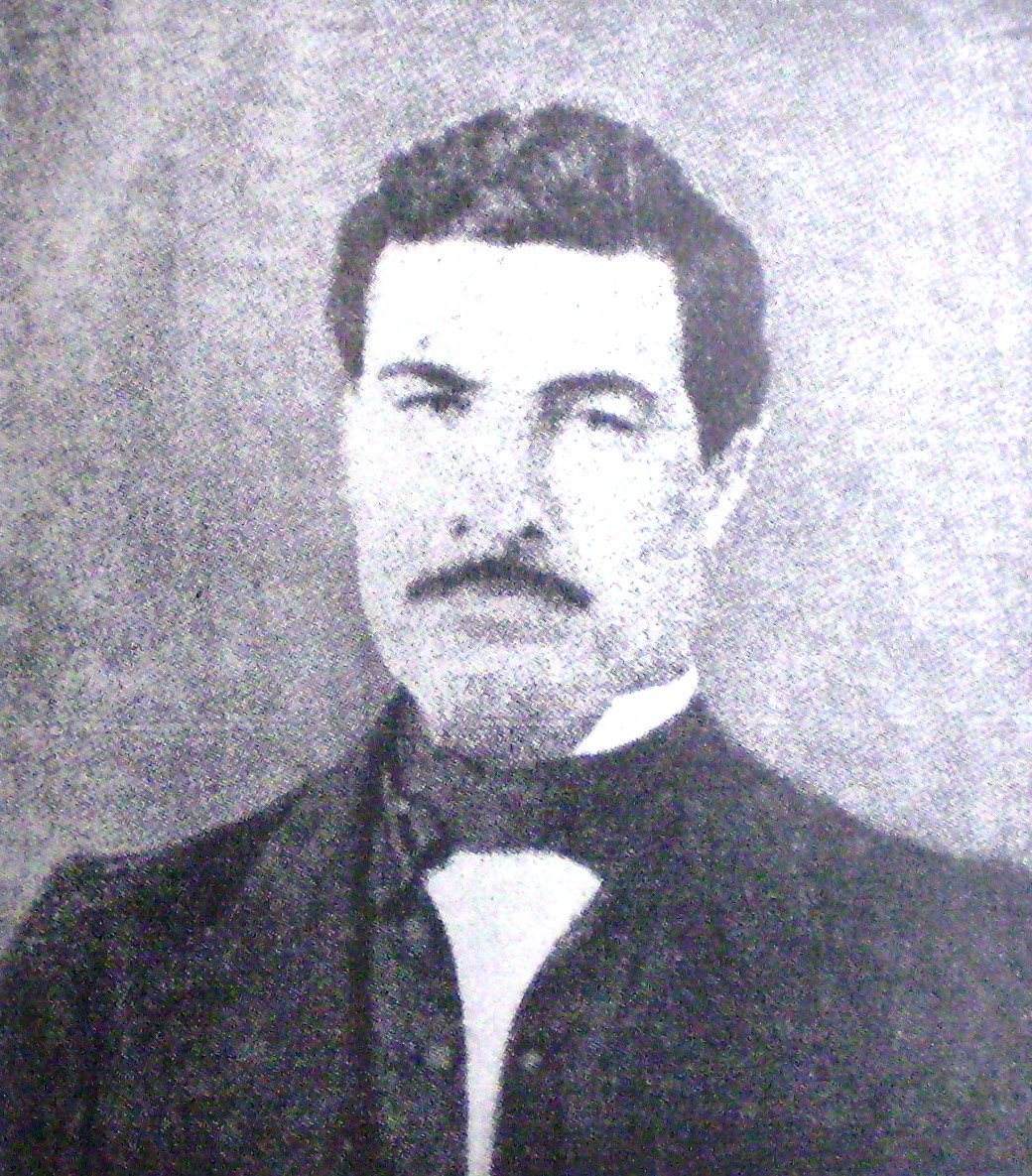
El general Juan Saá.

El presidente Mitre estaba en el frente paraguayo, pero –llamado urgentemente– se trasladó a Rosario, trayendo desde el frente de guerra varios regimientos. Mientras ordenaba al general Antonino Taboada avanzar desde Santiago del Estero sobre La Rioja, puso esas fuerzas bajo el mando del general Wenceslao Paunero, que se dirigió a San Luis, precedido por una vanguardia al mando del coronel Arredondo.
Sin esperar a su jefe, Arredondo se lanzó sobre las fuerzas de Saá en la batalla de San Ignacio, el 1 de abril, sobre el río Quinto. Los federales estuvieron a punto de vencer, pero la decisiva acción de la infantería de Luis María Campos y la superioridad del armamento y disciplina del ejército nacional le dio la victoria.
Los federales se dispersaron, y en su mayoría huyeron a Chile, mientras el ejército nacional ocupaba San Luis, Mendoza y San Juan.
Por su parte, Taboada ocupó la ciudad de La Rioja. La noticia alcanzó a Varela cuando se lanzaba con un enorme ejército de 5000 hombres sobre Catamarca. Este cometió un grave error, retrocediendo hacia La Rioja para no dejar enemigos a su espalda. Pero no se aseguró la provisión de agua, que en esos parajes desérticos era vital. La falta de agua lo obligó a presentar batalla en inferioridad de condiciones –a pesar de su gran superioridad numérica– en la batalla de Pozo de Vargas, el 10 de abril. Fue completamente derrotado por Taboada.

### Últimas campañas de Varela

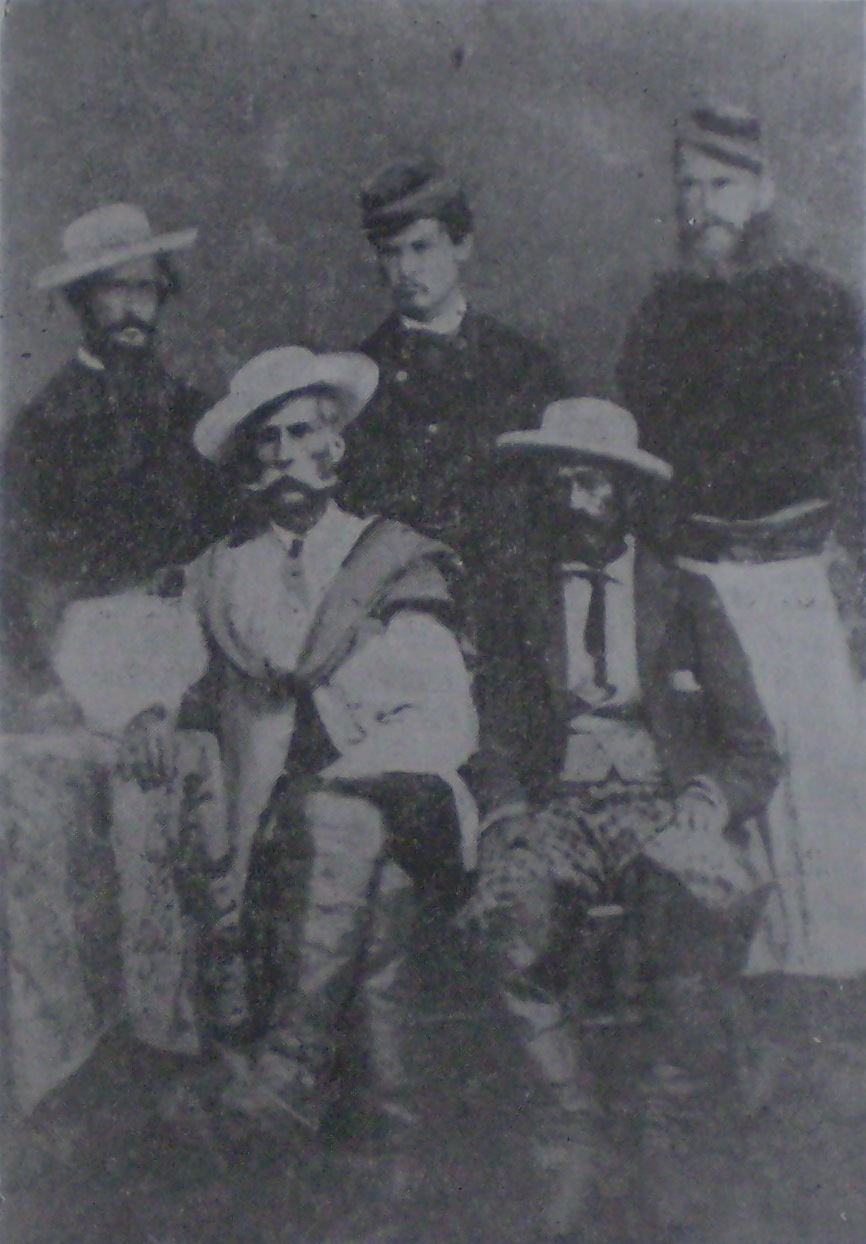
El coronel Felipe Varela y sus oficiales.

Varela se trasladó al oeste riojano, pero se negó a huir a Chile: resistió varios meses en el interior de la provincia de La Rioja e incursionó repetidamente sobre el oeste de Catamarca y de Córdoba. Tras vencer a Arredondo y al coronel Linares, ocupó brevemente la capital de la provincia, pero debió abandonarla.
En abril de ese año, estalló una revolución en el sur de Salta, con sublevaciones de tropas en La Candelaria y Metán. Dirigidos por el general Aniceto Latorre, se trasladaron hasta Chicoana, pero fueron derrotados en el combate de El Bañado.
Varela se trasladó al oeste de Catamarca, desde donde avanzó sobre los Valles Calchaquíes. En octubre de 1867 tomó por asalto la ciudad de Salta –aunque debió evacuarla inmediatamente– y poco después San Salvador de Jujuy. Terminó exiliado en Bolivia.
Mateo Luque, gobernador de la provincia de Córdoba, era decididamente federal; pero no se unió a la revolución. El coronel Simón Luengo quiso forzarlo, ocupando el gobierno en su ausencia, pero Luque permitió que el ejército aplastara a Luengo y sus partidarios. De todos modos, el presidente Mitre intervino la provincia, liquidando al partido federal cordobés.
En enero de 1869, Varela inició un quijotesco regreso, pero fue derrotado en la Puna. Así fracasó el último intento de resucitar al partido federal en el interior del país.
Todavía duraría dos o tres años más la resistencia de los montoneros federales en Cuyo y La Rioja, entre los que se destacaron jefes montoneros como los sanjuaninos Santos Guayama y Martina Chapanay. Pero ya solo serían andanzas de bandoleros rurales, sin posibilidad de organizar ejércitos, y que asaltaban por sorpresa, indistintamente, a la policía, a los hacendados o a los viajantes.
El gobierno de Mitre había terminado en octubre de 1868, dejando como uno de sus saldos la muerte de más de 8000 argentinos durante las rebeliones contra el centralismo mitrista.

## Fin del federalismo en el Litoral: la revolución de López Jordán
La derrota del partido federal no había sido completa; gracias a la iniciativa del general Urquiza en reconocer la caída de la Confederación después de la batalla de Pavón, este había logrado mantenerse como gobernador de la provincia de Entre Ríos, alejada de la influencia de Buenos Aires.

### Prólogo: caída de los federales en Corrientes
Brevemente, también hubo un gobierno federal en Corrientes: el general Cáceres hizo elegir gobernador a Evaristo López. Los liberales no aceptaron su derrota y el 27 de mayo de 1868 lo derribaron por medio de una revolución, dirigida por Wenceslao Martínez. Mientras en la capital asumía el gobierno Victorio Torrent, Cáceres se negó a acatar al gobierno surgido de esa revolución, y logró controlar la zona sur y centro de la provincia, y derrotó a las fuerzas de Raimundo Reguera en la batalla de Arroyo Garay, del 31 de julio.
Pero el gobierno nacional envió en ayuda de los liberales a varias unidades del ejército en operaciones en Paraguay –reconociendo a un gobierno surgido de una revolución– bajo el mando de los generales Emilio Mitre y Julio de Vedia. Cáceres fue obligado a retirarse a Entre Ríos.

### El asesinato de Urquiza

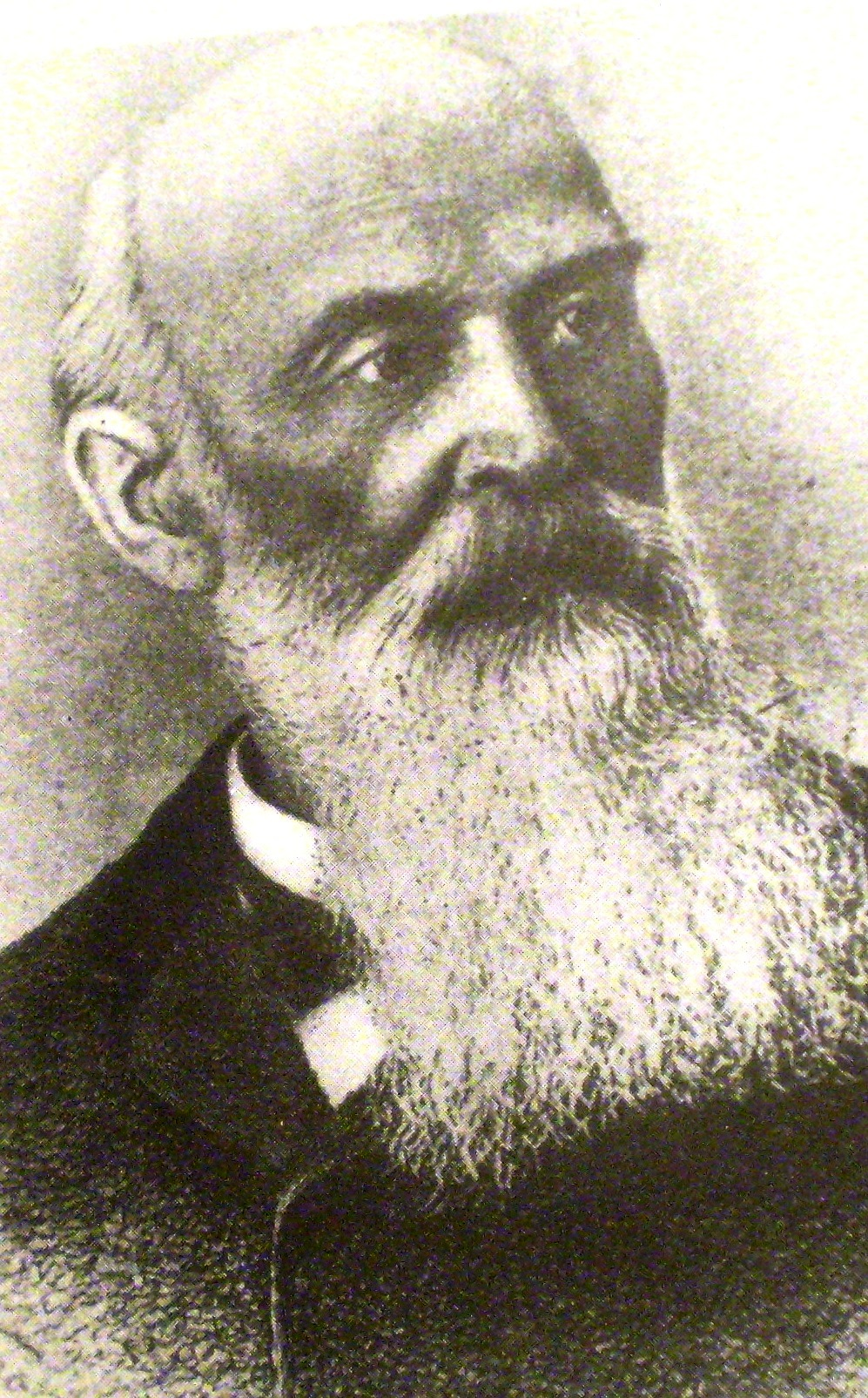
Ricardo López Jordán, último caudillo federal.

Algunos dirigentes federales entrerrianos censuraron el apoyo de Urquiza al gobierno nacional en la guerra del Paraguay, y su inacción durante las rebeliones del Chacho Peñaloza y Felipe Varela. Entre ellos se destacaba el general Ricardo López Jordán, hijo.
El 11 de abril de 1870, poco después del final de la guerra del Paraguay, López Jordán se lanzó a una revolución contra Urquiza. Ésta se inició con el ataque a la residencia de Urquiza, que terminó con la muerte del expresidente. Tres días más tarde, López Jordán era elegido gobernador por la Legislatura, para completar el período de gobierno de Urquiza.
El presidente Sarmiento envió a Entre Ríos un ejército formado por divisiones veteranas de la guerra del Paraguay, y el gobernador prohibió el ingreso de tropas nacionales en la provincia de su mando. Cuando las tropas nacionales desembarcaron en la provincia, el 19 de abril, proclamó que Entre Ríos estaba en guerra contra el gobierno de Sarmiento.
El presidente decretó la guerra de la Nación contra la provincia de Entre Ríos el 25 de abril. No fue sino hasta el 10 de agosto que el Congreso Nacional autorizó al Poder Ejecutivo a intervenir la provincia para reprimir una "sedición", cuando ya las acciones de guerra llevaban más de tres meses.

### La guerra jordanista en 1870 y 1871

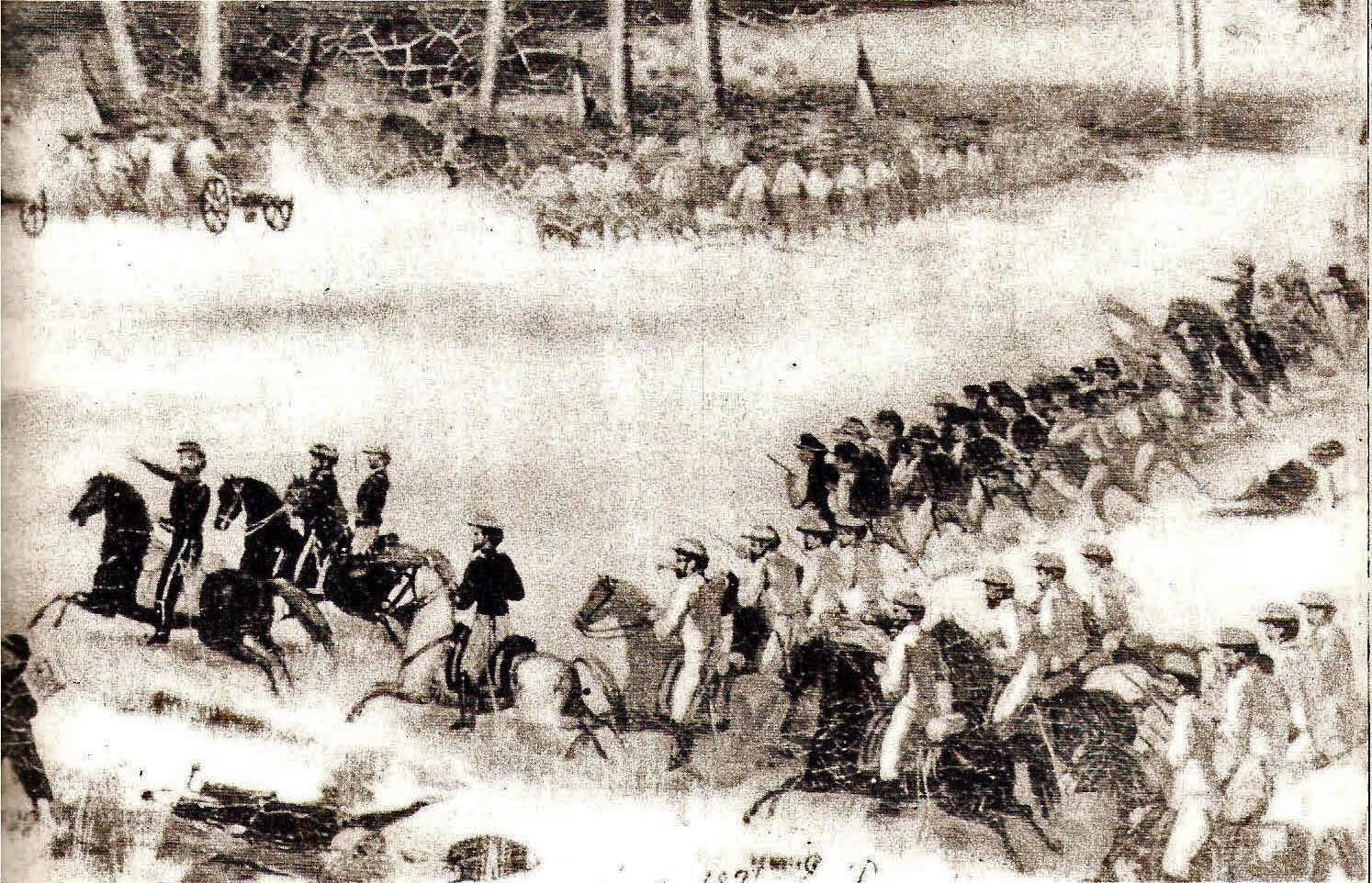
Batalla de Ñaembé.

El general Emilio Mitre desembarcó en Gualeguaychú, Ignacio Rivas avanzó hacia el norte por la costa del Uruguay, Emilio Conesa entró en Paraná y Juan Andrés Gelly y Obes entró desde Corrientes.
Las fuerzas entrerrianas eran mucho más numerosas que las nacionales y mucho más móviles –ya que contaban con más cabalgaduras– y obtuvieron algunas pequeñas victorias. Pero los nacionales, muy superiores en armamento y dirección, dominaban las ciudades y buscaban afanosamente una batalla en gran escala que les diera la victoria definitiva.
El 20 de mayo, Conesa venció a López Jordán en el combate de El Sauce, evitando que el gobernador ocupara Paraná. Fue la primera batalla de la historia argentina en que se usaron ametralladoras.
El 12 de julio, los jordanistas atacaron y ocuparon la capital entrerriana, Concepción del Uruguay, pero debieron abandonarla rápidamente. Poco después, López Jordán abandonó las ciudades y se retiró al campo y a los montes, mientras Rivas asumía el mando militar. Tras varios combates con distintos resultados, Rivas logró el 12 de octubre la sangrienta victoria de Santa Rosa, al sudeste de Villaguay. No obstante, en diciembre, los jordanistas tuvieron una efímera victoria en la batalla de Don Cristóbal.
López Jordán intentó abrir un nuevo frente: invadió la provincia de Corrientes, apoyado por los federales de esa provincia, pero el 26 de enero de 1871 fue completamente derrotado por el gobernador correntino Santiago Baibiene en la Batalla de Ñaembé.
El caudillo regresó al norte de Entre Ríos, pero nuevas derrotas obligaron a los jordanistas a dispersarse por el interior de la provincia. El gobernador huyó al Uruguay y a fines de febrero pasó al Brasil.

### Segunda campaña de López Jordán
El gobierno organizó elecciones sin candidatos federales. El gobernador Emilio Duportal y su sucesor Leonidas Echagüe hicieron desplazar a los federales de todos los puestos públicos, incluso a los curas y los maestros. Entre Ríos, que se había salvado de los excesos que habían ocurrido después de Pavón, era profundamente humillada.
Los federales de Entre Ríos llamaron en su auxilio a López Jordán, que cruzó el río Uruguay en mayo de 1873. Dos días después, controlaba toda la provincia, excepto Paraná, Gualeguaychú y Concepción del Uruguay. Organizó un ejército aún más grande, que se cree llegó a tener 16 000 hombres, y lo dotó de infantería y artillería.
Sarmiento decretó la intervención federal y el estado de sitio en Entre Ríos, Santa Fe y Corrientes. Propuso una ley ofreciendo una gran suma de dinero por la cabeza de López Jordán, pero el Congreso rechazó el proyecto. El ministro de Guerra, coronel Martín de Gainza, fue nombrado jefe de las fuerzas de intervención, organizadas en tres divisiones al mando del general Julio de Vedia y de los coroneles Luis María Campos y Juan Ayala.
Nuevamente hubo combates a todo lo largo de la provincia, en que los nacionales llevaron la mejor parte. El 9 de diciembre, López Jordán fue vencido en la Batalla de Don Gonzalo por los generales Gainza y Vedia. Al día siguiente, varios oficiales prisioneros fueron fusilados.
El general Francisco Caraballo, al frente de los últimos restos de las fuerzas jordanistas, fue derrotado en el Puente de Nogoyá. El día de Navidad, López Jordán abandonaba nuevamente la provincia, hacia el exilio en el Uruguay.

### Último intento
A pesar de todas las derrotas, el caudillo y algunos de sus seguidores hicieron un último intento, regresando a su provincia el 25 de noviembre de 1876, pero no llegó a reunir más de ochocientos hombres. Fue derrotado en el Combate de Alcaracito, cerca de La Paz, y tomado prisionero. Pasó más de tres años preso, y finalmente huyó al Uruguay. Nunca regresaría a su provincia, y a su regreso a Buenos Aires fue asesinado en 1888.
Así terminó la última revolución federal de la Argentina. El Partido Federal estaba definitivamente vencido. Algunos de sus antiguos seguidores se incorporarían al Partido Autonomista Nacional, llevando al mismo una parte de sus ideales; pero, con el tiempo, sus dirigentes lo convertirían en un partido conservador.

## Guerras civiles del mitrismo en la década de 1870
La derrota definitiva de los federales no significó el final de las guerras civiles. El antiguo partido unitario sobrevivía a través del mitrismo, y este aún libraría sus últimas luchas para imponer la supremacía de Buenos Aires.

### Los primeros años de la década del 70
El gobernador liberal correntino, Santiago Baibiene, prestigiado por la victoria de Ñaembé, hizo elegir gobernador a Agustín Pedro Justo. El 5 de enero de 1872, el coronel Valerio Insaurralde dirigió una revolución en Curuzú Cuatiá. Baibiene se puso al mando de las fuerzas del gobierno en el sur de la provincia, cosa que el coronel Desiderio Sosa aprovechó para derrocar al gobernador en la capital el día 9. Justo logró huir a Buenos Aires, donde solicitó la intervención federal, pero Sarmiento se negó a decretarla.
Sosa enfrentó a Baibiene en dos pequeñas batallas, y luego se hizo perseguir durante semanas por las fuerzas de Baibiene, aprovechando su mejor caballada y abastecimientos. Cerca del pueblo de Empedrado se produjo el 4 de marzo la batalla de Tabaco o de los Campos de Acosta, y la victoria correspondió a las fuerzas revolucionarias, pero los vencidos fueron autorizados a dejar la provincia. En las elecciones que siguieron, triunfaron los autonomistas.
En 1870, el gobernador santiagueño Manuel Taboada dejó el gobierno a Alejandro Segundo Montes, que decidió gobernar sin dejarse mandar por los Taboada. De modo que Taboada organizó una revolución, legalizada por la legislatura, que derrocó a Montes en junio de 1871. Un regimiento del Ejército Argentino intentó reponerlo en el gobierno, pero no tuvo apoyo nacional y fue derrotado el 22 de julio de 1871.
Manuel Taboada murió en septiembre de ese año, y su hermano Antonino –jefe militar del partido mitrista– y el gobernador Absalón Ibarra, continuaron su política. Los electores santiagueños votaron por Mitre en las elecciones nacionales de 1874, pero este fue derrotado por Avellaneda.

### La revolución de 1874

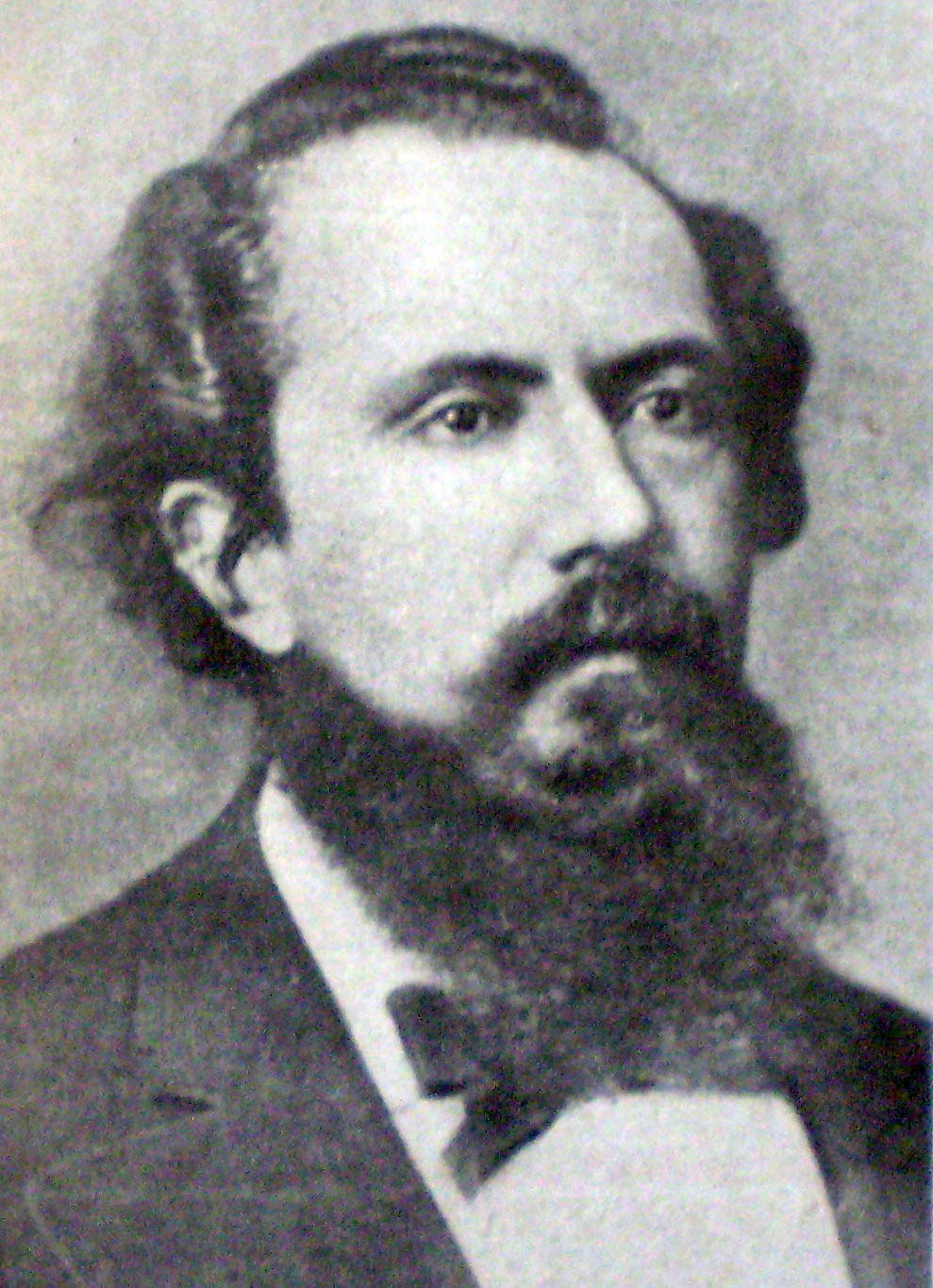
Nicolás Avellaneda.

Desde 1862 existían dos partidos liberales; uno de ellos, el Partido Autonomista llevó a la presidencia a Domingo Faustino Sarmiento en 1868.
En las elecciones para diputados nacionales de 1874 en Buenos Aires triunfó la oposición, pero la legislatura provincial alteró los resultados –práctica común en la época– y dio la victoria al Partido Autonomista. Aunque desconocieron las elecciones, los "nacionales" esperaron el resultado de las elecciones presidenciales, que se realizaron el 12 de abril. Los opositores ganaron solamente en Buenos Aires, San Juan y Santiago del Estero, y el candidato autonomista Nicolás Avellaneda fue declarado presidente.
El 18 de julio, la Cámara de Diputados aprobó las elecciones de los diputados porteños: Mitre se puso al frente de la conspiración. Como prevención, Sarmiento alejó de sus mandos militares a los jefes más comprometidos, pero el comandante naval Erasmo Obligado se negó a obedecer e inició la revolución el 23 de septiembre al frente de dos cañoneras. Trasladó a Mitre a Montevideo, y luego de regreso al sur de la provincia.
Los jefes militares de la revolución –generales Ignacio Rivas y Juan Andrés Gelly y Obes, y coroneles Julián Murga y Francisco Borges– se trasladaron al sur de la provincia de Buenos Aires, reuniendo voluntarios en los pueblos de la campaña, hasta sumar casi 5000 hombres mal armados y casi enteramente de caballería. El ejército nacional, comandado por los generales Martín de Gainza y Julio de Vedia, y los coroneles Julio y Luis María Campos, sufrió una serie de derrotas menores. Mitre tomó el mando del ejército el 26 de octubre, mientras Obligado se veía forzado a rendirse.
Por su parte, el general José Miguel Arredondo, tras sublevar la frontera sur de la provincia de Córdoba, avanzó hasta ocupar la capital provincial, donde aprovisionó y aumentó su fuerza. De allí regresó hacia el sur, buscando unirse a Mitre.

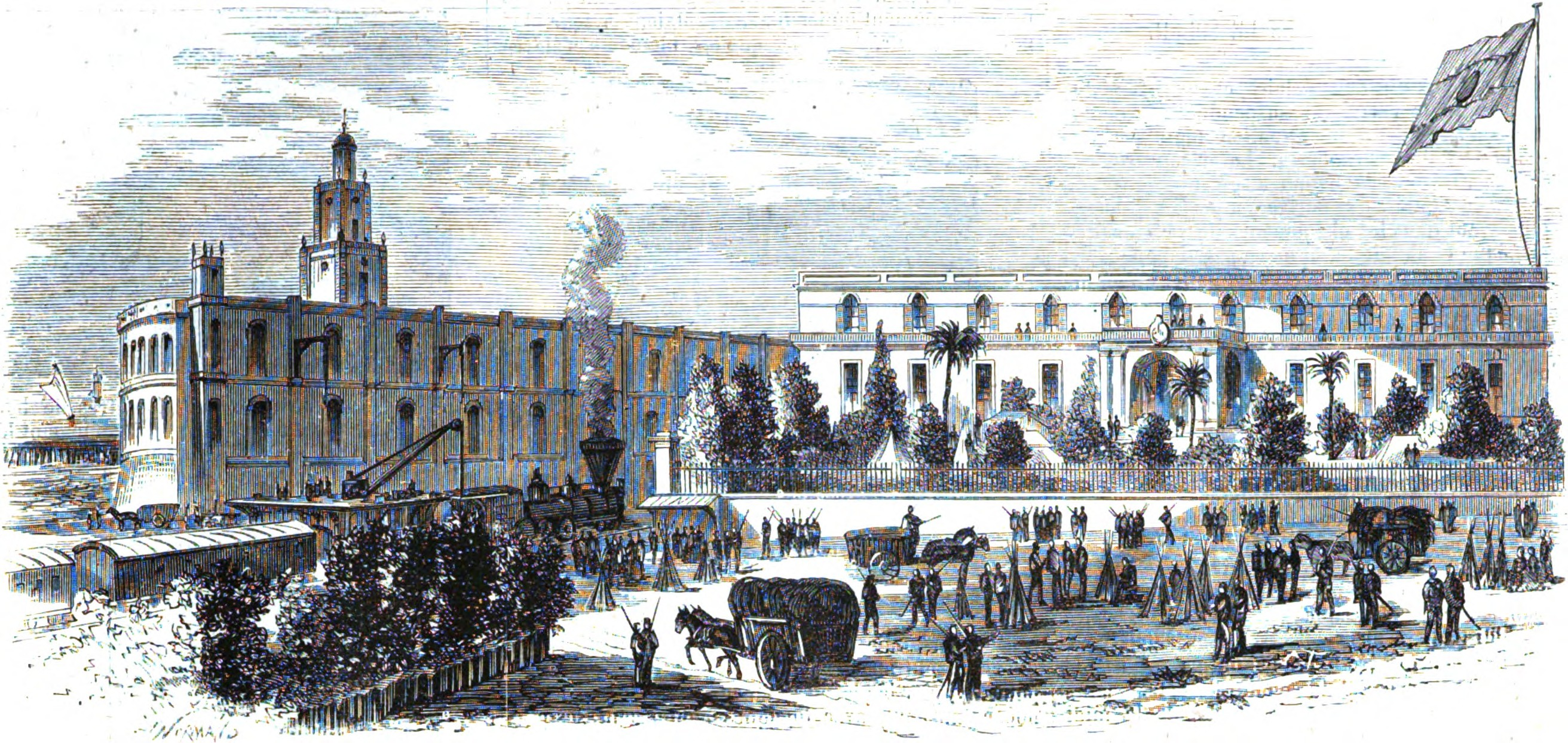
Ocupación de la Casa de Gobierno por las tropas, Buenos Aires (L'Illustration, Vol. LXIV, n.º 1.660, 19/12/1874).

El coronel Julio Argentino Roca se interpuso entre los dos ejércitos rebeldes, de modo que Arredondo se trasladó a Mendoza, derrotando a las milicias provinciales en la primera batalla de Santa Rosa, el 29 de octubre. Obligó a renunciar a los gobernadores de Mendoza y San Juan y los reemplazó por mitristas.
En Buenos Aires, Mitre dirigió su ejército hacia el norte, con la idea de unirse al ejército de Arredondo. En su camino se cruzó con la pequeña fuerza del teniente coronel José Inocencio Arias: el 26 de noviembre atacó frontalmente con su caballería a una infantería excelentemente armada, parapetada y comandada en la batalla de La Verde. Fue derrotado y se rindió el 3 de diciembre en Junín.
Arredondo fortificó su ejército en el mismo lugar de su victoria, Santa Rosa, donde esperó a Roca. Pero este rodeó las posiciones de su enemigo y lo derrotó en la segunda batalla de Santa Rosa, el 7 de diciembre.
Mitre, Arredondo y sus oficiales fueron arrestados, sometidos a consejo de guerra y dados de baja del ejército, y Avellaneda fue reconocido como presidente.

### 1874 en Corrientes y Jujuy
Al estallar la revolución mitrista, hubo una breve reacción liberal en Caá Catí, fácilmente vencida. Pero el coronel Plácido Martínez se sublevó en Goya, logrando que la milicia local se uniera a él. Desde el Chaco cruzaron fuerzas nacionales al mando del coronel Manuel Obligado, que persiguió por toda la provincia a Martínez. Este avanzó hasta el extremo norte de la provincia, para después bajar por la costa del río Uruguay hasta las cercanías de Monte Caseros, donde recibió la noticia de la derrota y rendición de Mitre. De modo que pasó el río Uruguay hacia el exilio.
Sin aparente relación con las revoluciones liberales, estalló en la puna jujeña una insurrección de indígenas, disconformes con la privatización de sus tierras comunales. Centraron su rebelión en el pueblo de Cochinoca y rechazaron los ataques del gobernador José María Álvarez Prado. Pero este se rehízo y atacó Cochinoca en enero de 1875, masacrando a los indígenas en la batalla de Quera. La zona quedó controlada por el gobierno, y la privatización proyectada se llevó adelante, aunque no por completo.

### Fracasos y persistencia del mitrismo
Antonino Taboada se había comprometido a apoyar la revolución mitrista, pero se retractó más tarde. Fue por eso que el general José Miguel Arredondo, después de ocupar Córdoba, debió retroceder hacia la provincia de Mendoza, donde sería derrotado. Pero Avellaneda no estaba dispuesto a dejar que su autoridad en el norte del país dependiera de la voluntad de Taboada, y presionó a Absalón Ibarra, que renunció en diciembre de ese mismo año.
A fines de marzo de 1875, la llegada de dos batallones nacionales de línea precipitó la revolución de los líderes opositores, acompañados por gran parte de la población. El proceso fue muy violento, incluyendo asesinatos, prisiones y saqueos. Antonino Taboada se exilió en la provincia de Salta, mientras sus últimos seguidores terminaron de ser vencidos por las tropas nacionales en junio.
Por esa misma fecha se establecía la alianza entre autonomistas y mitristas en Buenos Aires, pero los liberales de otras provincias se quejaron de que ésta no se extendía a las demás provincias. En algunas de ellas se iniciaron algunas conspiraciones.
El caso más grave fue el de Santa Fe, donde el exgobernador Patricio Cullen –apoyado por el también exgobernador y líder liberal Nicasio Oroño– se lanzó a la revolución, seguido casi exclusivamente por colonos extranjeros del norte de la provincia y mercenarios de las colonias suizas de Helvecia y Esperanza. Un grupo se introdujo en la capital, pero fracasó en ocupar la casa de gobierno. El 20 de marzo de 1877, Cullen fue derrotado y muerto en el combate de Los Cachos, cerca de Cayastá.
Al año siguiente, al iniciarse el segundo mandato del gobernador autonomista Simón de Iriondo, hubo varias rebeliones liberales en la provincia. Con el paso del tiempo, el liberalismo santafesino terminó por aceptar su derrota.
Cuando se celebraron las elecciones correntinas del 16 de noviembre de 1877, los liberales se negaron a participar y organizaron sus propias mesas de votación el mismo día, en las que lógicamente obtuvieron el triunfo. De ese modo, fueron elegidos dos legislaturas y dos gobernadores: uno liberal, Felipe Cabral, y otro autonomista, Manuel Derqui. El gobierno entregó el mando a Derqui, mientras Cabral pedía la intervención federal a la provincia.
Los liberales, dirigidos por Juan Esteban Martínez, se lanzaron a la revolución. El 19 de febrero de 1878, en el combate de Ifrán, el coronel liberal Raimundo Reguera derrotó al autonomista Valerio Insaurralde, y poco después obtuvo una segunda victoria en Yatay. Los liberales controlaron el sudoeste de la provincia e instalaron un gobierno provisional. El presidente envió un interventor federal, José Inocencio Arias. Este estaba en secreto acuerdo con los liberales de Corrientes y les entregó armas, con las que los liberales ocuparon la capital el 30 de julio. Tras algunos combates menores, Derqui abandonó la provincia.
La provincia de Corrientes sería la única que acompañaría a Buenos Aires en el voto por la oposición al candidato oficialista en 1880.

## Revolución porteña de 1880
En 1880, la "cuestión capital" –la sede del gobierno federal– seguía en la misma forma provisional en que había quedado después de Pavón: el gobierno nacional era "huésped" de la provincia de Buenos Aires, en la ciudad de Buenos Aires, sobre la cual no tenía autoridad alguna.
Después de la revolución del 74, y tras unos años de proscripción de los derrotados, estos fueron indultados y se unieron a la "conciliación de partidos" que en 1876 llevó al gobierno bonaerense a Carlos Tejedor, un autonomista prestigioso entre los partidarios de Mitre.
Fallecido Alsina a fines de 1877, el mejor candidato del autonomismo era el ministro de guerra, general Roca, que había llevado a cabo la Conquista del Desierto, gran éxito de la gestión Avellaneda. Los líderes porteños, muchos de los cuales consideraban una afrenta ser gobernados por provincianos, presentaron como candidato al gobernador Tejedor.
Por su parte, Avellaneda decidió terminar su mandato con un gran éxito: una ley que declarara capital de la Nación a la ciudad de Buenos Aires, lo que había sido establecido en la Constitución, pero que nunca había sido cumplido.

### La última guerra civil

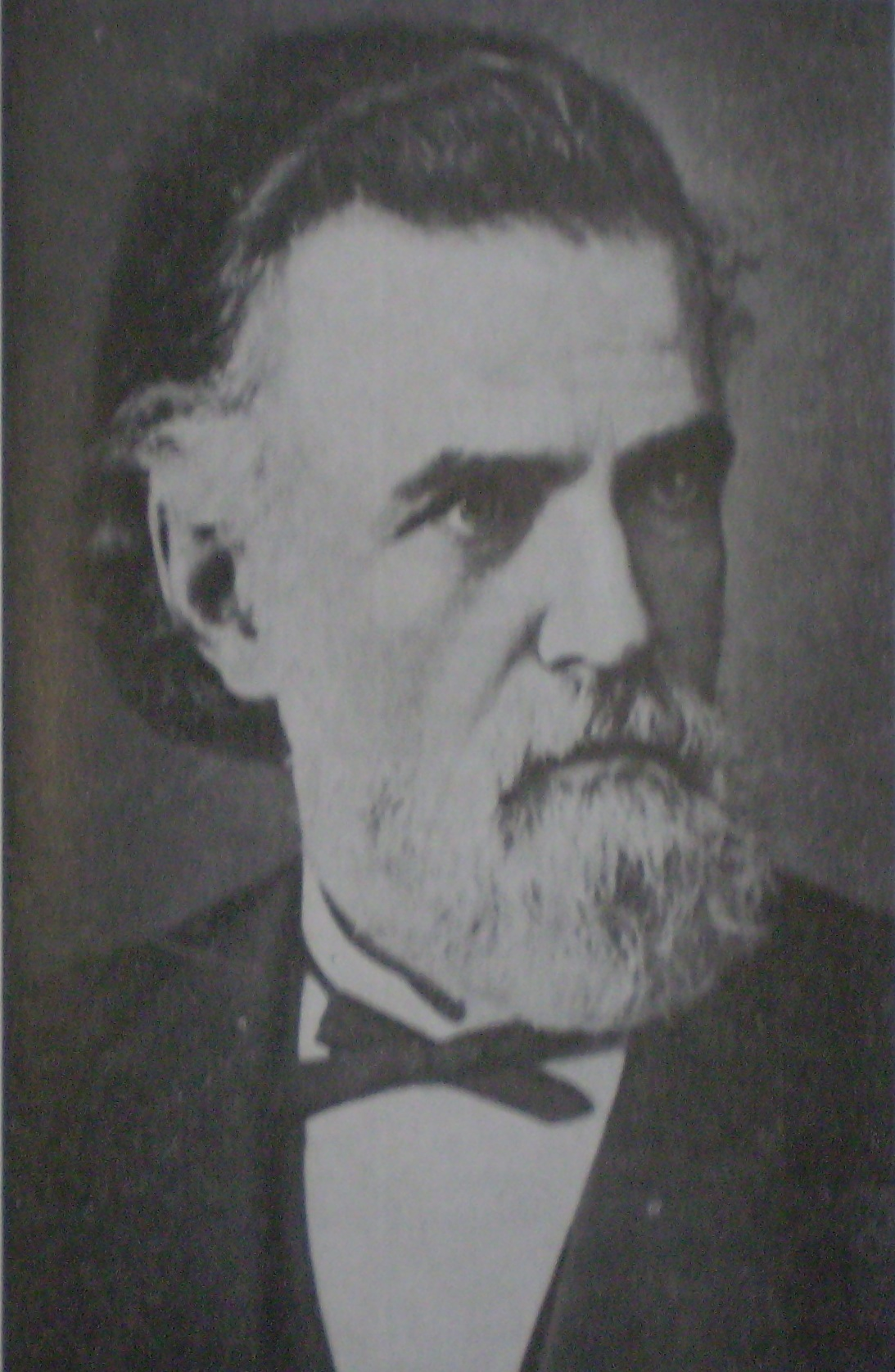
El gobernador Carlos Tejedor.

En respuesta, Tejedor ordenó movilizaciones militares y la formación de milicias para adiestrar a los ciudadanos en el manejo de las armas, desconociendo una ley de octubre del 79, que prohibía a las provincias la movilización de milicias sin expreso permiso presidencial. El gobierno porteño compró un gran cargamento de armas para sus milicias y, cuando un oficial del Ejército intentó requisar el barco que las transportaba, las fuerzas del coronel José Inocencio Arias impidieron la acción de los nacionales.
Ante la actitud beligerante del gobierno porteño, el 4 de junio de 1880, Avellaneda decretó el traslado de todas las autoridades federales al vecino pueblo de Belgrano –entonces fuera del ejido porteño– declarándolo sede transitoria del gobierno. Hacia allí se trasladaron el Senado, la Corte y parte de la Cámara de Diputados.

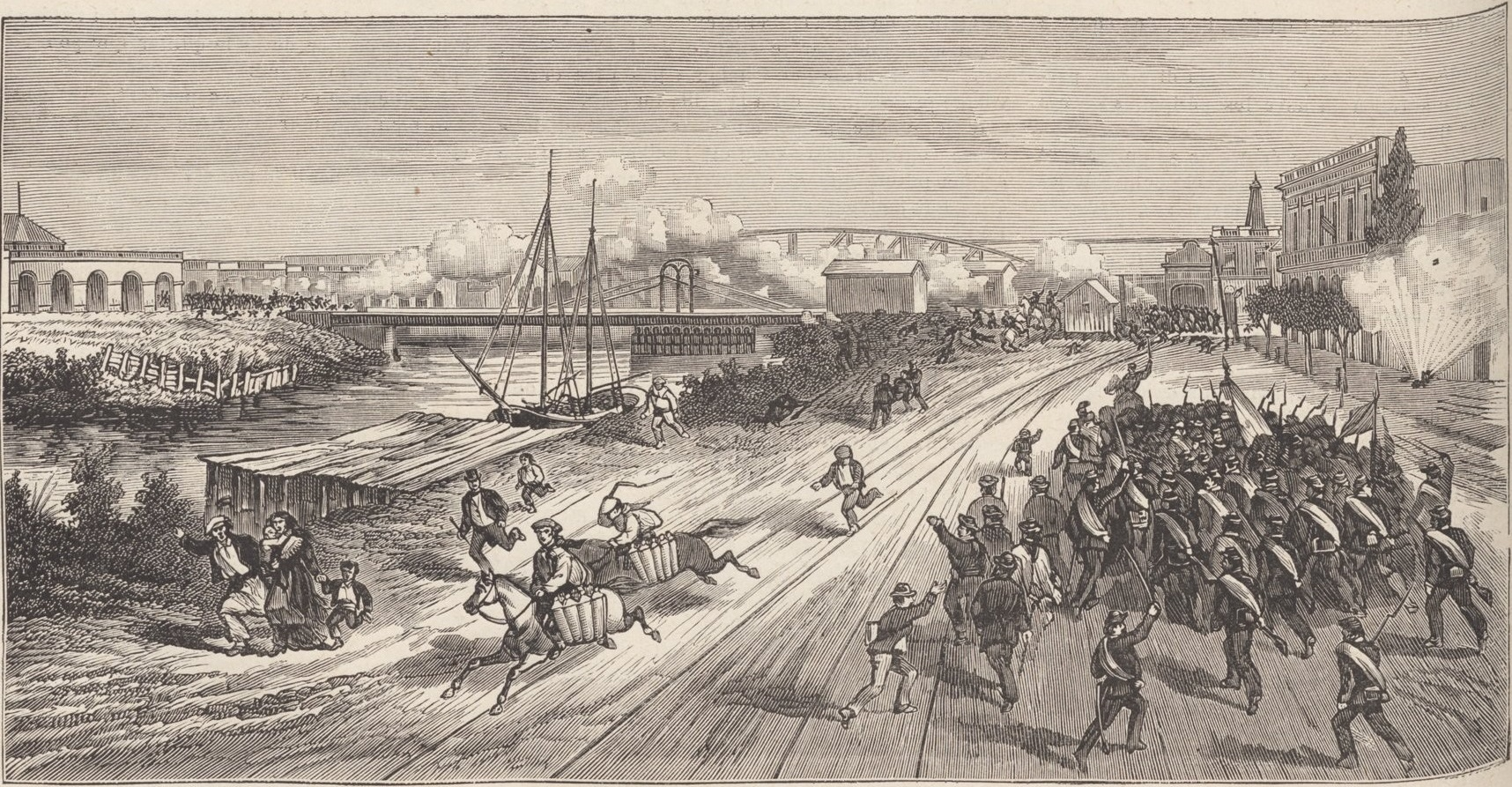
Combate de 20 de junio de 1880: Defensa de la puente de Barracas por la Guardia Nacional de Buenos Aires (Clérice, Le Monde Illustré, n.º 1.230, 24/10/1880).

Simultáneamente, el presidente ordenó el avance de varias divisiones del ejército nacional hacia la ciudad, a lo que el gobierno porteño respondió reuniendo todas las milicias de la provincia en Buenos Aires. Un intento de detener esta concentración de fuerzas fracasó el 17 de junio, en la batalla de Olivera: a pesar de que las fuerzas porteñas que entraron en combate fueron derrotadas, la mayor parte de las mismas lograron ingresar a la ciudad.
Las fuerzas nacionales iniciaron el ataque sobre la ciudad el día 20 de junio. En las sangrientas batallas de Puente Alsina, Barracas y los Corrales, las tropas porteñas lograron detener el avance nacional, pero sufrieron un enorme desgaste en hombres, dinero y armamento. La victoria estratégica quedó del lado del gobierno nacional.
Tejedor ordenó a Mitre iniciar tratativas de paz, y el 30 de junio presentó su renuncia. La milicia provincial fue inmediatamente desarmada. El Congreso disolvió la legislatura porteña, y días más tarde intervino el gobierno provincial.

### Corrientes, último campo de batalla

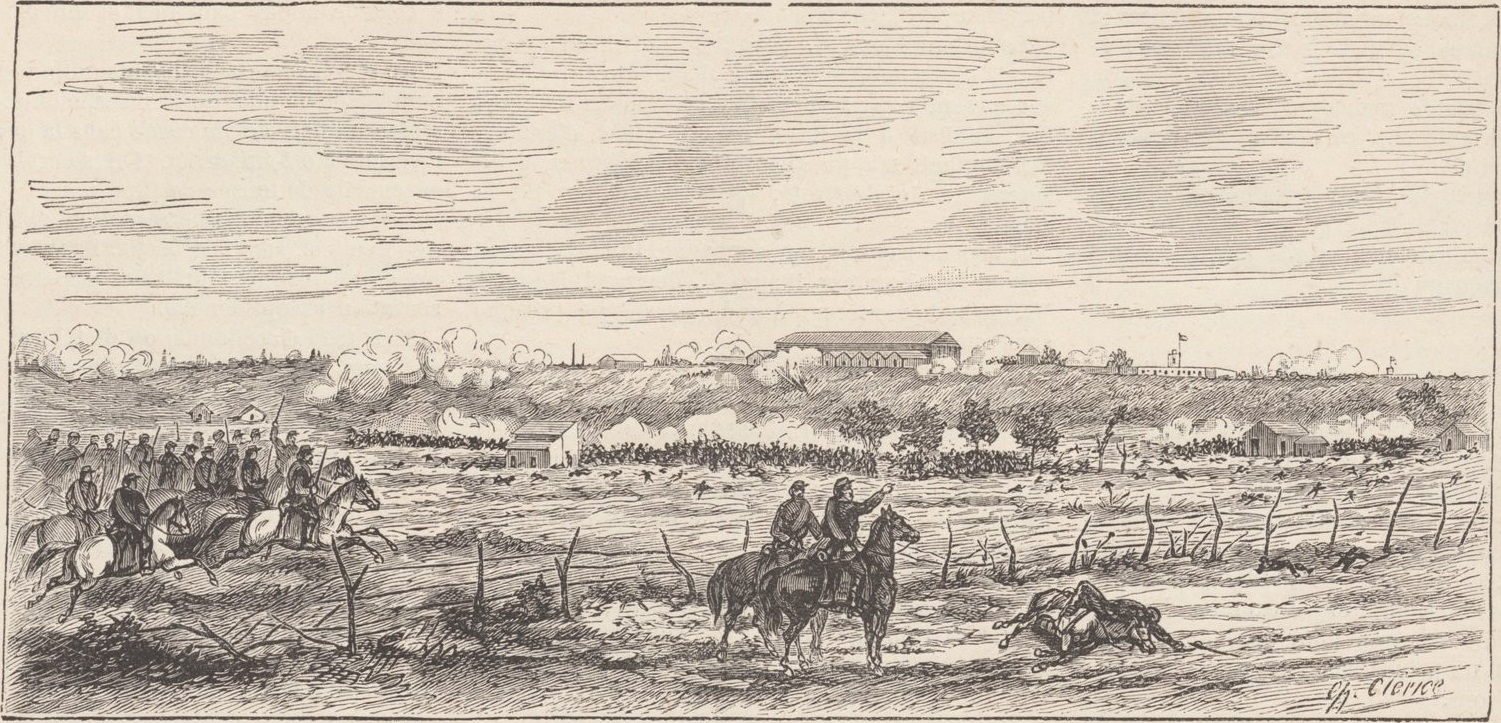
Batalla del 21 de junio: Ataque por las tropas nacionales, en la altura de Corrales (Mataderos), defendido por la Guardia Nacional de Buenos Aires (Clérice, Le Monde Illustré, n.º 1.230, 24/10/1880).

La única provincia en que gobernaba el partido liberal mitrista era la provincia de Corrientes, donde conservaba el gobierno desde la revolución de 1878. El 9 de junio, cuando la situación porteña estaba a punto de estallar, los delegados correntinos firmaron una alianza formal con el gobierno porteño: ofrecían la colaboración de un ejército provincial de 10 000 hombres, que en la práctica hubiera sido imposible reunir. Por su parte, el gobierno porteño se comprometía a aportar 1000 fusiles con cien mil "tiros", cuatro cañones Krupp y un millón de pesos.
Unos días después, fuerzas correntinas invadieron la provincia de Entre Ríos, atacando algunas guarniciones menores. En respuesta, el 3 de julio, Avellaneda decretó la intervención federal: el doctor Goyena fue enviado a Corrientes, donde llegó el 16 de julio. Desde Goya, envió al coronel Rufino Ortega sobre la capital –que fue ocupada el día 24– y ordenó al general Juan Ayala atacar Curuzú Cuatiá desde Concordia.
El gobernador Felipe Cabral abandonó la ciudad al frente de algunas tropas, pero días más tarde se exilió en el Paraguay. El vicegobernador Juan Esteban Martínez se retiró entonces hacia el noreste, bordeando los Esteros del Iberá. Las fuerzas del coronel Reguera se dispersaron, y en parte se incorporaron a las de Martínez, que en su marcha fue alcanzado dos veces: la primera en el paraje de Tacuara Carendí, el 31 de julio, y la segunda en Ituzaingó, el 3 de agosto de 1880, siendo derrotado en ambos combates por el coronel Rufino Ortega.
Esta última fue la última batalla de las guerras civiles argentinas. Corrientes quedó pacificada y –por primera vez en sesenta y seis años– la paz quedó establecida definitivamente en todo el país. No obstante, sería Corrientes la única provincia en que las revoluciones de la década de 1890 y otras dos de la década de 1930 se llevarían a cabo con operaciones territoriales y traslados de tropas. Pero no se trataron, en sentido estricto, de guerras civiles, ni los conflictos políticos tendrían mucho en común con los que se decidieron en los campos de batalla de las guerras civiles ocurridas entre 1814 y 1880.

### Federalización de Buenos Aires
El 24 de agosto, Avellaneda presentó un proyecto de ley, aprobada por el Congreso el 21 de septiembre, por el cual se declaraba a Buenos Aires capital de la República y se la ponía bajo control directo federal.
Faltaba su ratificación por la legislatura porteña. Para eso se ordenaron nuevas elecciones provinciales, de las cuales surgió triunfante el Partido Autonomista Nacional. Tras el histórico debate entre José Hernández, que defendía la federalización de la ciudad, y Leandro N. Alem, que se oponía a la misma –no tanto por su posición porteñista, sino por sus efectos negativos sobre el resto del país– la misma fue aprobada por la provincia de Buenos Aires en noviembre.
Poco antes había asumido el gobierno nacional el general Roca, que en diciembre terminó el proceso de formación de la Capital Federal, gobernada directamente por el gobierno nacional. Sus funciones legislativas comunales pasaron a depender de un Concejo Deliberante, pero el Poder Ejecutivo dependió del gobierno nacional hasta 1995. El gobierno bonaerense pasó a la ciudad de La Plata, fundada a este efecto.
Finalmente, el sistema federal quedaba establecido en la legislación, aunque con serias limitaciones prácticas. El último conflicto planteado a través de las guerras civiles argentinas estaba resuelto.